# Помпеї

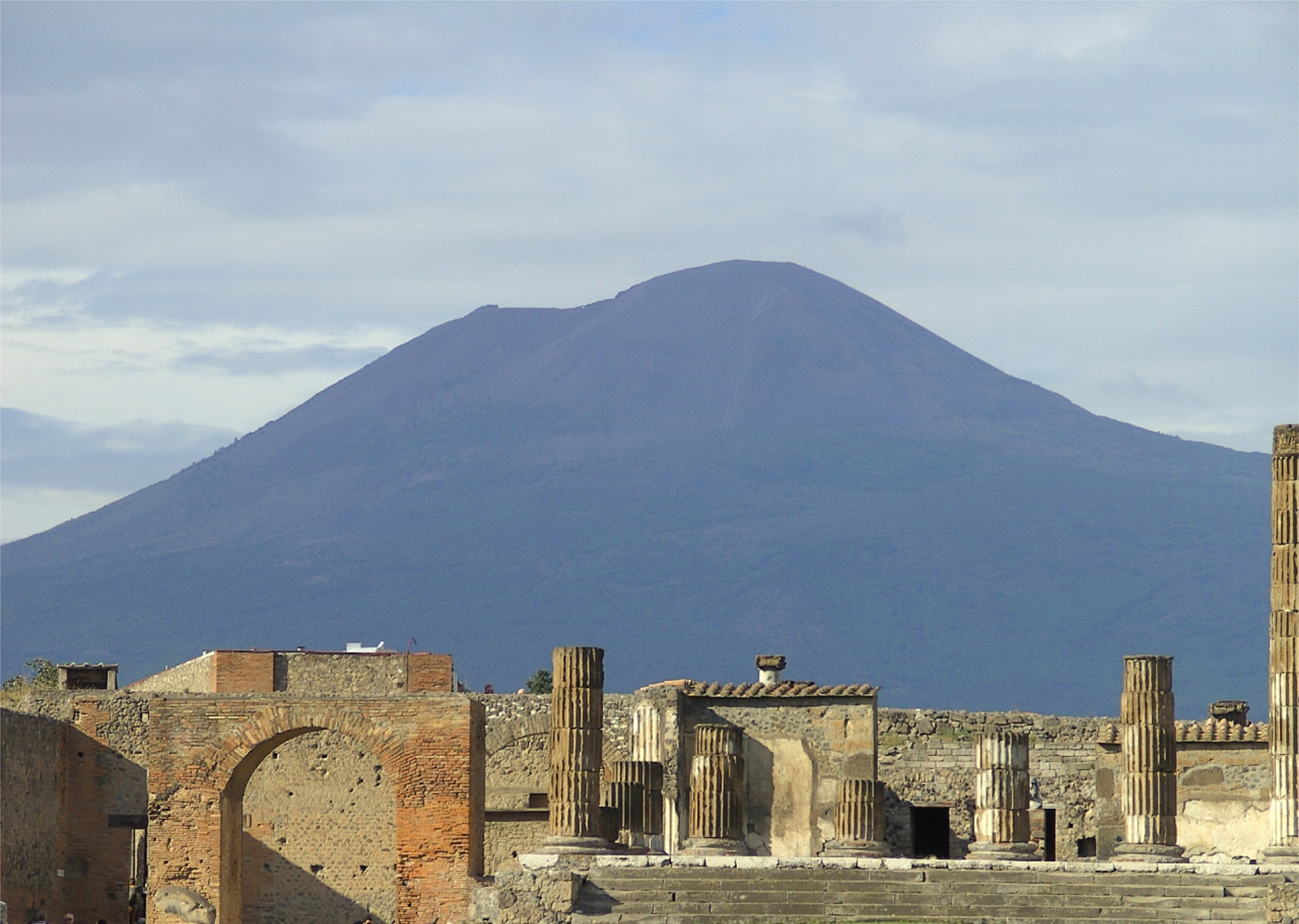
Помпеї на тлі Везувію

Помпе́ї — давньоримське місто, руїни якого знаходяться в межах сучасної комуни Помпеї в регіоні Кампанія в Італії, неподалік від Неаполя. Помпеї загинули внаслідок виверження вулкана Везувій 24 серпня 79 року або за уточненими даними 24 жовтня 79 року, яке поховало місто під тоннами пилу. На розкопаній частині Помпеїв облаштовано музей просто неба.
У XVI столітті архітектор Доменіко Фонтана, прокладаючи канал, натрапив на стіну з написом, де була згадана Венера Помпейська — покровителька міста. Розкопки почалися майже через два століття, у 1763 році. До початку 1980-х розкопано близько 3/5 території Помпеїв. Багато знахідок зберігаються в Національному археологічному музеї (Неаполь). Руїни міста щодня відвідують сотні туристів.
У ХХ ст. неподалік від розкопок виникли нові Помпеї — сучасне місто із старовинною назвою.

## Загибель
Докладніше: Виверження Везувію 79 року

Міста Неаполітанської затоки, що припинили існування після виверження Везувію

Під час виверження Везувію загинуло три міста — Помпеї, Геркуланум та Стабії — а також розташовані поруч вілли. Розкопки виявили ці міста під багатометровою товщею лави такими, якими вони були до лиха: вулиці, будинки з повним облаштуванням та люди й тварини, які не встигли врятуватись.
Попіл від виверження долітав до Єгипту та Сирії. Із 20 000 мешканців Помпеїв у будівлях та на вулицях загинуло приблизно 2 000 осіб. Більшість мешканців залишили місто до виверження.
Дослідники припускають що руйнуванню міста сприяла сейсмічна активність в регіоні, яка призвела до виверження вулкану. Стародавній письменник Пліній Молодший з сусіднього міста писав, що виверження Везувію супроводжувалося сильними поштовхами. Саме одночасний з виверженням потужний землетрус спричинив обвал будівель, від якого загинула більшість з загиблих містян. Це пояснює, чому місцеві жителі не зуміли втекти від лави, що насувається, – їх поховали під собою стіни їхніх же будинків.

## Будівлі
Після масштабних розкопок стародавнє місто постало перед істориками і археологами у майже всій своїй повноті — від величних храмів і портиків до громадських туалетів і публічних будинків.
Важливим місцем міста був критий продовольчий ринок Мацеллум, у центрі якого облаштували басейн для живої риби. Вулицями Помпеїв щоденно рухались десятки возів, і своїми колесами вони вибили глибокі колії в мощених мостових.
Вистави акторів можна було подивитись у Великому та Малому театрах міста. Великий міг вмістити до 5 тисяч глядачів і накривався від сонячних променів тентом. Окремо був побудований амфітеатр на 20 тисяч глядачів розмірами 135 на 104 м.
Спортом помпейці могли займатись в будівлі палестри. В місті було декілька лазень. Найбільші, Стабієві терми, мали зали з холодною та гарячою водою. У місті працювали 34 хлібопекарні, які не тільки забезпечували потреби мешканців міста, але й виготовляли хліб на експорт. Громадське харчування забезпечували 89 термополіумів — стародавніх аналогів сучасних ресторанів і кнайп.

## Розпланування, вулиці, Форум в Помпеях

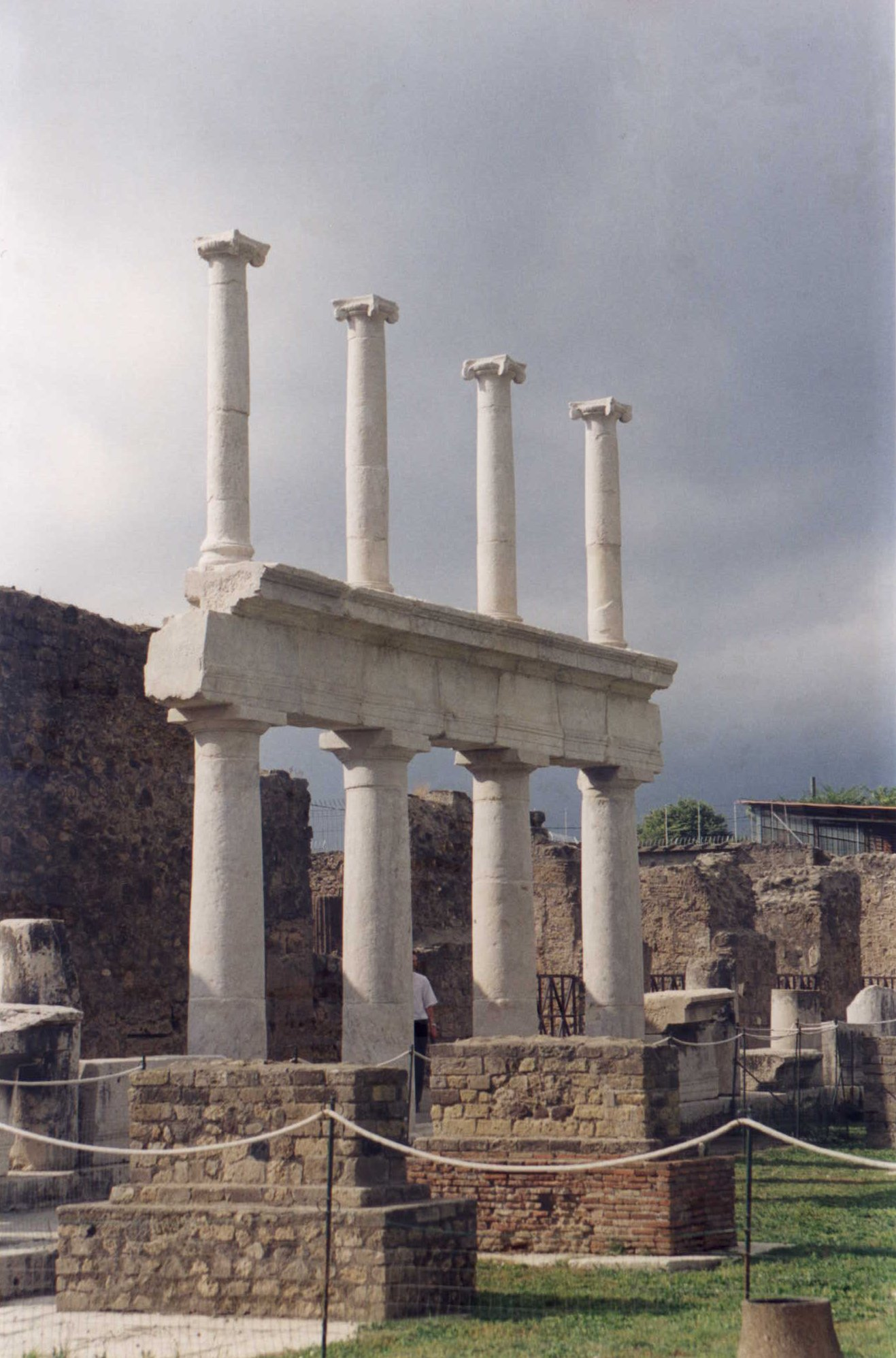
Форум в Помпеях. Відновлена частина двоярусних портиків

Розбудова міста йшла роками і в різні історичні періоди. Місто виростало повільно і не мало єдиного розпланування, як то було в місті Капуя. Найдавніша частина міста — західна, забудована ще самнітами, найхаотичніша. Цей район міста прилягає до Морських воріт і Форуму (вулиця позначена жовтим). Інші райони виникли в римську добу і мають регулярне розпланування. Головна вулиця аристократичного району — вулиця Меркурія (позначена блакитною фарбою). Серед багатих мешканців міста — Помпеїв Абіт — родич другої дружини римського імператора Нерона, Поппеї Сабіни. Аристократичний район розташований на північ від Форуму і прилягав до Геркуланумської брами, остання вела до дороги Гробниць у бік вілли Містерій та вулкану Везувій. Чорною фарбою позначена вулиця Фортуни. Після перехрестя з вулицею Стабій (позначена червоною фарбою) вулиця Фортуни переходила у вулицю Ноли. Від Морських воріт через Форум йшла вулиця Достатку. Між вулицями Ноли і Достатку археологи залишили значну ділянку нерозкопаного міста для досліджень нових поколінь науковців і новітніми засобами. Нерозкопаним залишили і район на північ від вулиці Ноли, Везувіанською і Ноланською брамами та фортечними мурами. Центральні вулиці Помпеїв — досить широкі:
- вул. Меркурія 9 метрів
- вул. Достатку 8,5 метрів
- вул. Стабій 7,5 метрів

Форум, створений ще сабінянами, вважався римлянами бідним і непарадним. На його західному боці розташовані найстаріші споруди міста — базиліка та храм Аполлона. Вони відокремлені від майдану муром. Сакральне і побутове було поряд — за храмом Аполлона невелика площа, яка була ринком зерна та овочів. Поряд казначейство, комори для зберігання збіжжя і просторі туалети.
Форум перебудували римляни. Це майдан розмірами 38 на 157 метрів. На цій площі могли зібратися всі мешканці міста. В південній частині форуму — будівля муніципалітету, де проходили засідання Ради міста. Поруч був розташований Коміцій — спеціальна будівля для голосувань. Форум вимостили кам'яними брилами, з трьох боків прикрасили двоярусними колонними портиками, монотонними і спокійними за характером. Другий ярус портиків використовували як глядацькі місця в часи свят чи гладіаторських боїв, які теж влаштовували на Форумі. Гладіаторські бої перенесли в амфітеатр, а простір площі використали для монументів римським імператорам. Зараз на майдані стоять лише постаменти від колишніх скульптур і кінних монументів, але збережені написи з посвятами.
Позбавленим колонад був північний бік Форуму, на якому розташували помпейський Капітолій (храм на честь Юпітера, Юнони і Мінерви). Величний храм мав терасу трьох метрів заввишки і сходи наверх, вівтар, бічні кінні монументи і сам храм, від якого збереглися лише колони переднього портика. Споруди і монументи на майдані були поруйновані під час землетрусу 62 року н. е. Керівництво міста розпочало відновлювальні роботи, які так і не встигли закінчити до 79 року. Покриття з м'якого туфу замінили на травертин. Розпочали вивіз брил вапняку, видобутого в кар'єрах Казерти. На майдані досі лежать кам'яні брили, призначені для склепінь, мурів і «барабанів» майбутніх колон.

## Житлові будинки

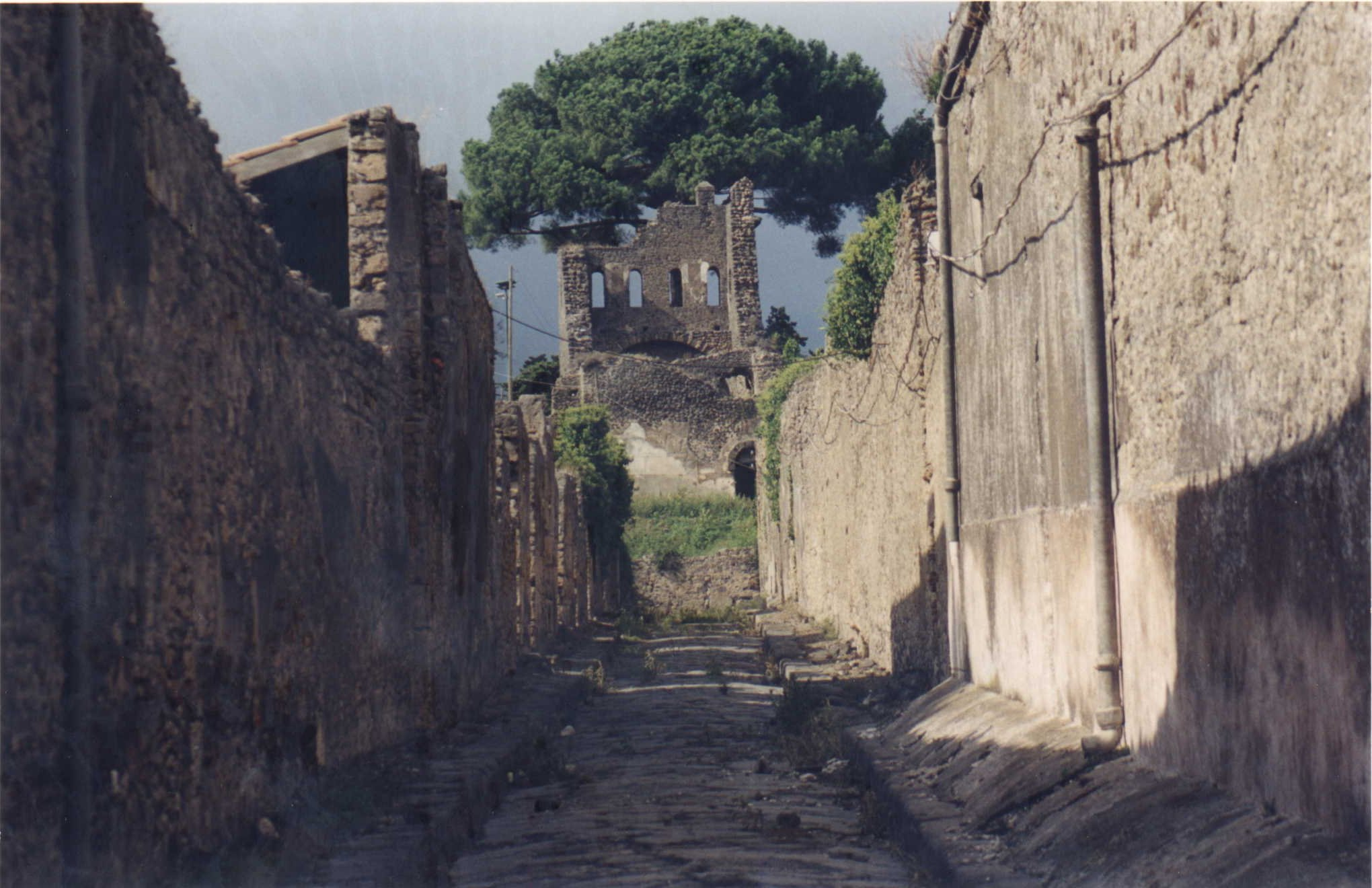
Розкопана вулиця в Помпеях

Розкопки залишків античних поселень дають тільки побутові чи культурні залишки — поховання, гробниці, скарби монет, руїни храмів, господарських споруд, підмурки тощо. Наукова вартість трьох засипаних гарячим попелом міст (Помпеї, Стабії та Геркуланум) надзвичайна через виняткову збереженість комплексів — майже цілих амфітеатрів, ремісничих майстерень, приватних будинків з тогочасними меблями, побутовими речами, монетами, скульптурами на первісних місцях перед трагічним лихом.
Міський будинок як тип в Помпеях пройшов довгий шлях розвитку і увібрав давньоіталійські, елліністичні і римські впливи. Типовий будинок фінансово успішного помпейця — кам'яна садиба (латиною — domus), побудована на видовженій земельній ділянці, з невеликим садом. (Житла бідних верств населення будували з дощок — латиною taberna).
Приблизно з II століття до н. е. посилились елліністичні впливи — в помпейських приватних будинках з'явились перистилі — внутрішні дворики, прикрашені колонними портиками. Зазвичай перистиль посідав центральну частину помешкання. В цей дворик виходили літні їдальні (триклінії), вітальні (екуси) і спальні (кубікули). Перистиль ставав найдекорованішою частиною будинку — прикрашеною в багатих оселях мозаїками, фонтанами, скульптурами з мармуру чи бронзи, квітами. Атріум мав значення парадної частини приватного будинку. Далі нього зайвих людей не допускали. Приватний будинок виходив на вулицю глухим муром з вхідним порталом, мур зазвичай не мав вікон. (Всі назви будинків в Помпеях — умовні і сучасні.)

### Будинок Фавна

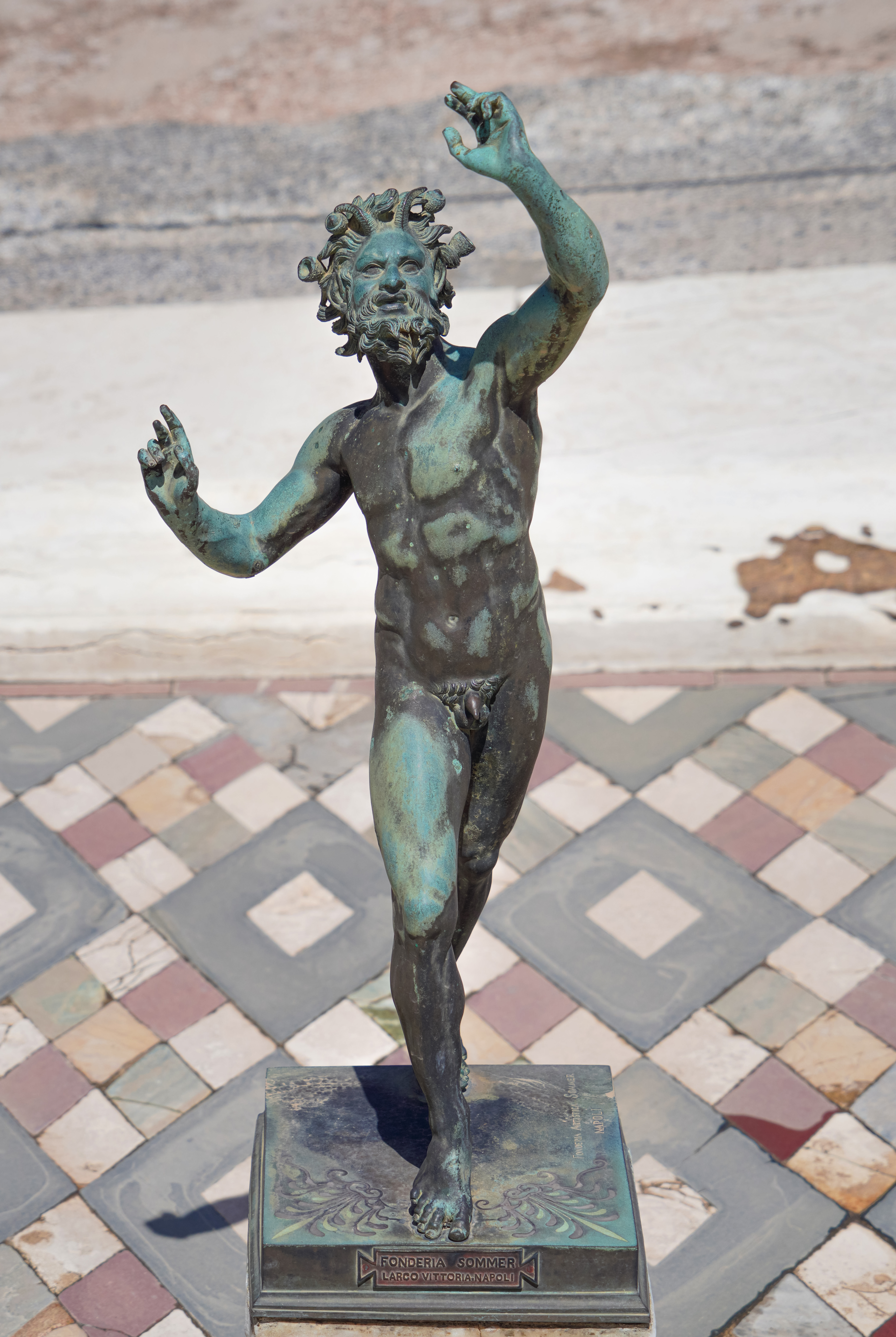
Фавн, що танцює

Будинок розкопаний в 1831 році. Сучасну назву отримав через знайдену тут бронзову скульптуру Фавна в танці, одну з найкращих, збережених з цього періоду. Фавн стояв в атріумі. Помпеї заснували самніти, вже тоді вперше забудували цю ділянку. В римську добу будинок перебудували, перетворивши на палацову споруду з двома атріумами, двома перістилями. Разом з двома перістилями будинок Фавна обійняв площу близько трьох гектарів. Замість вапняку попереднього періоду для побудови використали вулканічний туф, легкий в обробці. Мури будинку Фавна декоровані стінописами строгого стилю (або Перший стиль). Вони — імітація кольорових каменів та мармуру. Аби підсилити реальність стінописів, їх архітектурні деталі виконали ліпленням (карнизи, пілястри). Розкішною оздобою будинку були численні мозаїки на підлогах. Серед них орнаментальні і декоративні композиції. На порозі камінцями було викладене вітання «Have» (привіт). Серед декоративних мозаїк — натюрморт з фруктами і квітами, нільські краєвиди, театральні маски, кіт, що вполював птаха, голуби на чаші з водою, грецький бог Вакх верхи на пантері.
Серед унікальних знахідок — мозаїка Битва при Іссі або Мозаїка Александра. Пошкоджена під час землетрусу, вона створена за зразком більш раннього твору. Оригінал міг належати роботі еретрійського художника IV століття до н. е. Філоксена, учня Нікомаха Фіванського. Він створив мозаїку на замовлення Кассандра близько 300 р. до н. е., згідно зі свідченнями Плінія Молодшого. За іншою версією, Мозаїку Александра первісно створив маляр Апеллес з Колофона, що в Лідії.
Мозаїка Александра з 1843 року зберігається в Національному археологічному музеї Неаполя. У Помпеях з 2005 року експонується копія мозаїки, створена школою-майстернею мозаїки в Равенні, яка точно відтворює помпейський оригінал за матеріалом, кольоровою гамою, формою та розміром. Вартість робіт зі створення копії склала понад 500 тисяч євро.

### Фрагменти мозаїки Александра і її реконструкція

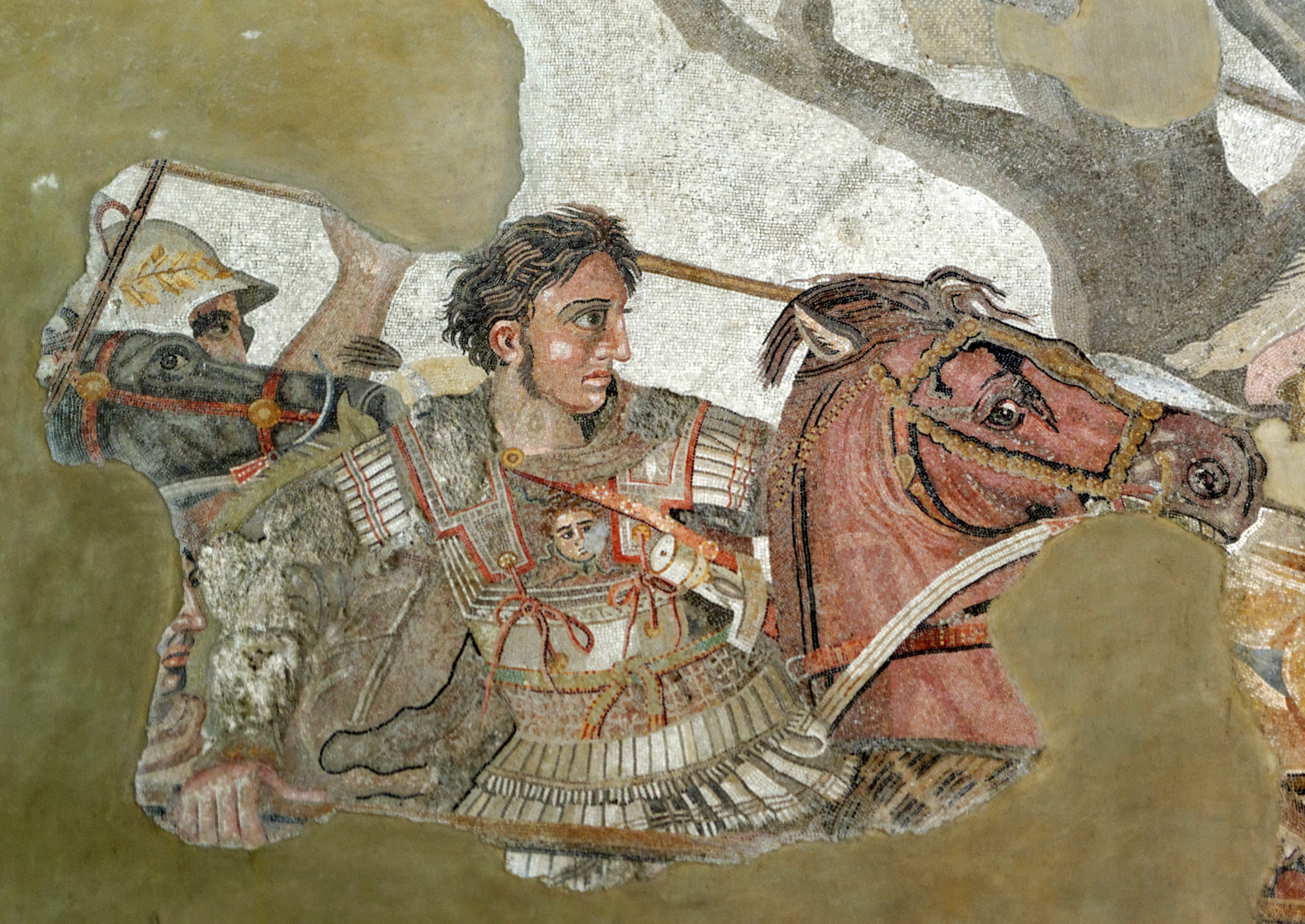
Александр верхи на Букефалі
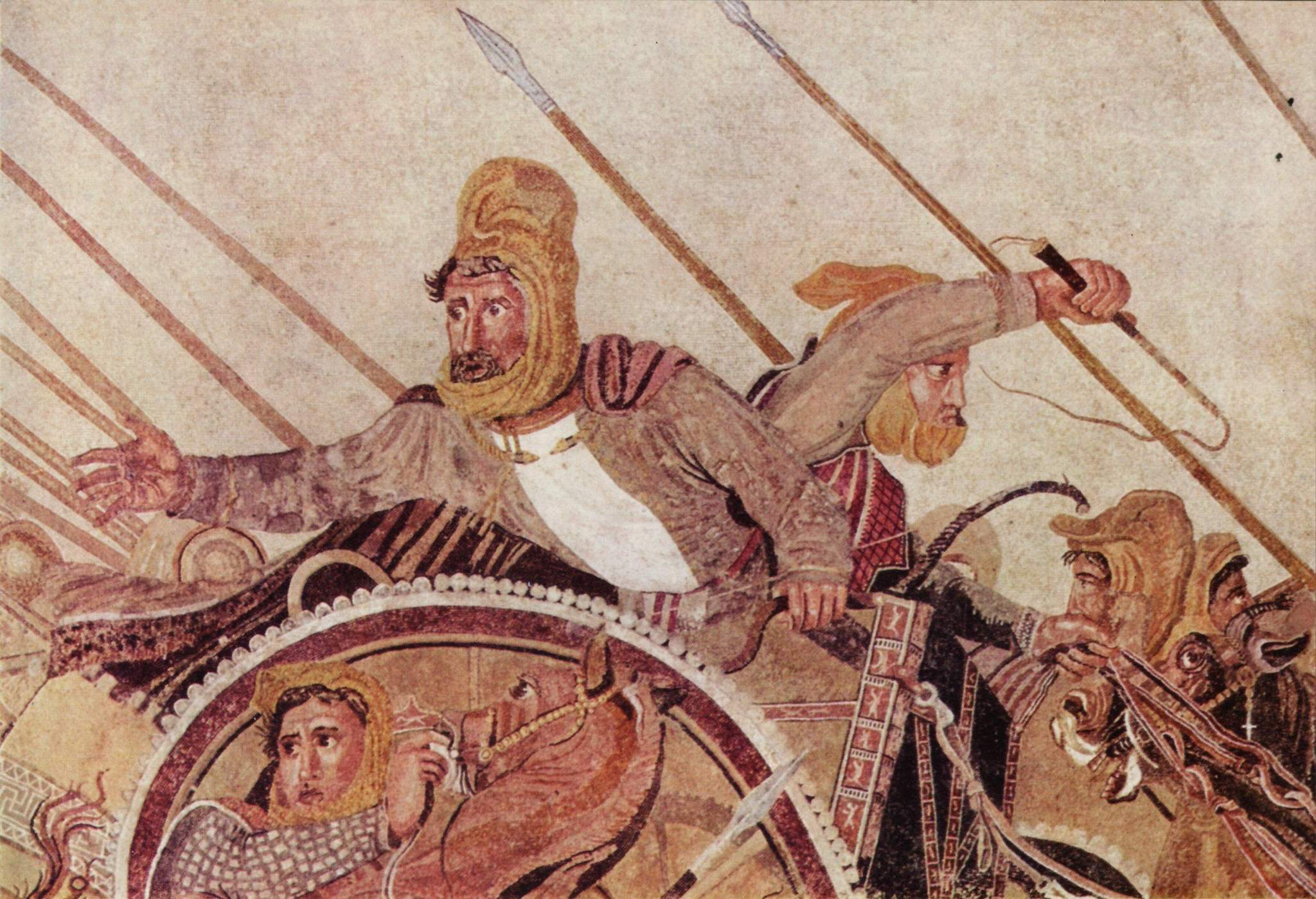
Перський цар Дарій III
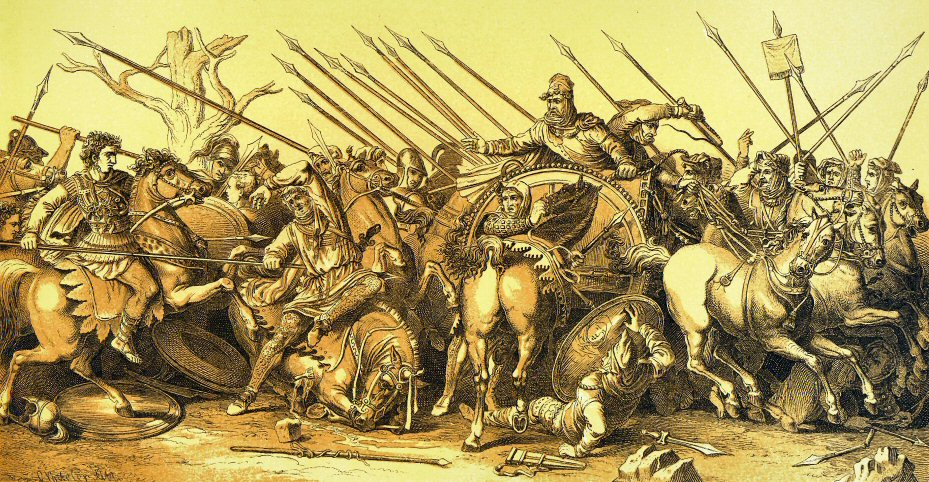
Реконструкція, опублікована 1893 року

### Будинок хірурга

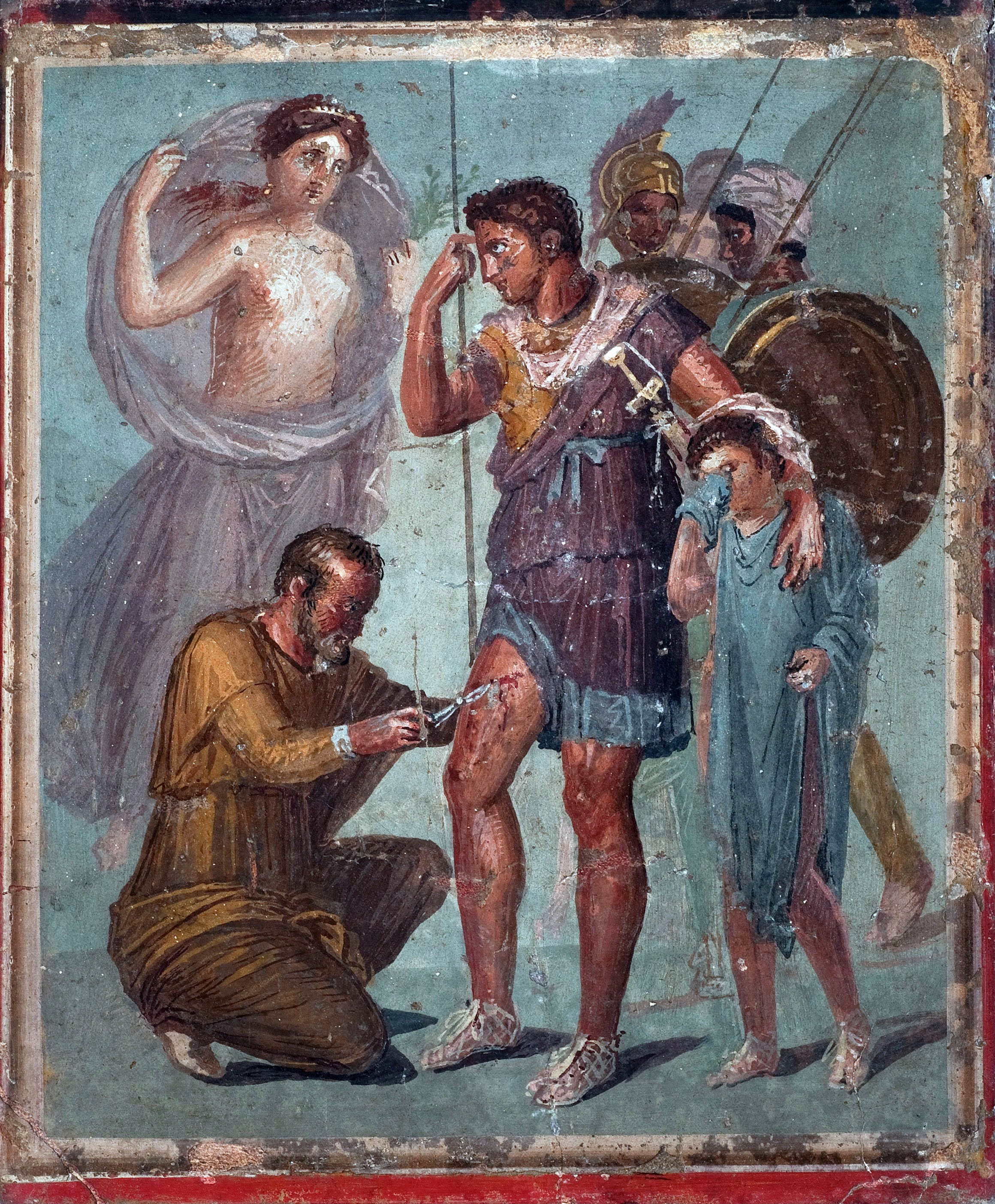
Лікування рани вояка, фреска Будинку сирійця, Помпеї.

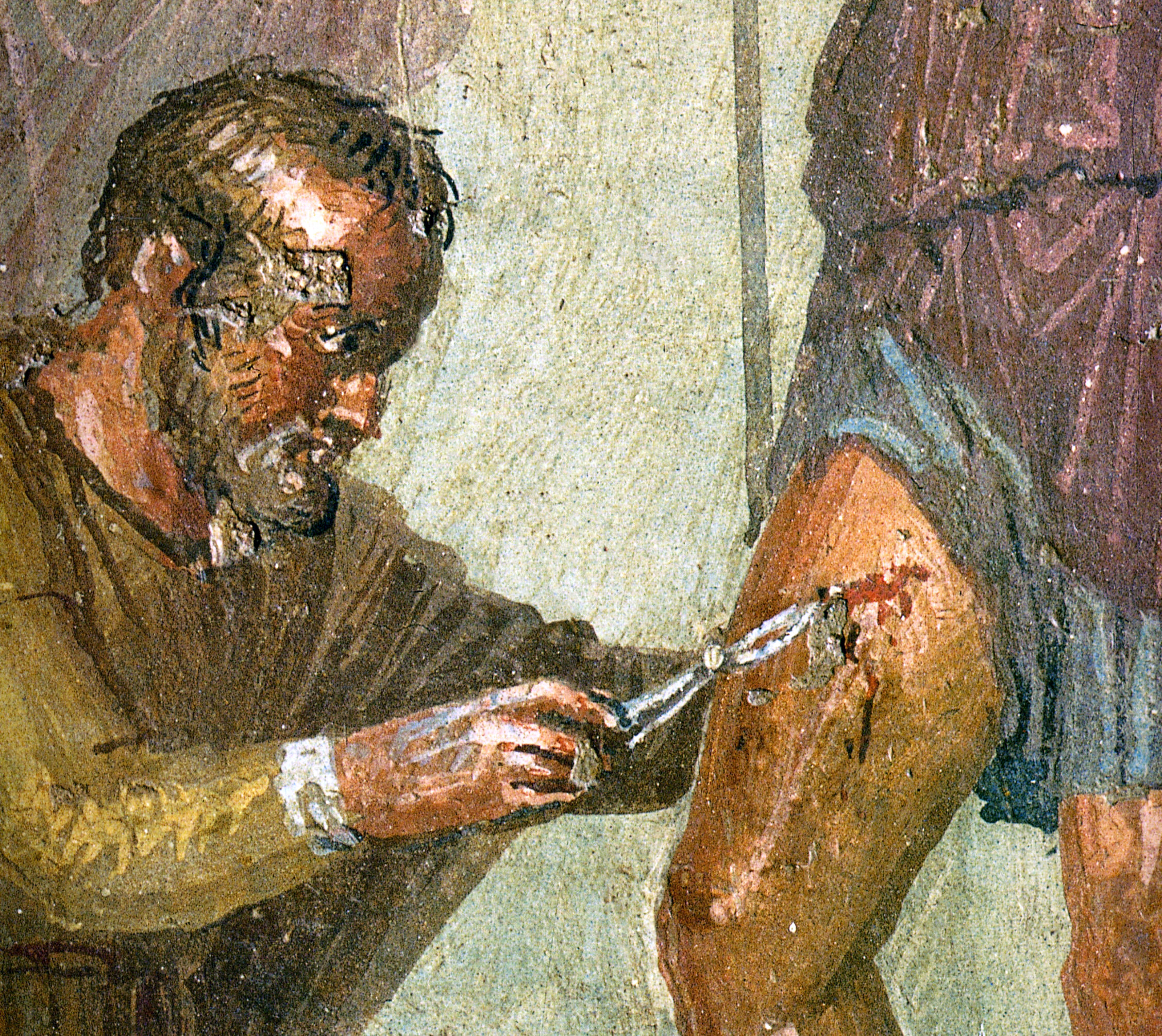
Лікування рани вояка, фрагмент

Приватний будинок отримав назву через знахідку значної кількості хірургічних інструментів. Він розкопаний 1887 року. Будинок хірурга розташований на Консульській вулиці біля Геркуланумської брами. Споруду вважають одною з найдавніших в Помпеях, бо її мури складені з тесаних брил вапняку на глиняному розчині. Жовтуватий вапняк видобували в IV–III століттях до н. е. на березі Сарно. На вулицю Будинок хірурга виходив порталом та входом в маленьку крамницю. Помешкання не мало розкішних декорацій, стінописів та мозаїк на підлогах. Але добре збережене його розпланування, коридор до атріума, чотири спальні (кубікули), дві їдальні і сад. Лікарі римського періоду — зазвичай освічені греки. В Римі практикував уславлений грек-лікар Гален, покровителем якого був сам імператор.
Про значну хірургічну практику помпейського хірурга свідчать бронзові, латунні інструменти. В Помпеях також проводили гладіаторські бої, бо пихаті римляни бажали бачити, як вбивають один одного їх раби. Але навчений гладіатор коштував гроші, а його володар не бажав швидкої смерті пораненого актора. Рани гладіаторів лікували хірурги. Останні мали навіть деякі знеболювальні ліки, які готували з рослин, серед яких чемериця чорна, мандрагора біла, блекота чорна, опійний мак тощо. Науковці припускають, що сад Будинку хірурга використовували для вирощування саме лікарських рослин, бо лікарі-греки були на самопостачанні.

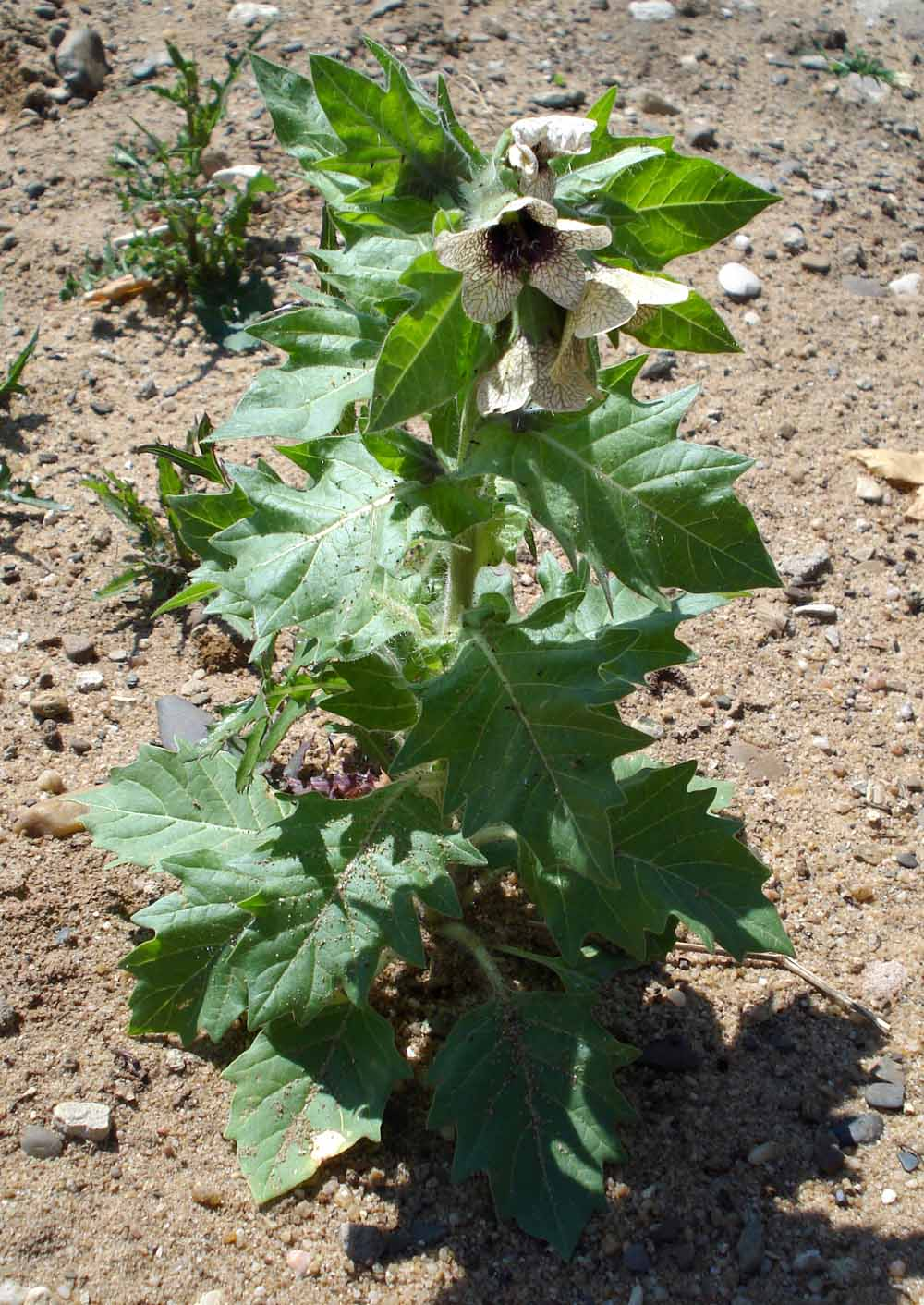
Блекота чорна
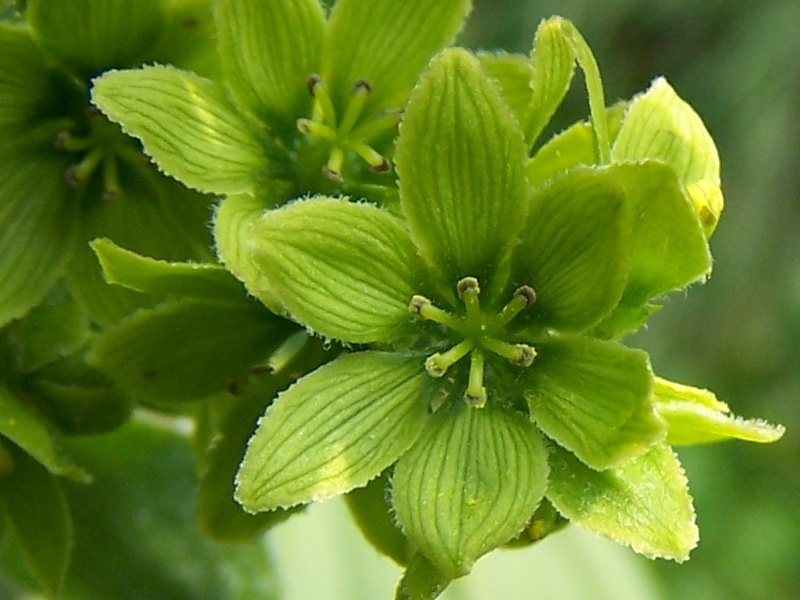
Чемериця чорна, квіти
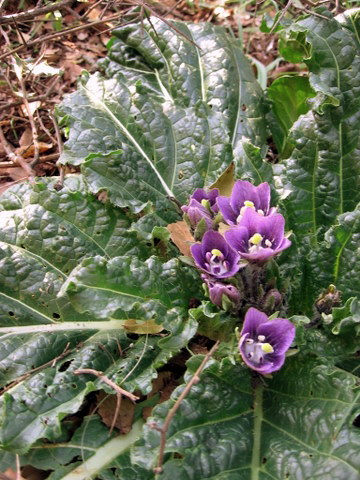
Мандрагора

### Будинок Панси

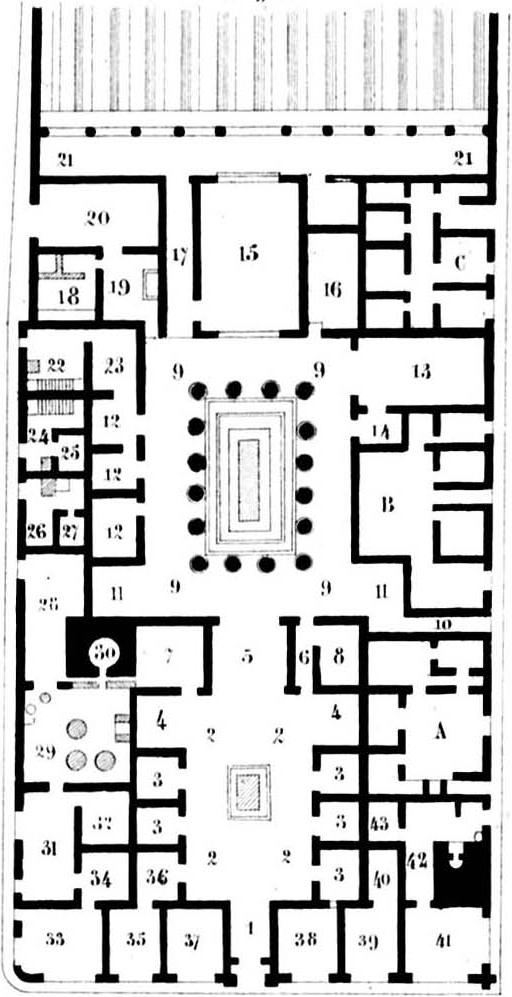
Будинок Панси, поземний план.

Сусідній з Будинком Фавна — Будинок Панси. Він теж був забудований ще в самнітський період. Стародавню частину зберегли, а до неї прибудували нові кімнати з боку саду. Сад (і город) зберігся настільки добре, що на поверхні знайшли навіть грядки. Володар спеціалізувався на вирощуванні квітів на продаж. Грядки були щільно засаджені лілеями, трояндами, фіалками. Квіти йшли на виготовлення гірлянд, якими прикрашали будинки, святкову ходу чи поховання. Володарі будинку теж опікувалися прибутком, тому частку помешкань віддавали тимчасовим пожильцям, а чотири маленькі крамниці — орендарям. Будинок Панси — типовий прибутковий будинок, які виникли ще в римську добу і які розквітнуть в роки дикого капіталізму.

### Будинок Срібного весілля
Цей помпейський будинок закінчили розкопувати 1893 року, коли королівська родина Італії святкувала Срібний ювілей. На честь цієї події будинок в Помпеях і отримав свою назву. За даними археологів, будинок належав багатію самніту — Альбуцію Цельсу. В перістиль помешкання Альбуція Цельса виходять всі кімнати будинку, мури яких прикрашені стінописами Другого стилю. Багатий будинок мав навіть приватні лазні з усіма відділеннями, які мали терми римлян.
Дослідників здивував перістиль Будинку Срібного весілля, бо не дуже великий — він справляв враження величної споруди. Дослідження виявили, що на враження спрацював театральний ефект: використали Родоський портик, який описав римський письменник Вітрувій в I столітті до н. е. Розглядали перістиль з атріума. Аби візуально збільшити перспективу, віддалені від глядача колони зменшували в розмірах, а їх бази трохи піднімали над ґрунтом. Цей театральний засіб наново відкрили архітектори італійці в XVI ст. і почали використовувати в побудові палаців доби бароко.

### Будинок поета трагедій

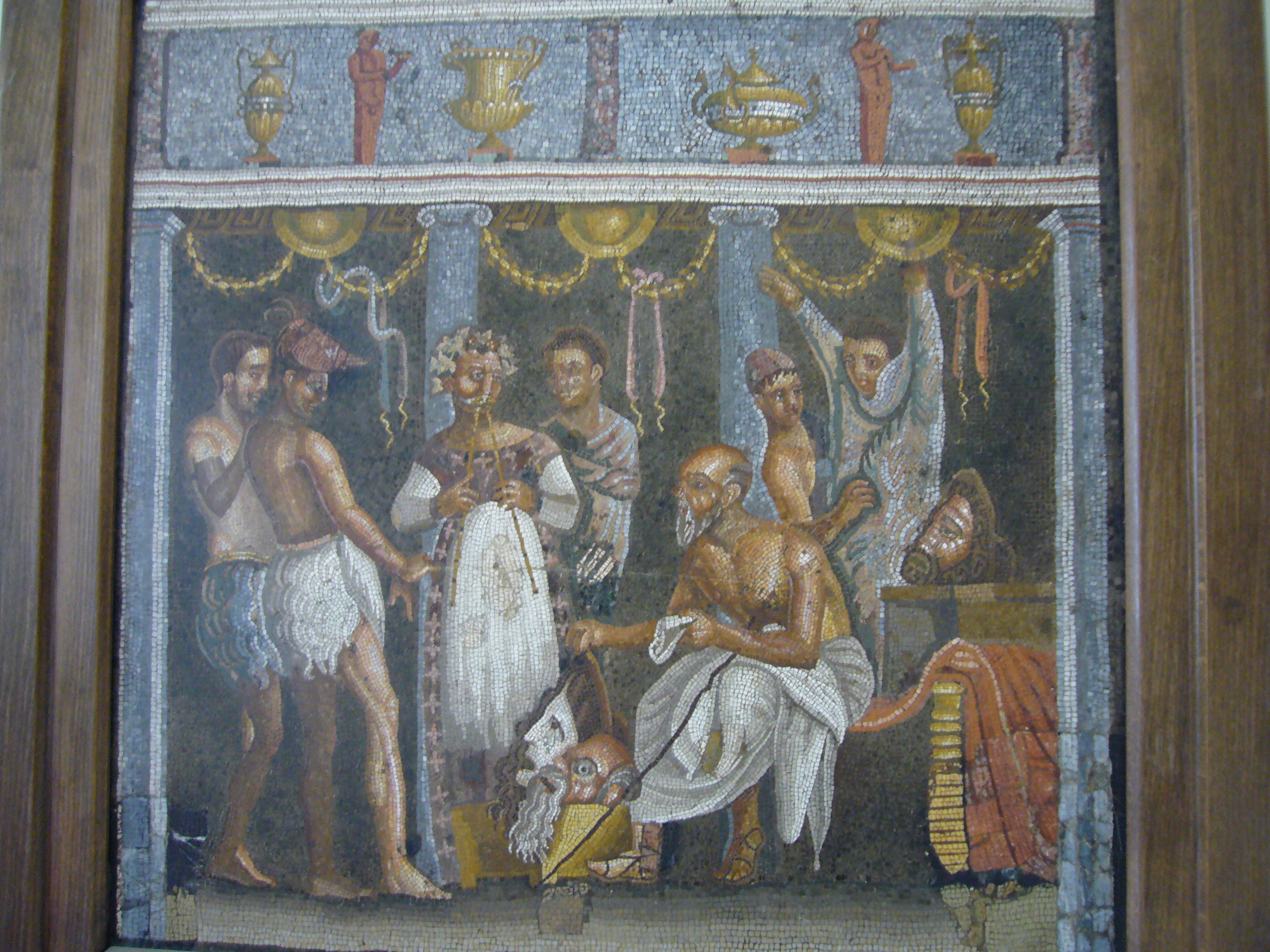
Поет керує театральною репетицією.

Напроти Будинку Срібного весілля на невеликій земельній ділянці розташований Будинок поета трагедій. Він має традиційне для Помпеїв розпланування — вхід, коридор до атріума тосканського типу, спальні, вітальня тощо. Але перістиль були вимушені розташувати не на єдиній осі з атріумом, а праворуч від нього через форму невеликої земельної ділянки. Але будинок справив на археологів враження елегантної оселі через стінописи і мозаїку в таблінумі. На ній — репетиція античної трагедії, яку веде поет з акторами. Звідси сучасна назва будинку.
Праворуч в перістиль виходять простора їдальня і кухня. Стіни більшості кімнат мали фрески, створені в останній перед виверженням вулкану період. Серед них ті, що отримали популярність ще в XIX столітті — «Венера і Амур», «Аріадна, покинута Вакхом», «Жертвоприношення Іфігенії», «Ахілл і полонена Брізеїда». Будинок знайшли і розкопали на початку XIX ст. Ще в 1830-ті роки Будинок поета трагедій відвідав англійський письменник Е. Бульвер-Літтон, що 1834 року оприлюднив власний роман «Останні дні Помпеї». У романі Будинок поета трагедій став житлом для персонажа Главка. Бульвер-Літтон ще застав всі стінописи і мозаїки будинку на своїх первісних місцях. Постійні крадіжки в Помпеях і бажання зберегти фрески і мозаїки для Італії спонукало зняти їх і перенести в музей Неаполя.

### Будинок Саллюстія

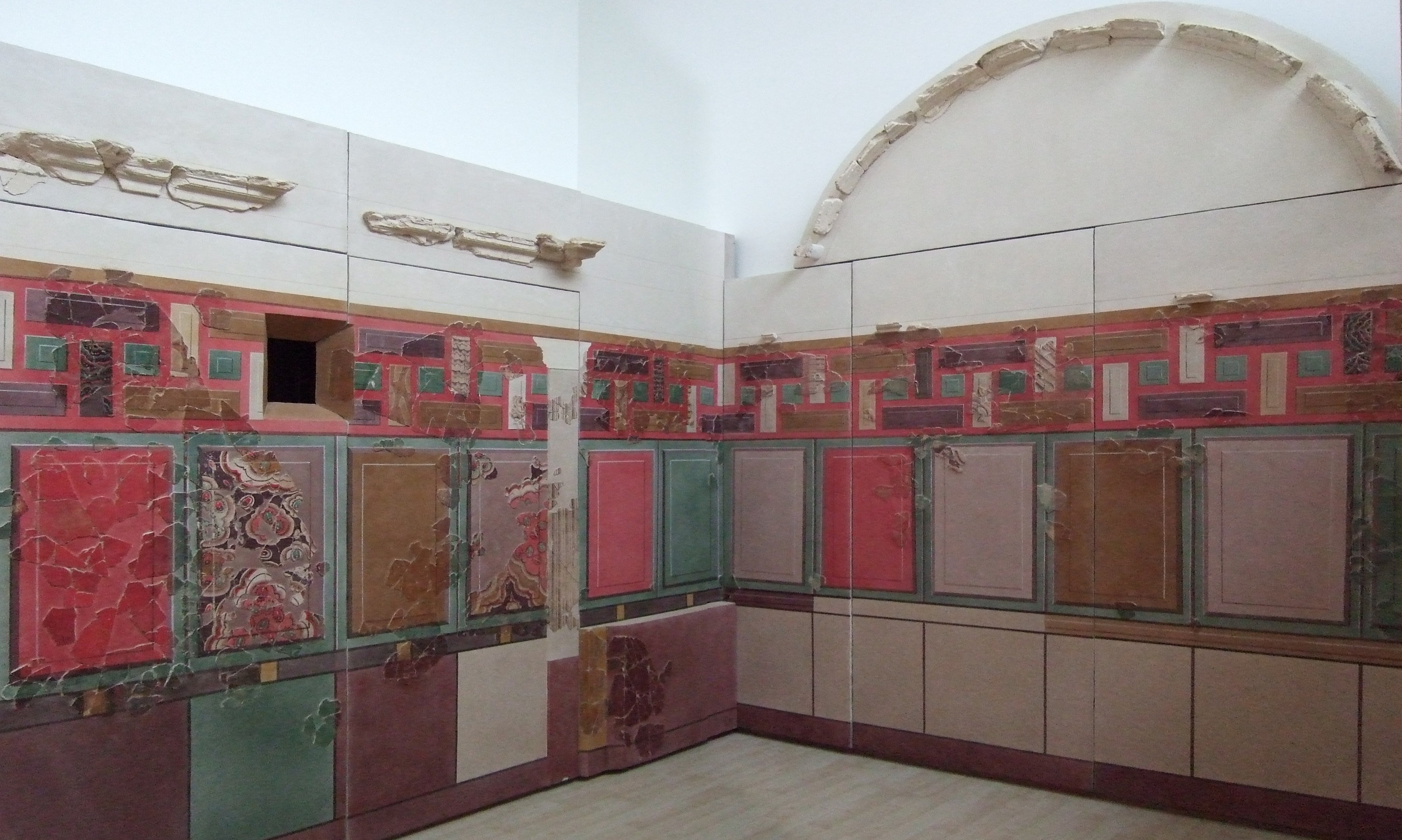
Зразок стінописів Першого стилю

Не всі будинки зберегли первісний вигляд і розпланування. Належить до них і Будинок Саллюстія. Його забудували ще в туфовий період, але пізніше будинок перебудували. До старої споруди прибудували нові частини, сходи, у мурах пробивали нові дверні отвори. В Будинку Саллюстія в стародавній частині збереглися стінописи Першого стилю: жовтий цоколь, на якому фарбами створено мур з брил чорного мармуру і ліпленими карнизами. В римський період новий володар створив тут дві крамнички. Аби збільшити прибутки, до будинку прибудували ще чотири крамнички, які здавали орендарям, хлібну крамничку, пекарню з піччю та три маленькі млини для отримання борошна.

### Будинок лихваря Юкунда

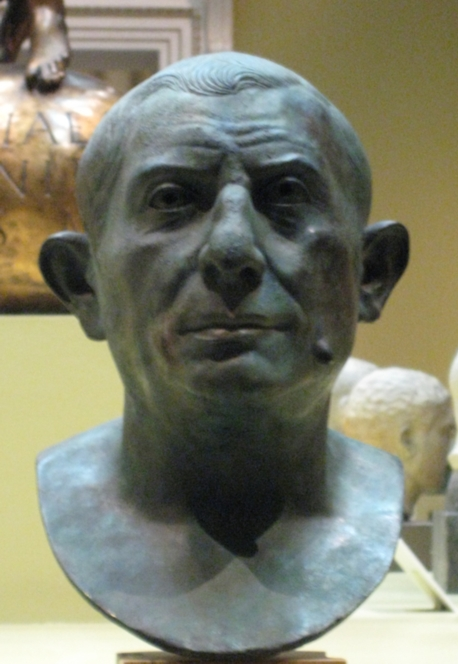
Погруддя лихваря Юкунда, бронза.

Історично важливі знахідки і мистецькі твори значної вартості приніс дослідникам Будинок Луція Цецилія Юкунда, лихваря і банкіра. Вільновідпущеник, він збагатився на фінансових операціях і дожив до поважного віку. В його будинку знайшли скриню, повну вощаних диптихів кількістю сто п'ятдесят три. Диптихи зберігали записи про борги клієнтів лихваря Юкунда, і лише виверження вулкану позбавило їх від залізних пазурів ділка. На почесному місці в домі залишилося і бронзове погруддя володаря, яке вражало безжальним реалізмом в відтворенні зморшкуватого і суворого обличчя, створеного талановитим античним скульптором.
Римський портрет, детально відтворений у матеріалі і досить схожий, за уявою римлян набував ще й якості охоронця помешкання. Тому скульптори старанно й дуже реалістично відтворювали всі зморшки, всі вади зовнішності своїх замовників, ніяк не приховуючи їх підступність, схильність до агресії і виняткової жорстокості, підозрілості, ворожості. Жахливо реалістично відтворив пихату зовнішність Луція Цецилія Юкунда і невідомий римський скульптор. Засипане попелом бронзове погруддя стало одною з найкращих пам'яток імператорської доби Флавіїв, випадково збережених донині.

### Будинок Веттіїв

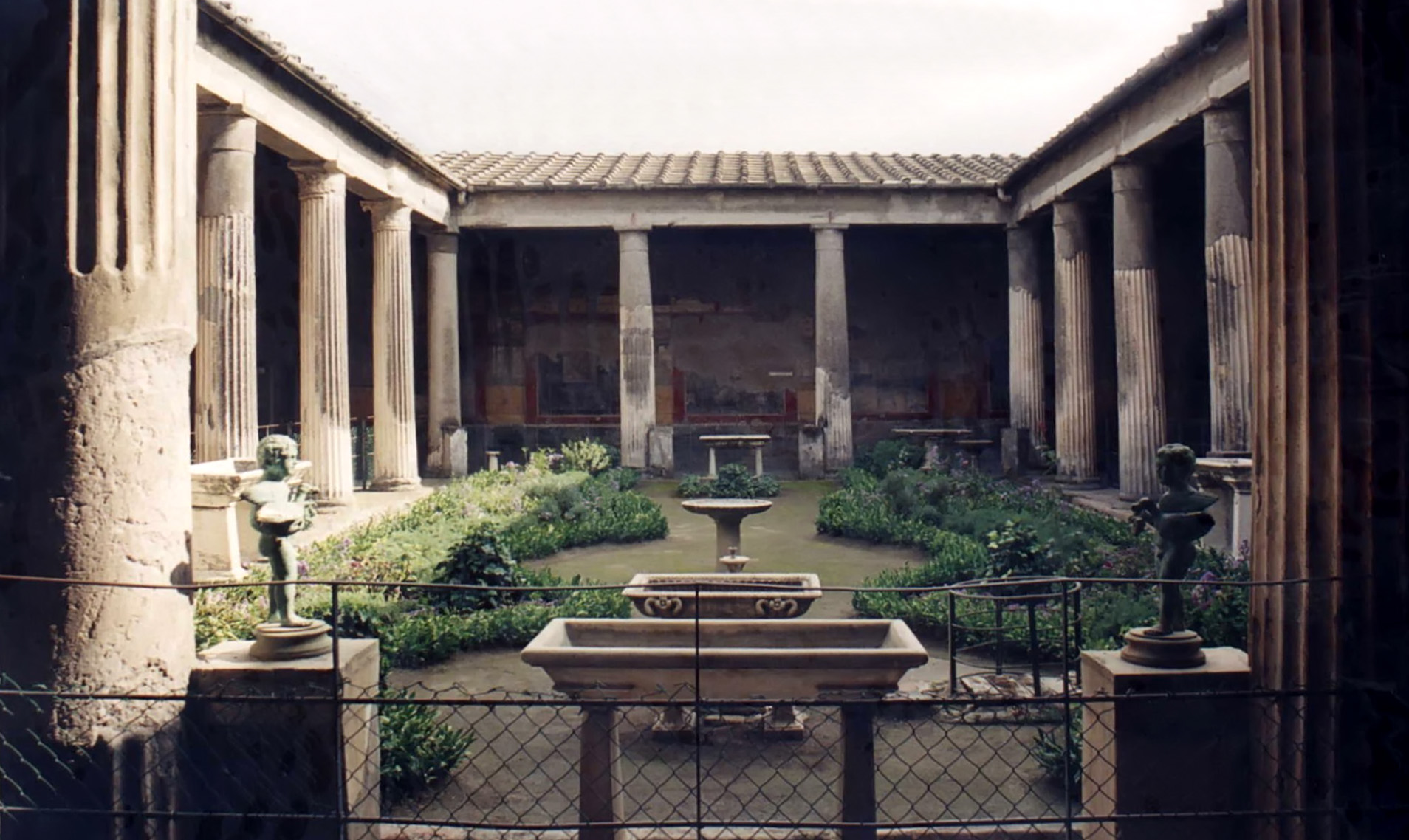
Відновлений перістиль і сад Будинку Веттіїв.

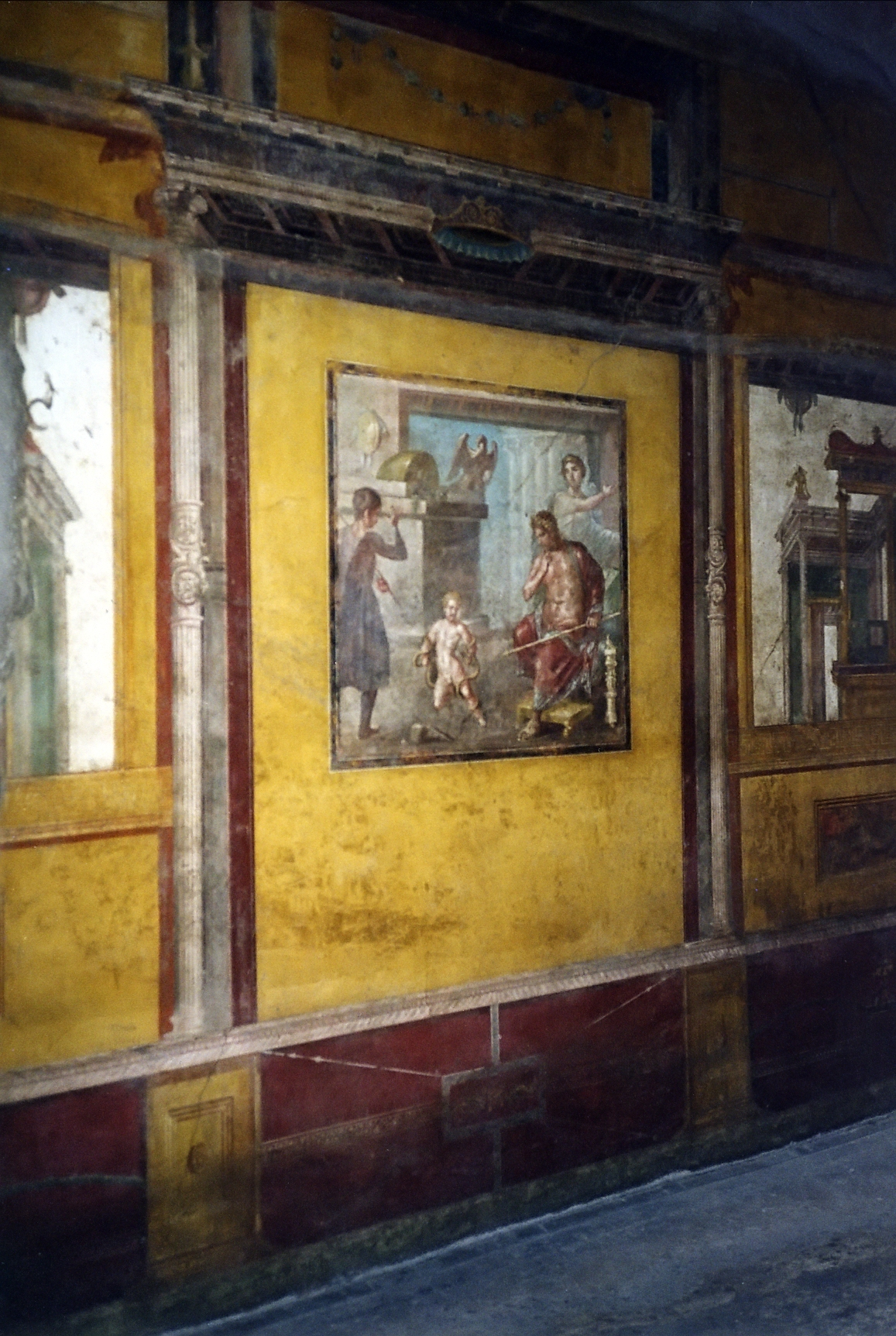
Син Зевса Геракл малим задушив змій, насланих ревнивою Герою. Фреска Будинку Веттіїв.

Будинок отримав назву від прізвища володарів — двох забагатілих вільновідпущеників Авла Веттія Конвіва та Авла Веттія Рестітута. Помешкання розкопали в 1894–1895 роках. Невеликий будинок розташований в аристократичному районі Помпеїв неподалік вулиці Меркурія. Веттії придбали старе помешкання і перебудували його згідно з власними потребами й уподобаннями. Невеликий будинок мав невеликий атріум, а ніша в сад (таблінум) — відсутня взагалі. Будинок мав лараріум, екус (вітальню), три їдальні, одна з яких виходила в окремий дворик з садочком.

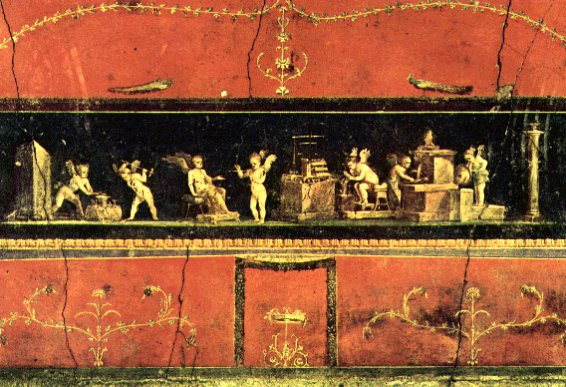
Стінописи з амурами-ремісниками

Стінописи Будинку Веттіїв зберегли фрески різних періодів як до, так і після землетрусу. Зацікавлення глядачів викликали стінописи одної їдальні з зображенням амурів. Стіни декоровані теракотово-червоними панелями, прикрашеними тонкими колонами, канделябрами, тонкими рослинами жовтого кольору, що справляють враження золотих ювелірних виробів на червоному оксамиті. Поверх цоколя тягнеться довга чорна стрічка з амурами. В алегоричній формі представлені різні ремесла, якими нібито займаються крилаті дітлахи-персонажі: плетуть гірлянди, давлять сусло з винограду, працюють в ювелірній і парфумерній майстернях, кують залізо, важать золото, торгують власними виробами тощо.
Після землетрусу 62 року стіни вітальні і ще одної зали з жовтими стінами прикрасили стінописами. В вітальні — це міфологічні сцени в прямокутниках на яскраво-червоному тлі — «Іксіон, прикутий до вогняного колеса», «Дедал і Пасіфая».

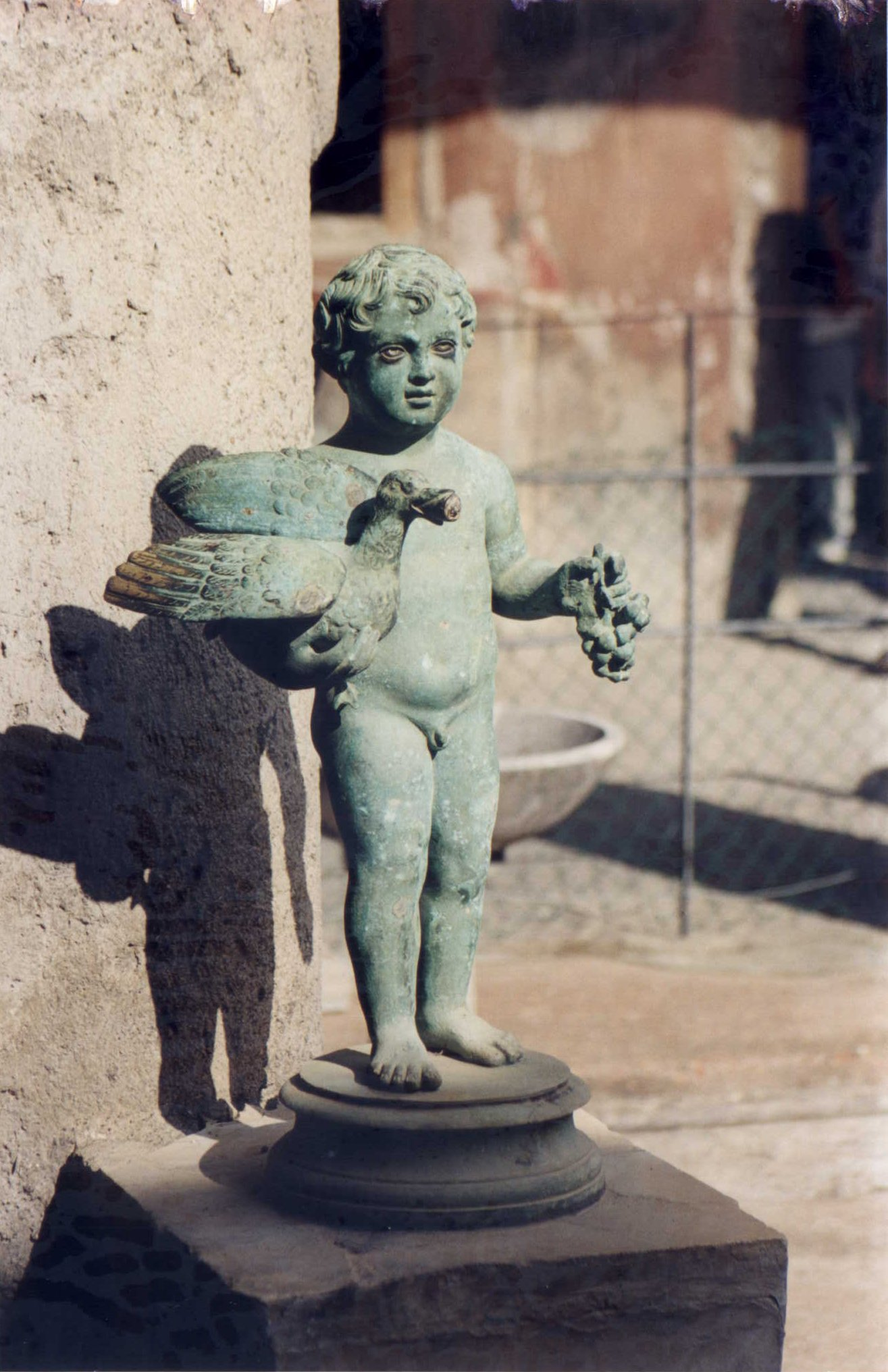
Бронзовий Купідон з качкою, фонтанна скульптура з Помпеїв

Зала з жовтими стінами постраждала найменше і зберегла всі стінописи в єдиному ансамблі. Художник майстерно грав з уявою глядача, створюючи справжню картинну галерею в жовтій кімнаті. Міфологічні сцени він подав в прямокутних вікнах-отворах, через які можна розглядати багаті архітектурні споруди з колонами і скульптурами. Стіни-проміжки між відкритими вікнами віддані «картинам» в прямокутних рамах, серед яких «Син Зевса Геракл малим задушив змій, насланих ревнивою Герою», «Смерть Пентелея», «Покарання Дірки». Подібні сюжети знайомі дослідникам за прикладами елліністичного живопису. Стінописи жовтої кімнати створили посередні місцеві майстри.
Перістиль Будинку Веттіїв теж зберігся досить повно. Археологи обережно звільнили його від попелу і сміття, а реставратори відновили портик, фонтани, скульптури і квітник та рослини в саду. Серед рослин саду — плющ, троянди, гіацинти, фіалки. На колишніх місцях розташовані мармурові столики для посуду, дві колони — герми з головами бородатих богів, фонтан з прямокутною чашею та два бронзові купідони. Кожний крилатий божок тримає грона винограду і качку, з дзьоба якої тече вода в басейн.(Всі давньоримські оригінали перенесені в музей, на місцях встановлені мармурові і гальванопластичні копії.)

### Будинок фруктових дерев

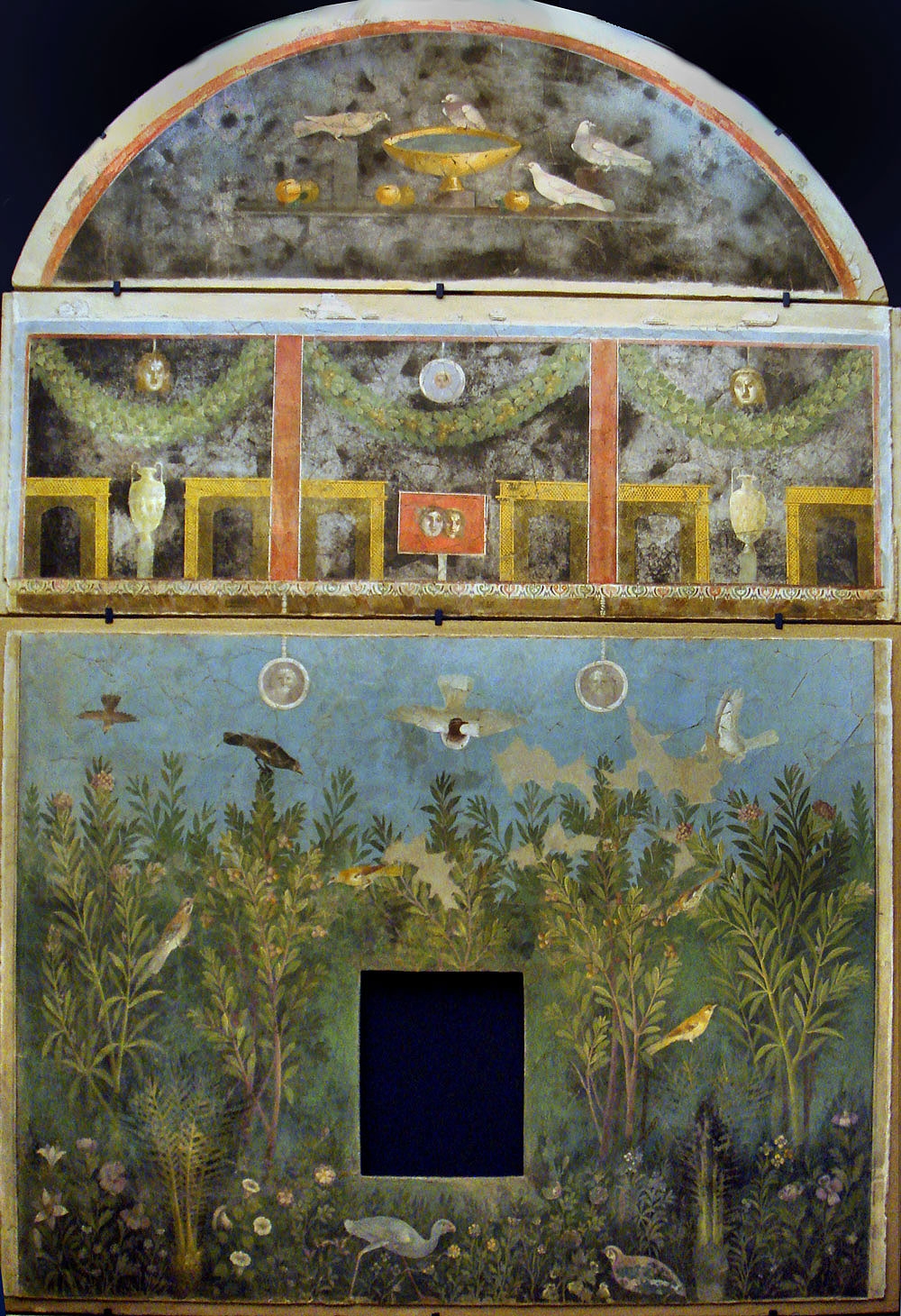
Фреска Будинку фруктових дерев.

Серед невеликих будинків, розкопаних в XX столітті, цікавість викликав так званий Будинок фруктових дерев. Садові мотиви — улюблена тема погано освітлених приміщень помпейських будинків. Саме вони переважали в цьому помешканні. На стінах двох спалень (кубікул) знайшли зображення фруктових дерев (від них назва) — вишні, сливи, інжиру, груші і лимонного дерева. Останнє було справжнім відкриттям, до цього вважали, що лимони в Помпеях не вирощували. Навколо інжиру літають птахи, а стовбуром повзе змія, що підбирається до гілок зі стиглими фруктами. Будинок фруктових дерев скромний, тому вважають, що він належав або садівнику, або палкому прихильнику садів.

### Будинок Юлії Фелікс
Не всі земельні ділянки міста були щільно забудовані. До них належить і Будинок Юлії Фелікс, де під спорудами одна третина площі, а дві третини віддані саду. Аби мати прибуток, володарі частину будинку з лазнями і сад здавали пожильцям.
До офіційного припинення розкопок в Помпеях, у місті до 1980 р. розкопали Будинок Золотого Браслета та Будинок Фабія Руфа.

## Античний сад в Помпеях

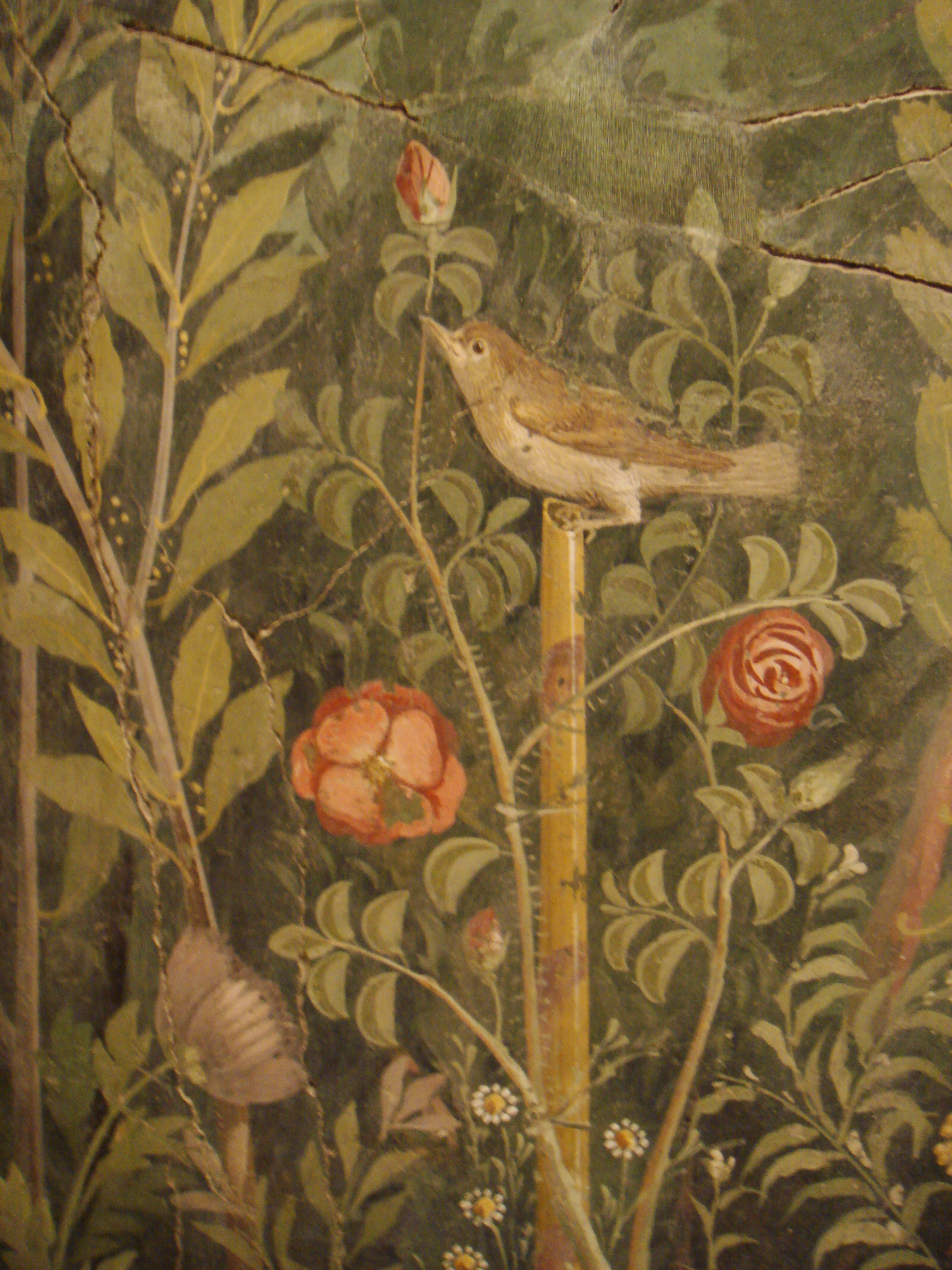

Сад, необхідна частина італійського будинку, іноді складався з клаптика землі з одним деревцем і декількома квітами. Власники багатих осель мали, навпаки, великий сад і власного топіарія. Топіарій (ландшафтний архітектор і садівник) — зазвичай освічений раб, відав розплануванням саду і доглядом за ним.
Значення саду зростало з доби розпаду грецького поліса, з доби видалення окремої особи з тогочасного колективу, з пори відсторонення індивідуума рабовласницьких демократій від влади — тиранами, дрібними царями, імператорами в самому Римі. Перші приватні (і громадські) сади для відпочинку, приватних розваг зафіксовані в Південній Італії на Сицилії. На віллах (заміських ділянках) Рима, Помпеїв, Геркуланума приватні сади стають справжніми парками зі скульптурами і храмиками, музеями просто неба, а їх багаті володарі проводять вільні часи як елліністичні володарі чи тирани. Розкіш перістиля Будинку Фавна вже перевищувала оздоби і облаштування палацу в Пергамі.
Давньоримський сад мав помітний відблиск діонісійського свята, діонісійський декор. Звідси — така велика кількість в римських садах скульптур самого Діоніса, вакханок, сатирів чи фавнів, театральних масок. Значні колекції цих Діонісів, вакханок, сатирів, дітей на птахах (чи їх уламки), які демонструють сучасні музеї, знайдені саме в римських приватних садах. Ідилічні чи діонісійські мотиви присутні і на давньоримських стінописах. Рослини і дерева для античного римлянина були не стільки декоративними об'єктами саду, скільки улюбленцями язичницьких богів, персонажами античних міфів, літературних творів. На території Римської держави довго зберігали сакральні гаї, окремі священні дерева, котрі прикрашали дощечками з написами чи стрічками. Кожне дерево незвичної форми викликало зацікавлення і намагання зберегти його.
У дослідників кінця XIX ст. логічно виникло бажання відновити помпейський сад. Порожнини від коренів рослин, спалених гарячим попелом, заповнювали рідким гіпсом, а відливки коренів вивчали ботаніки. Вони і довели, що сади в Помпеях мали досить мало квітів. А переважали рослини з різноманітним листям, їх відтінками і забарвленням, різноманітним ароматом. Найрозповсюдженішими були — платан, лавр, плющ, лавровишня, аканф. Переважали вічнозелені і ароматні рослини, що так відрізняло давньоримські сади від декоративних садів північних країн Нового часу. Декоративні рослини доповнювали стриженими шпалерами, колонами і скульптурами, басейнами з водою, фонтанами. Сад Будинку Октавія Кварца в Помпеях мав канал з кам'яними мисками. Водопостачання в сади було важливою інженерною галуззю аранжування, створення саду. З вистрижених рослин буксуса (самшит) могли створити літери імені володаря.

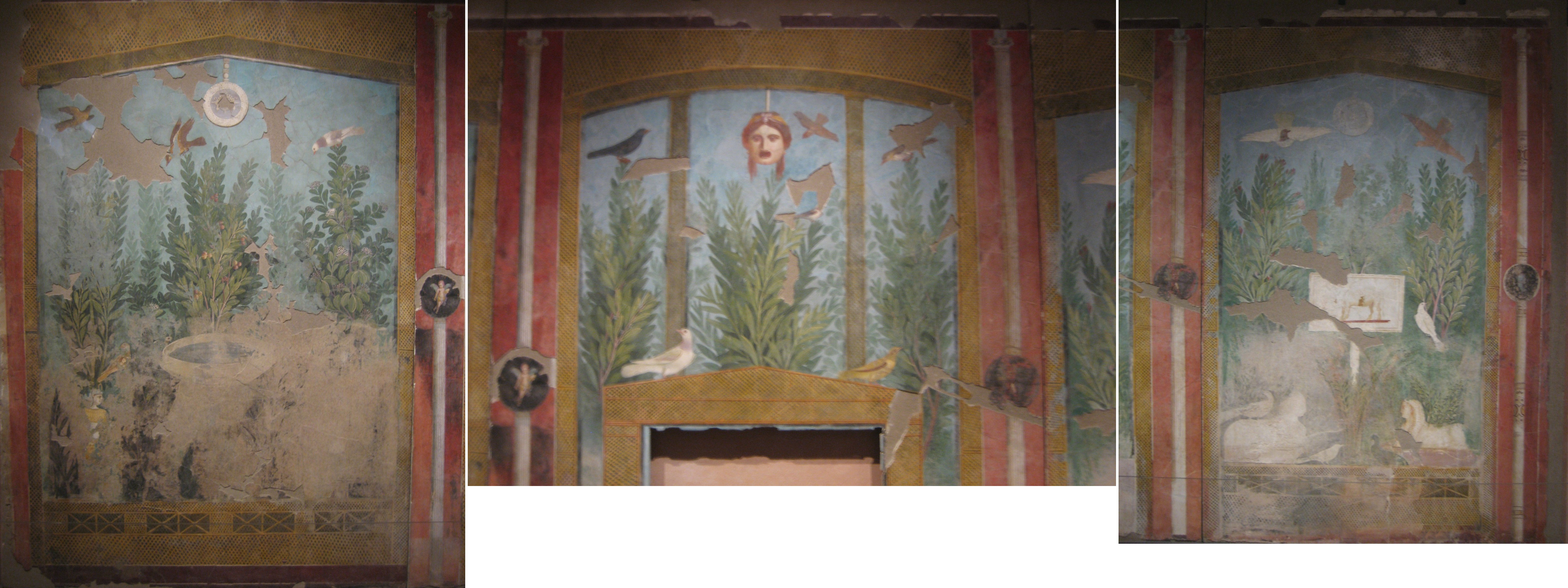
Фрески з садами Будинку золотого браслета.

## Вілла Містерій

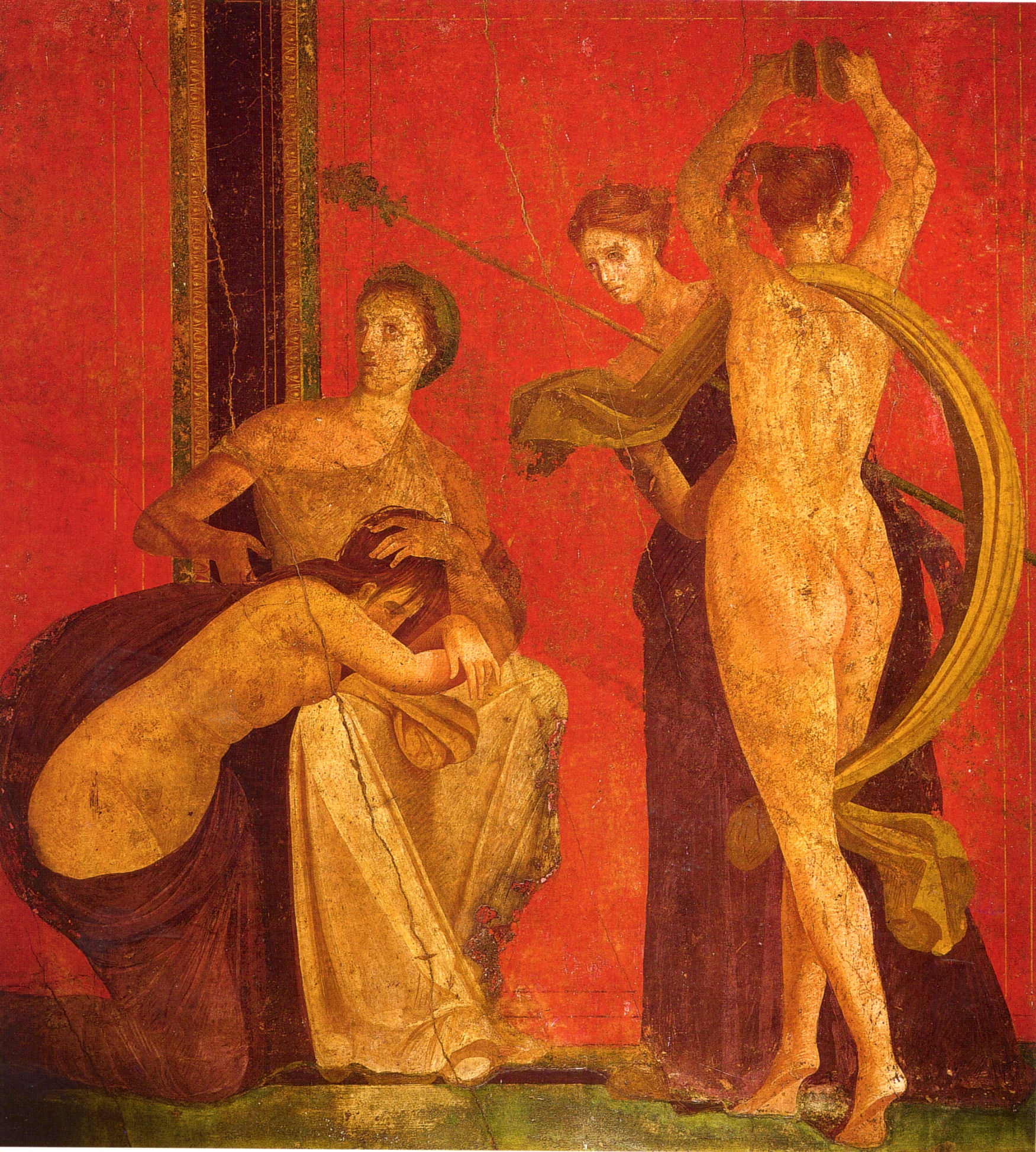
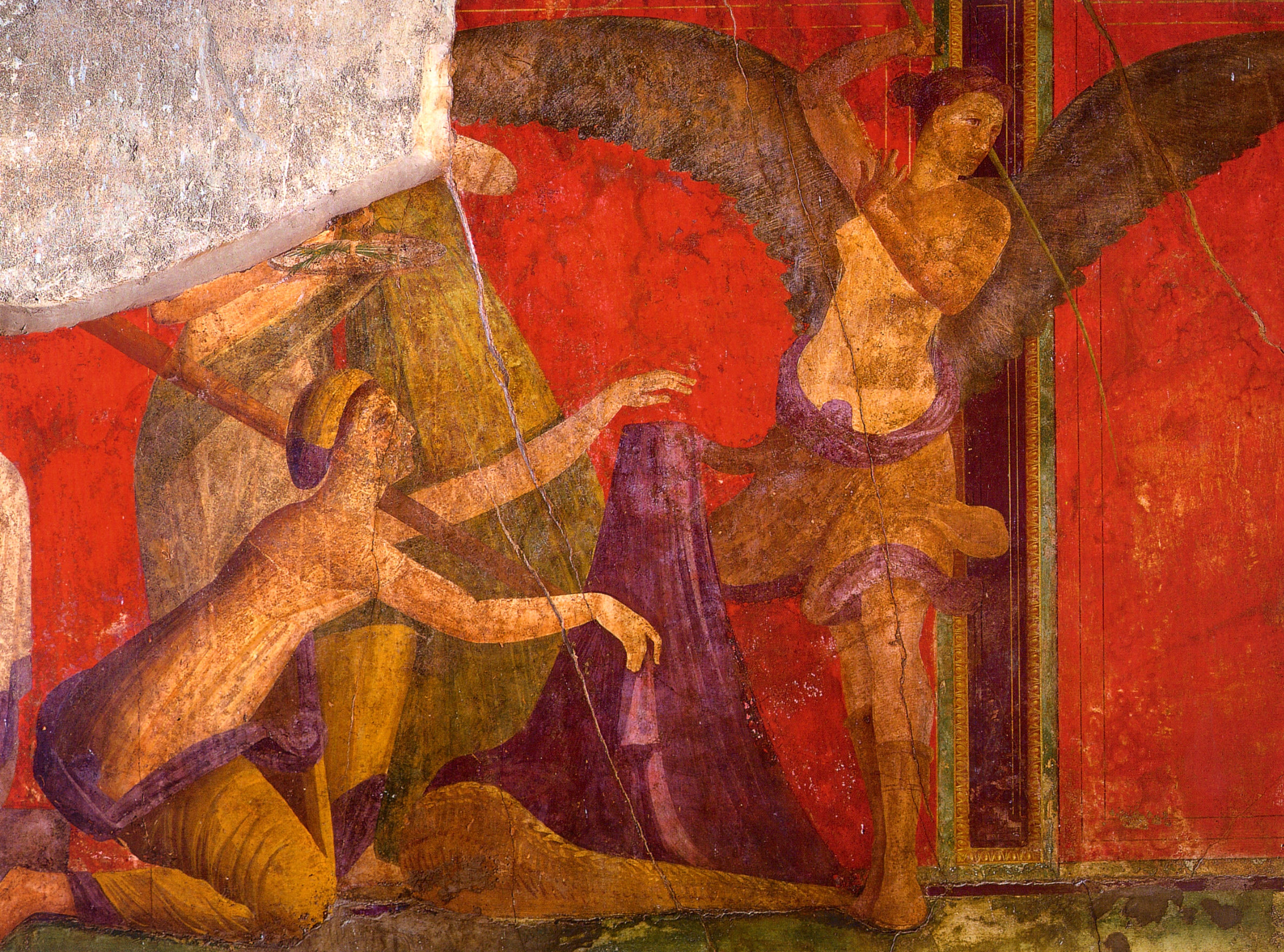
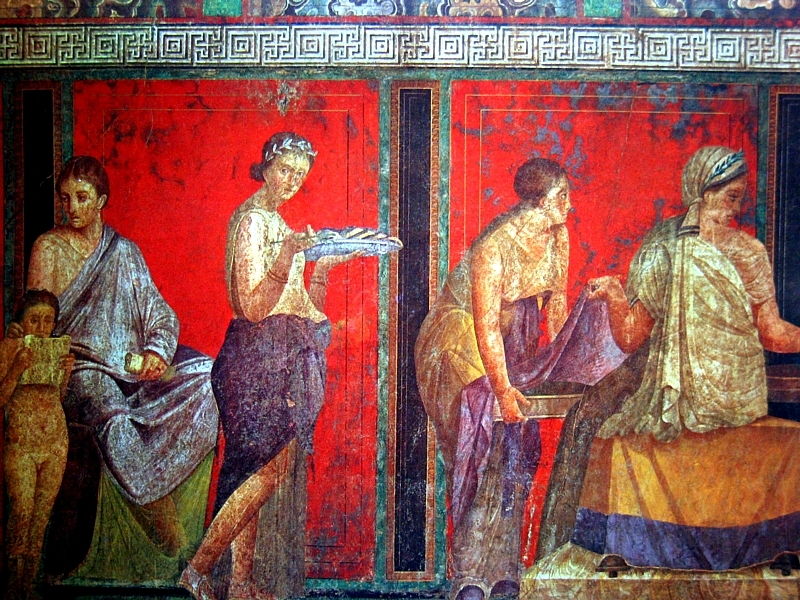
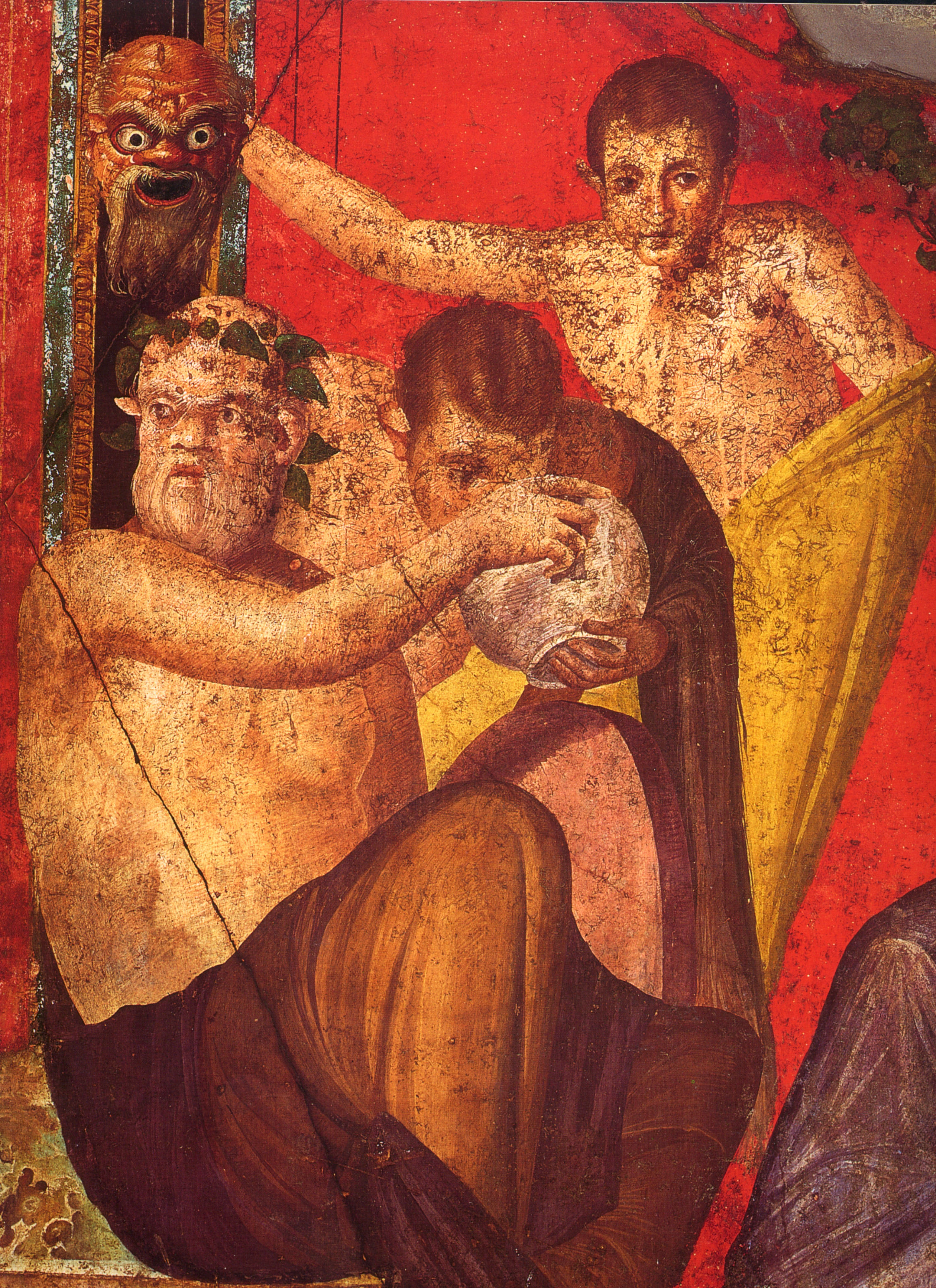

Докладніше:Вілла Містерій

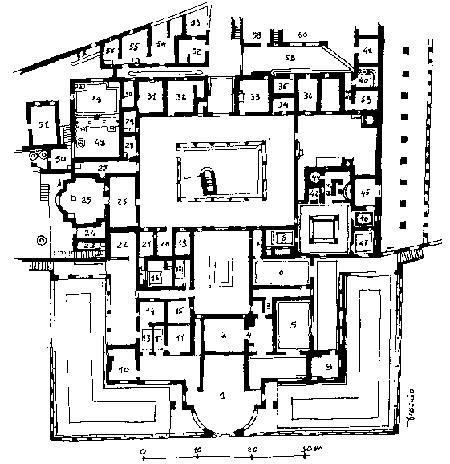
Вілла Містерій, план

Заміська палацова споруда розташована на пагорбі неподалік від дороги Гробниць. Її розкопали в 1910 році, а вивільнили від ґрунту і попелу в 1929–1930 рр. Віллу заснували в III столітті до н. е. Схили пагорба вирівняли, створивши прямокутні підмурки, частку яких відвели під будинок, частку — під садок на терасі. Найдавніша її частина невелика і нагадувала за поземним планом міський будинок багатія-патриція. Побудова осьова вздовж напрямку схід-захід, симетрична: головний вхід, дворик-атріум, ніша в сад (таблінум), господарські приміщення. В II столітті до н. е. перебудували вхідну (західну) частину, де створили лазні, маленький атріум, майстерню для виготовлення вина, додаткові господарські приміщення і комори. В I ст. до н. е. — перебудували західну, найпараднішу частину вілли. Її прикрасила заокруглена екседра, дві лоджії з колонними портиками і з вікнами на Неаполітанську затоку. Саме тоді приміщення вілли прикрасили фресками. Споруда теж постраждала від землетрусу 62 року. Розкішну віллу перетворили на заміську ферму і її декор остаточно був би знищений, якби не виверження Везувію. Засипана попелом, поруйнована, вона і була остаточно відкрита 1930 року.
Стінописи Вілла Містерій — найкоштовніша її частина, бо належить до найкращих мистецьких здобутків археологів. Серед стінописів:
- єгипетські мотиви в таблінумі
- архітектурні композиції в малій кубікулі (спальні № 6)
- діонісійські містерії в залі № 5 та в спальні № 4.

Діонісійські містерії в залі № 5 і дали підстави для сучасної назви вілли. Це західна частина вілли південніше від заокругленої екседри, руїни якої зараз використовують як вхід для туристів. Діонісійські містерії мали поширення в Етрурії і в Кампаньї, але їх заборонили в імператорському Римі. Ймовірно, прихильницею забороненого діонісійського культу була володарка вілли. На червоному тлі з пілястрами майже в повний зріст людини зображено 29 персонажів — реальних та міфічних. Тут і крилата богиня, і сам Діоніс, його дружина Аріадна, сатири та сілени, танцівниця, жінки, що творять посвяту-містерію. Низом фресок ідуть кольорові смуги без орнаментів. Поверху — смуги з орнаментами, середня смуга найширша і засобами живопису імітує інкрустацію панелями напівкоштовним камінням на кшталт яшм. Сюжет фресок не піддається єдиному тлумаченню і в ньому вбачають чи то посвяту нових членів, чи то весілля. Верхня частина фресок постраждала, але головні сцени збереглися непогано. На відкритому повітрі фарби фресок почали тьмяніти. Аби вберегти рідкісний ансамбль від руйнувань і крадіжки, фрески зняли зі стін і перенесли в музей.

## Секрети технології фресок

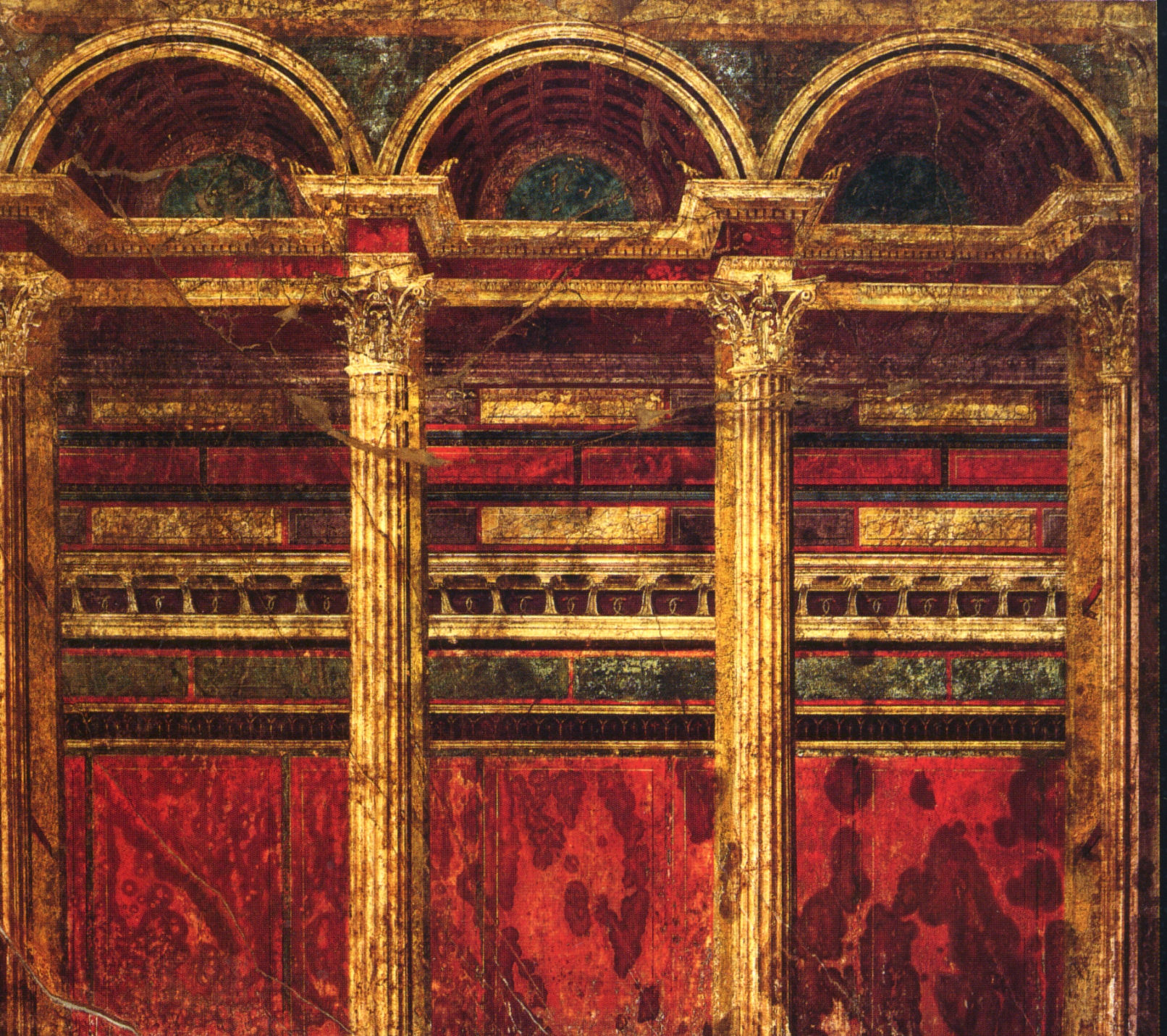
Вілла Містерій, архітектурні композиції в малій кубікулі.

Нам досі невідомі всі секрети технології фресок в Помпеях. Увагу привертають як їх збереженість, так і яскраві фарби, багатші, ніж кольорові гамми грецьких художників попередньої доби. Лише дещо підказали описи в творах Плінія Старшого та Вітрувія, дещо — залишки горщиків з фарбами, знайдені в Помпеях. За припущеннями, це комбінації темпери з енкавстикою. Поверхню стіни тинькували, якнайстаранніше готували поверхневий шар з мармуровим чи алебастровим порохом для блиску і зміцнення тиньку. Поверхню шліфували, робили стінопис, який ретельно захищали шаром прозорого воску з рослинною олією. Віск сплавляли з фарбами маленькими смолоскипами і посудом з жаринами, а потім додатково шліфували чистим полотном.

## Вілла за містом у Боскореале

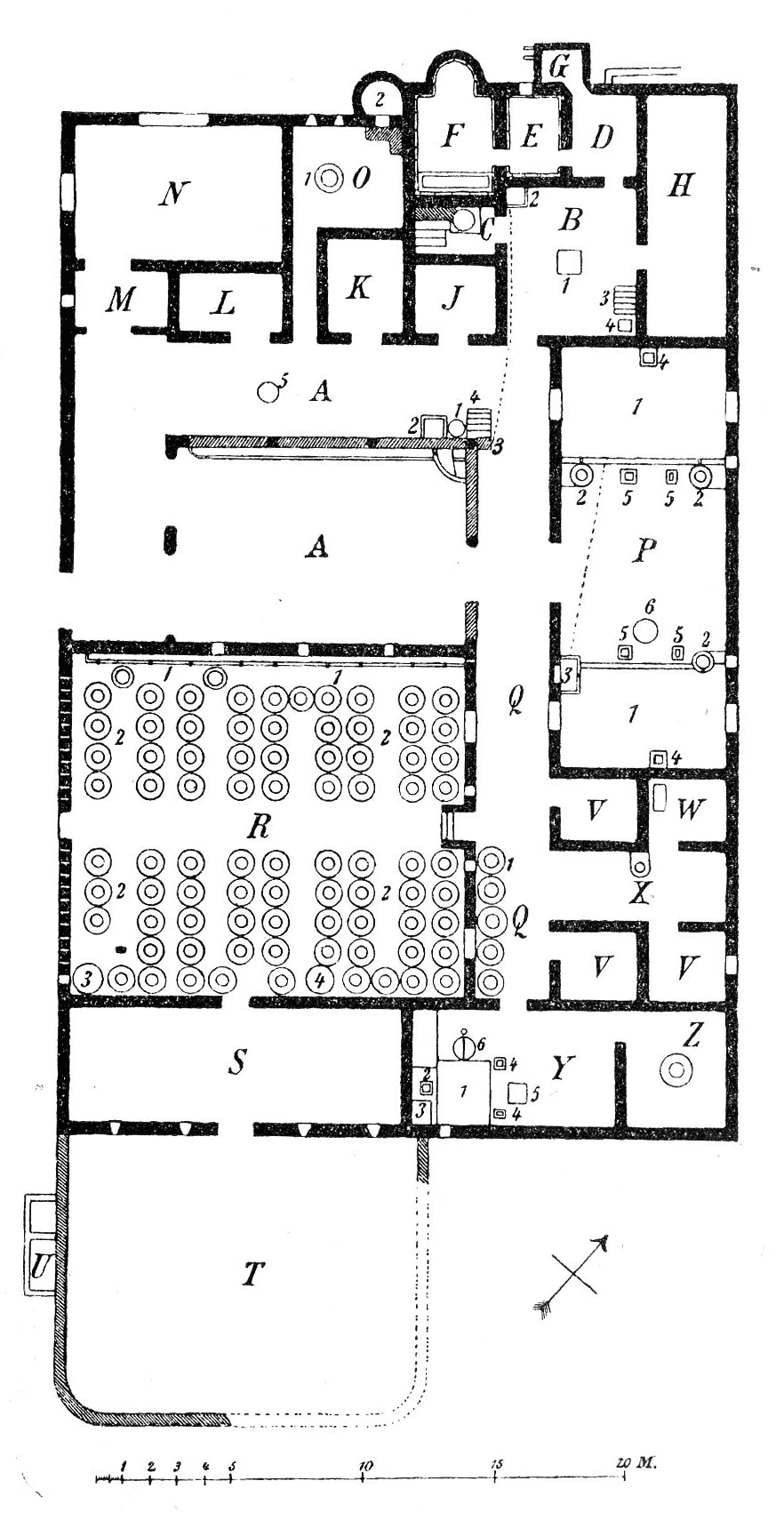
Вілла в Боскореале, план.

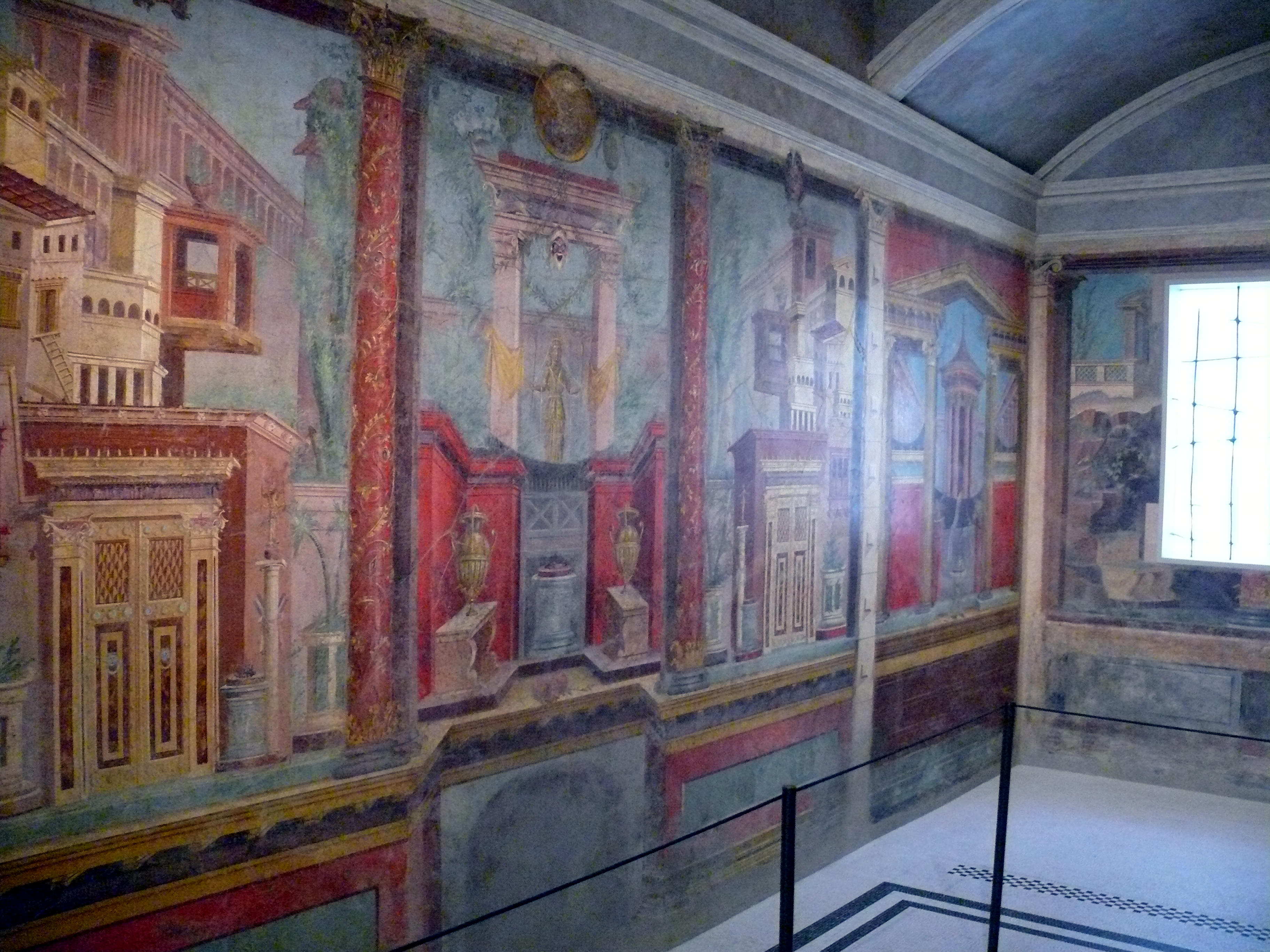
Стінописи з архітектурними пейзажами вілли в Боскореале. Музей мистецтва Метрополітен.

Землі і пагорби в передмістях Помпеїв використали як мисливські угіддя і для створення фермерських господарств із виробництва вина і оливкової олії. Поряд виникали і вілли володарів, не завжди розкішні. На відстані двох кілометрів від Помпеїв була розташована вілла в Боскореале (назва сучасна). Залишки вілли знайшли і розкопали в 1893–1894 роках. На відміну від побутових фермерських будинків вілла в Боскореалє мала як господарські комори і прес для вина, так і лазні, кухні і парадні приміщення в північній частині, прикрашені фресками в Другому стилі з зображенням розкішних архітектурних споруд, натюрмортів тощо. Ансамбль фресок зберігся надзвичайно повно, незважаючи на руйнації вілли, котра теж постраждала під час виверження вулкана Везувій. Фрески обережно зняли зі стін, і 1903 року їх було придбано для експозиції в Музеї мистецтва Метрополітен, США. Мистецька вартість фресок в Боскореалє не менша за вартість фресок Вілли Містерій, незважаючи на переважно архітектурні, а не на сюжетні мотиви.

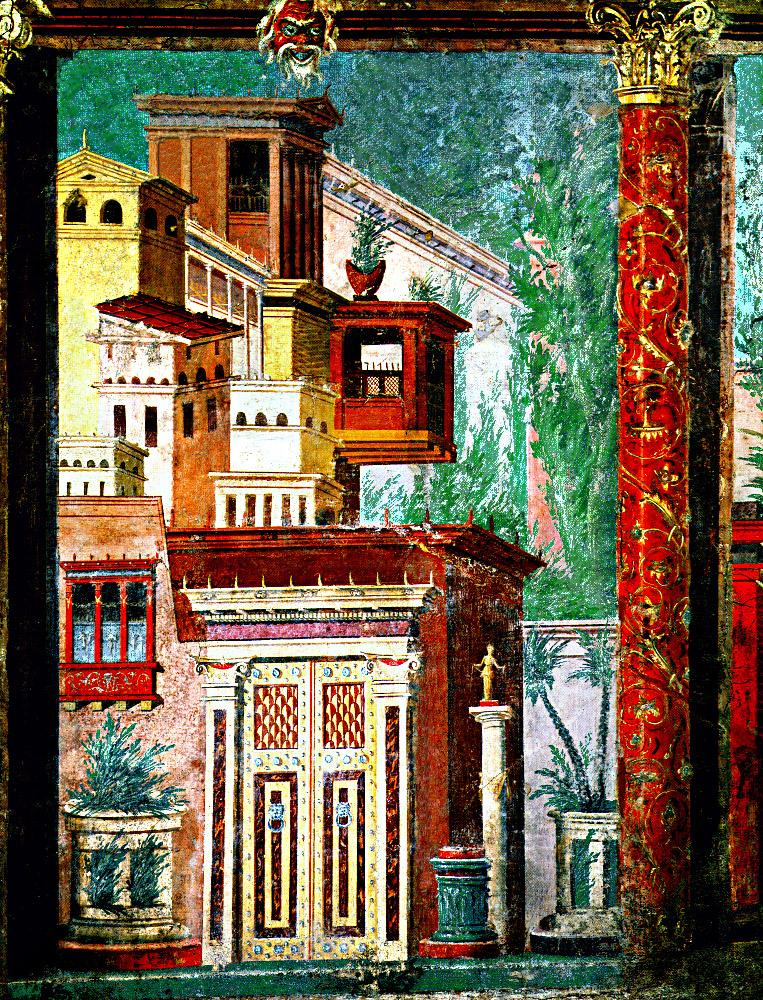
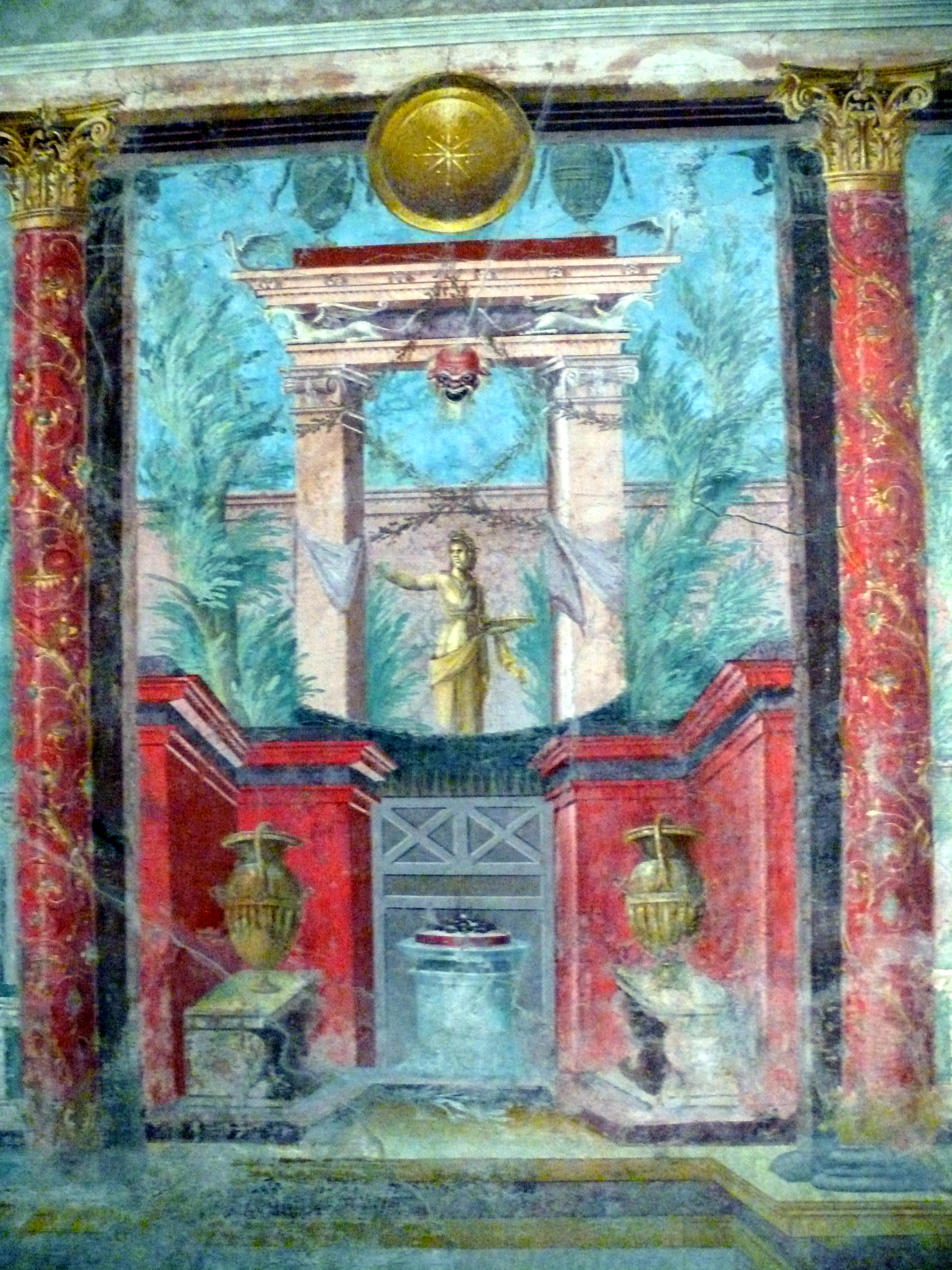
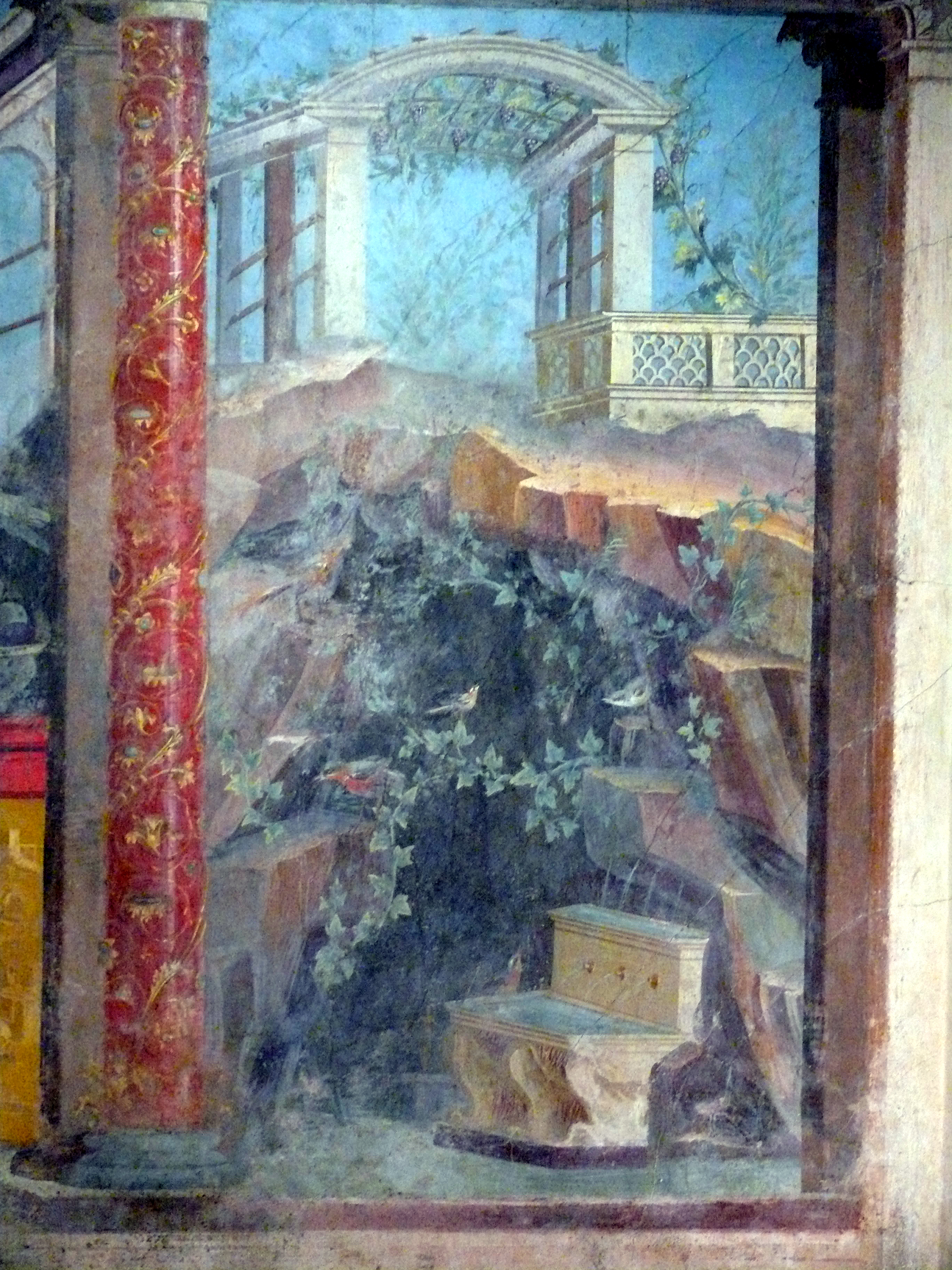
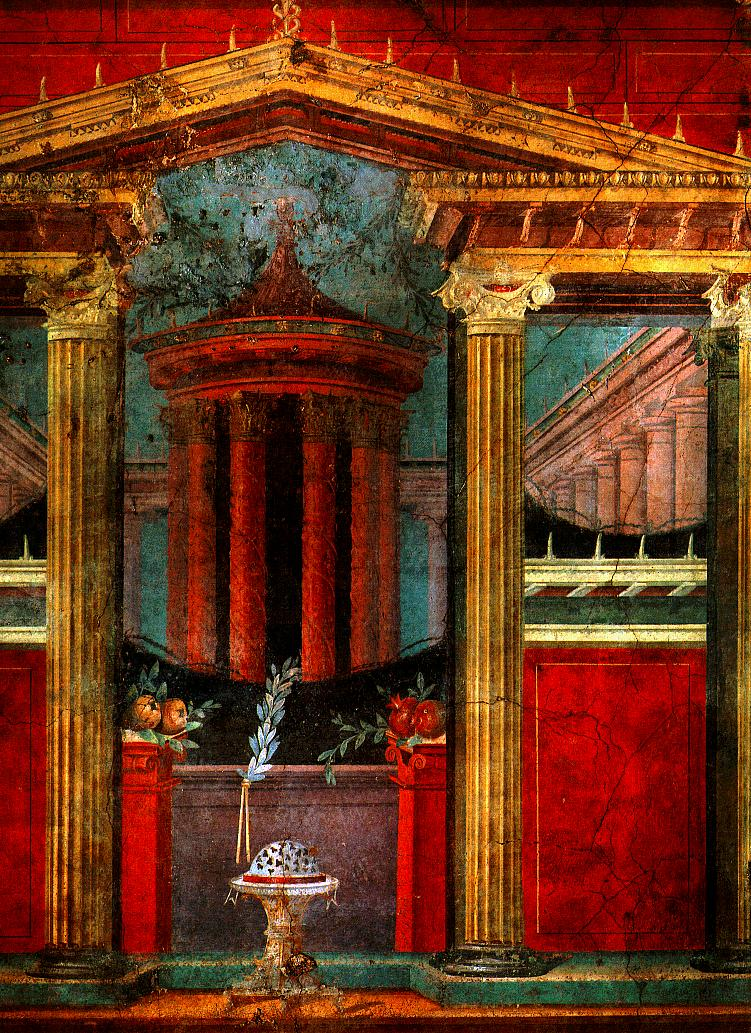

## Декоративно-ужиткове мистецтво зі знахідок

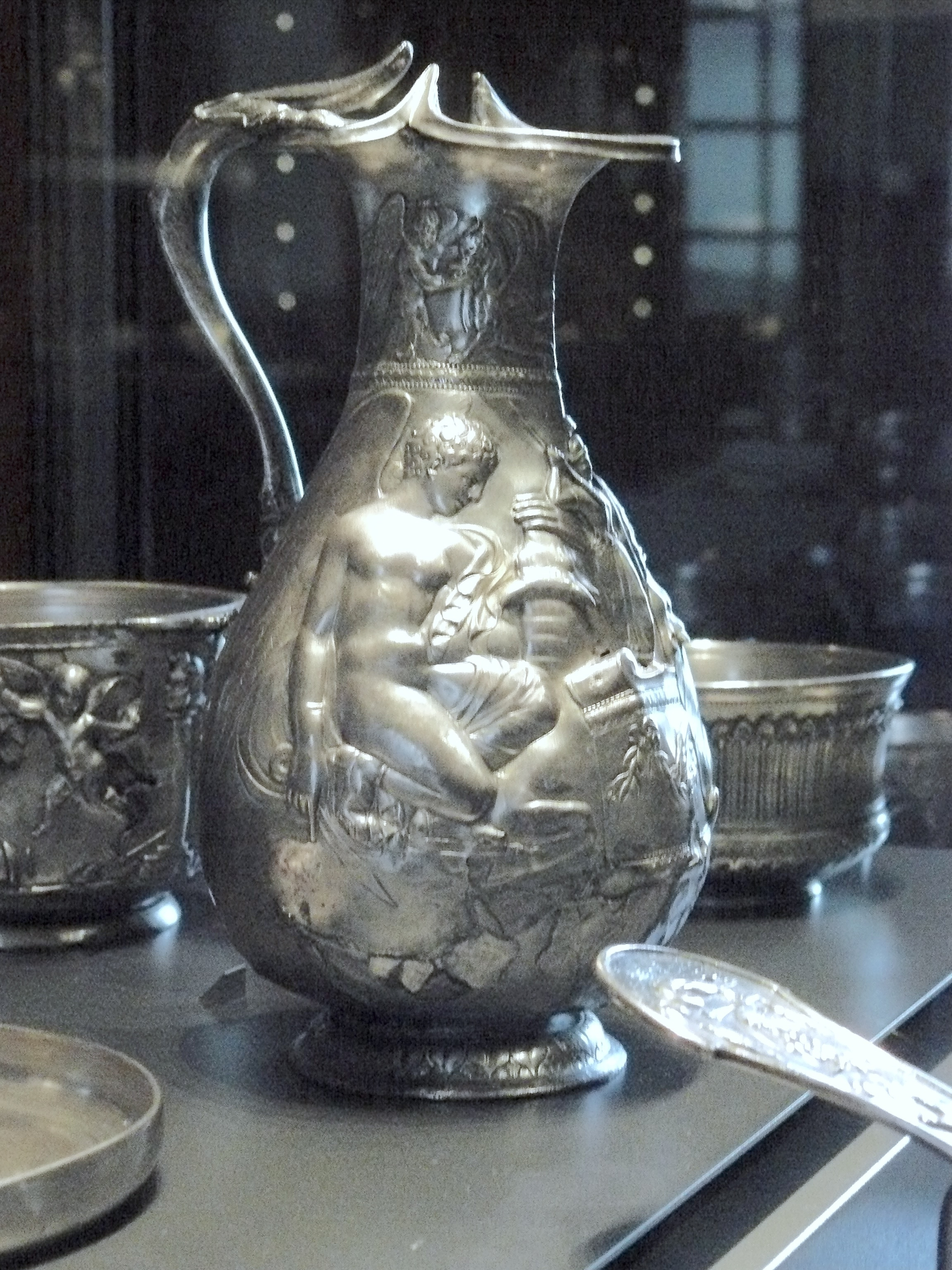
Ойнохоя з Боскореалє, Лувр.
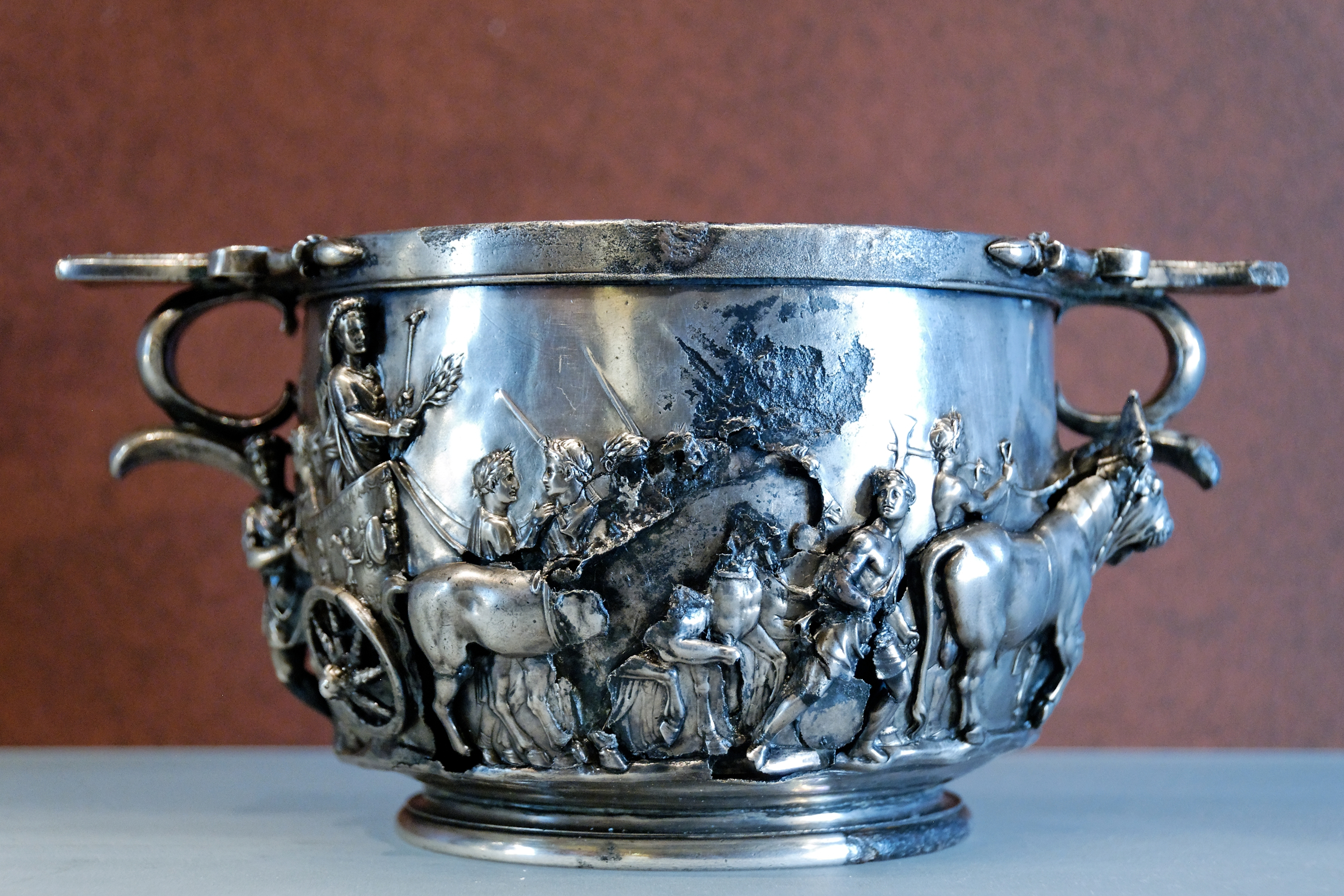
Скіфос з Боскореалє «Тріумф імператора Тіберія». Лувр.
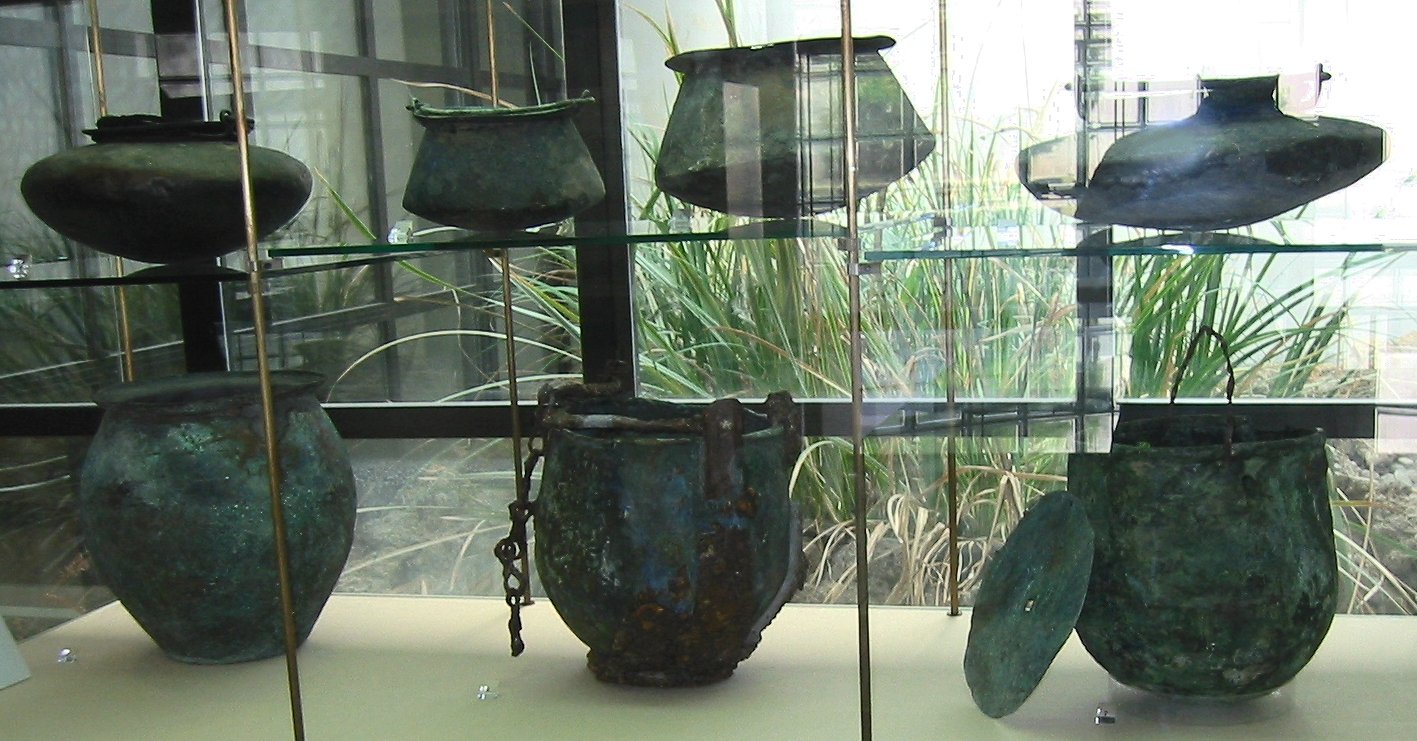
Кухонний посуд з бронзи
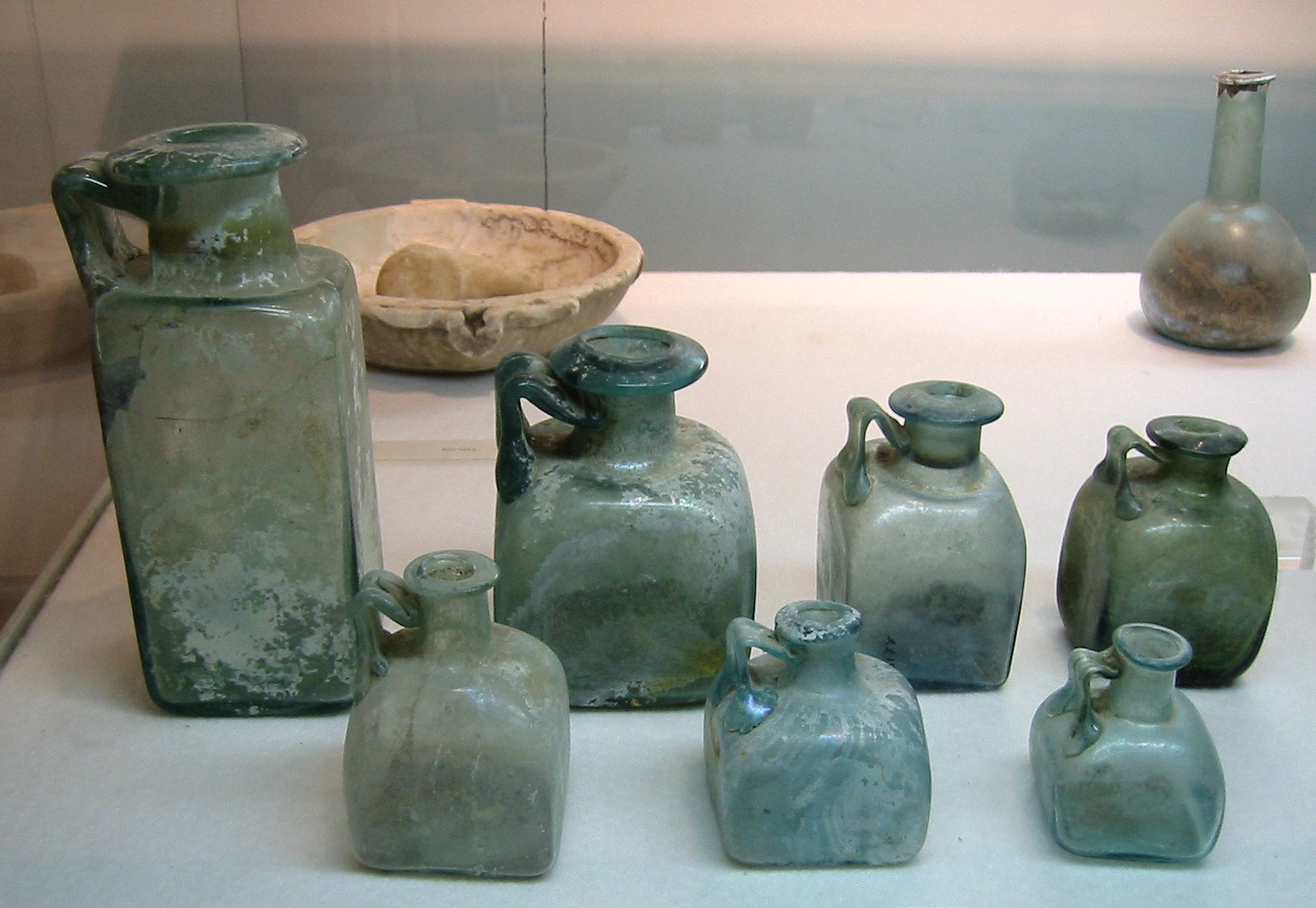
Скляний посуд.
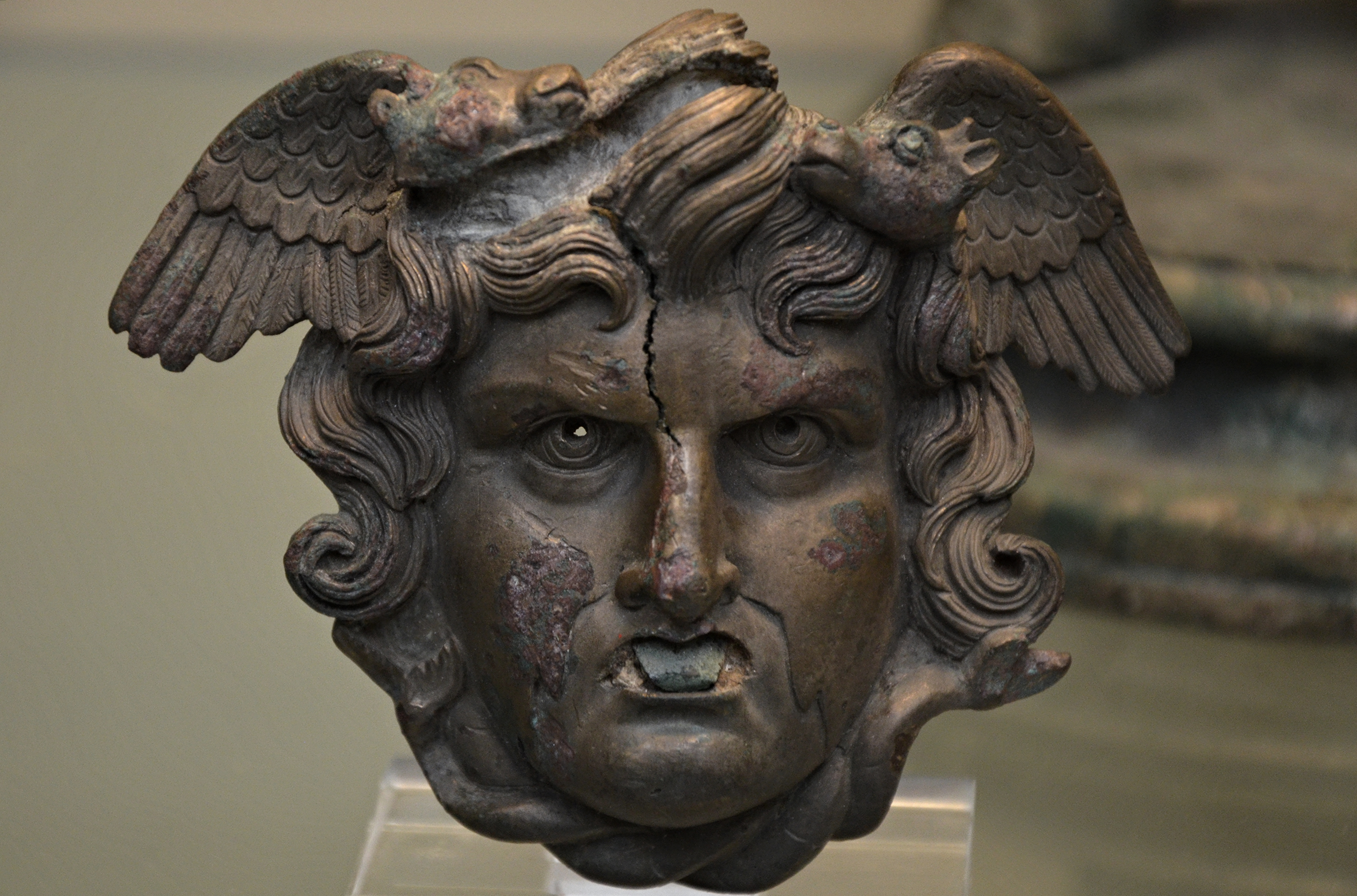
Голова медузи Горгони, бронза, до 75 р. н.е., Британський музей, Лондон.

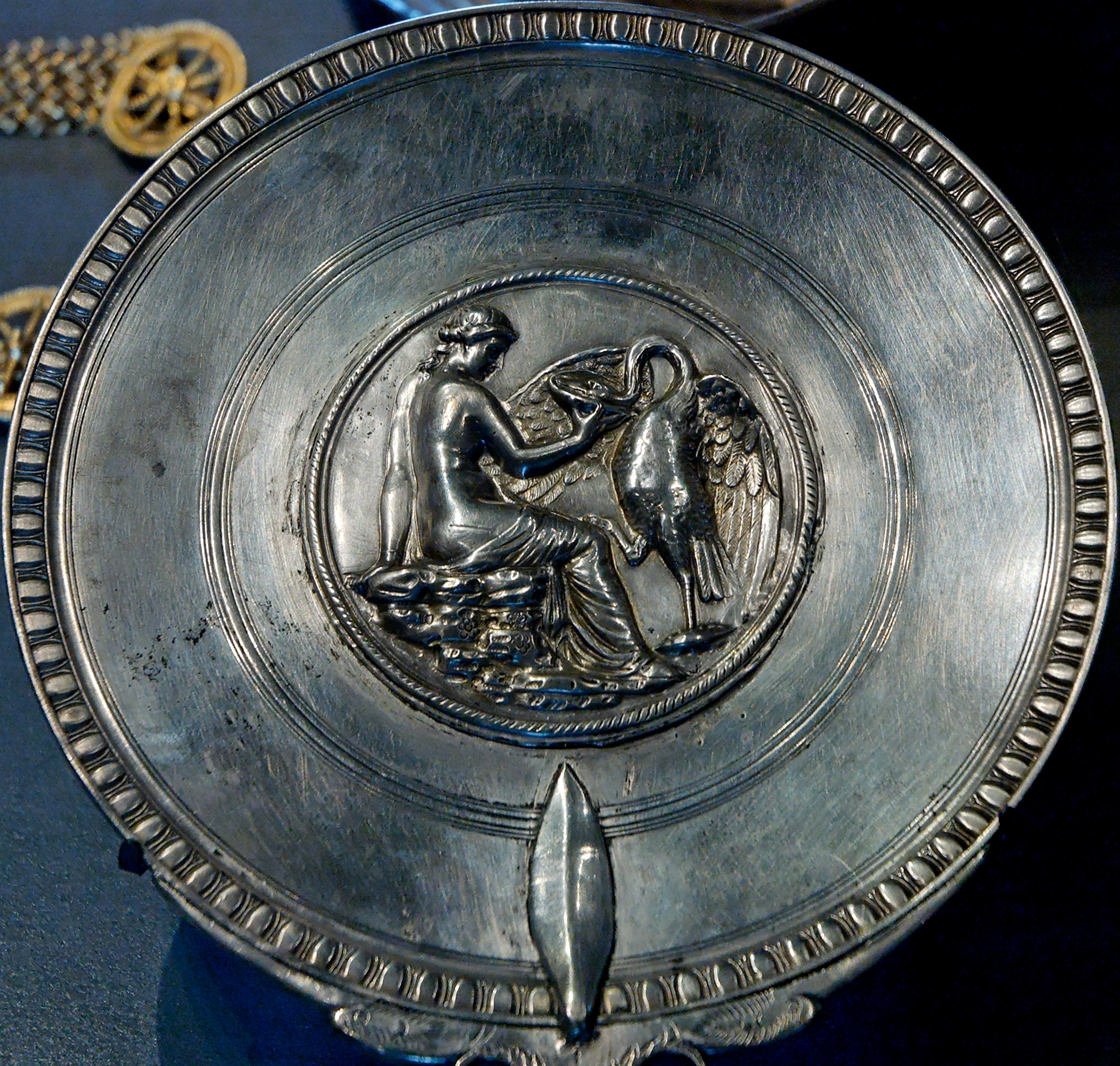
Лєда і Либідь, зворотний бік дзеркала з Боскореалє.

Археологічні знахідки надзвичайно розширили уяву про давньоримське декоративно-ужиткове мистецтво. Адже науковцям багато чого можуть розповісти як екзотична намистина, так і виріб з бронзи чи залишки меблів. Справжнє захоплення багатих мешканців Помпеїв викликали пересувні і обідні столики. Їх вивозили з Греції, перетворену на римську провінцію, замовляли місцевим майстрам, купували за значні гроші. В Помпеях знайдена низка пересувних столиків, серед яких важко знайти два однакові, настільки різняться їх оздоби. Так, у Будинку Юлії Фелікс знайшли круглий столик для жертвоприношень на трьох ніжках, що поєднували фігурку сатира та звірячу лапку. Дерев'яні і металеві столики — обов'язкова деталь спалень. На столики клали як посуд з їжею і фруктами, так і олійні лампи, вощані дощечки, папіруси, стило (прилад для письма. Від слова «стило» походить сучасне слово «стиль»). Римляни читали і писали напівлежачи. Ліжка були або кам'яні, або дерев'яні. Їх оздоблювали матрацами з левконською бавовною, кольоровими простирадлами, подушками з пухом германських гусок.
У великому Будинку Менандра (з житловими кімнатами, кухнями, лазнями, стайнями) в підвальних приміщеннях знайшли монетний скарб і срібний сервіз, кількість речей в якому досягла ста вісімнадцяти предметів. Канфар (келих для вина) з Будинку Менандра — шедевр ювелірної справи. Його бічні сторони прикрашені гілочками оливи з ягодами, а край — вишуканим карбованим орнаментом. Сенсацією стала знахідка 2000 року в Помпеях комплекту столового срібного посуду Стародавнього Риму I століття, сукупна вага якого досягла дев'яти кілограмів. Серед знайденого — келихи і тарелі різних розмірів для їжі чи збереження наїдків, для вина і води. Срібний сервіз було ретельно запаковано в плетені кошики і сховано в підвалах недобудованих лазень, де не кожний почав би їх шукати. Комплект отримав назву — The Moregine Silver Treasury. За припущеннями, власник сховав скарб при перших незагрозливих ознаках пробудженого вулкану з метою забрати його пізніше. Можливо, він загинув, тому і не забрав.
Навіть гирі для зважування товарів мали особливу форму — у вигляді дитячої чи жіночої голівки, у вигляди свині тощо. Кільця вхідних дверей часто мали вигляд обличчя Медузи Горгони, вважалося, що вона жене геть від житла негаразди.

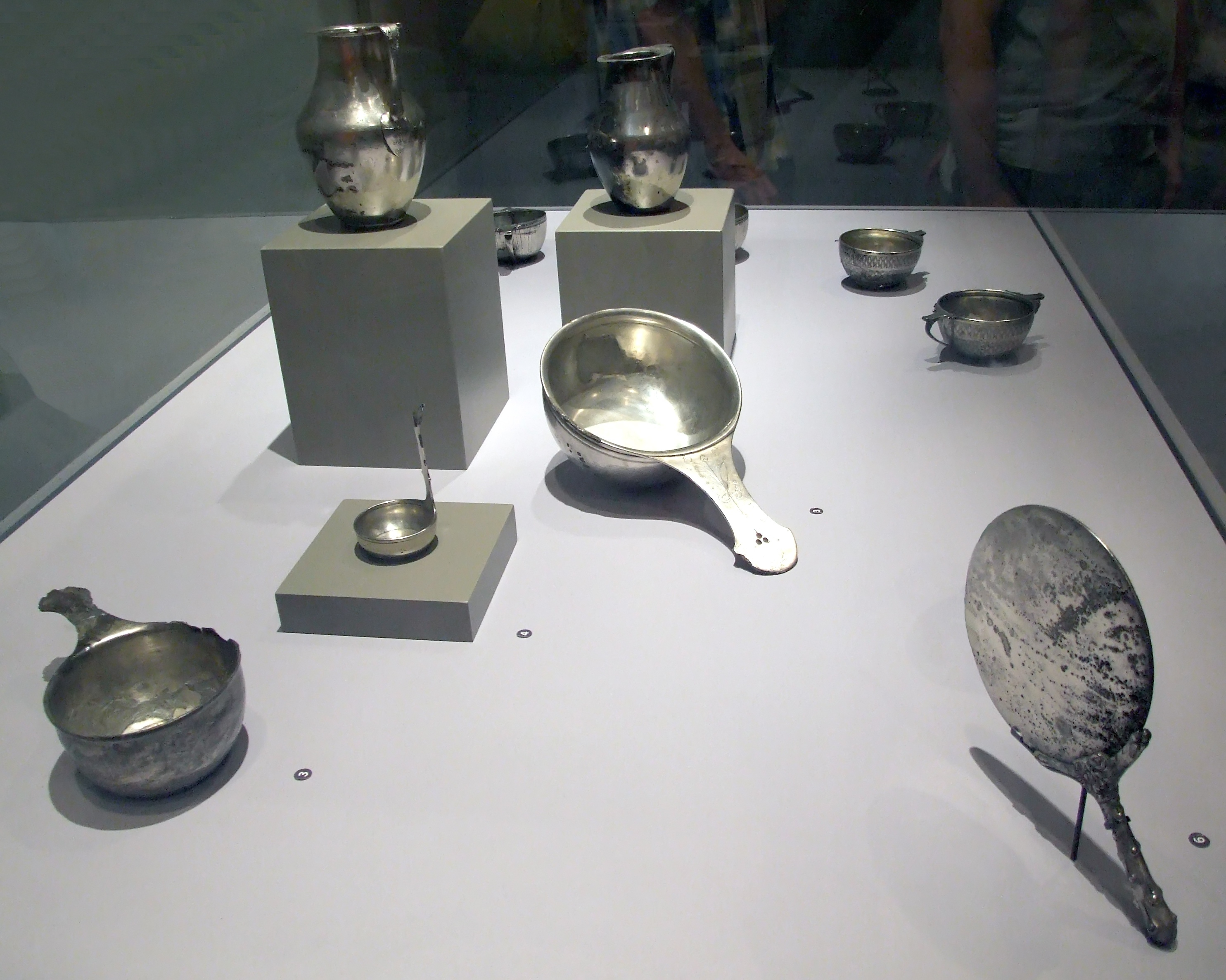
Срібний посуд
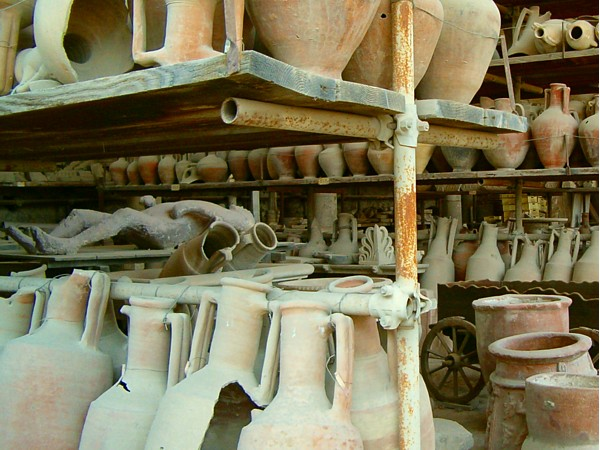
Комора з амфорами на Форумі в Помпеях
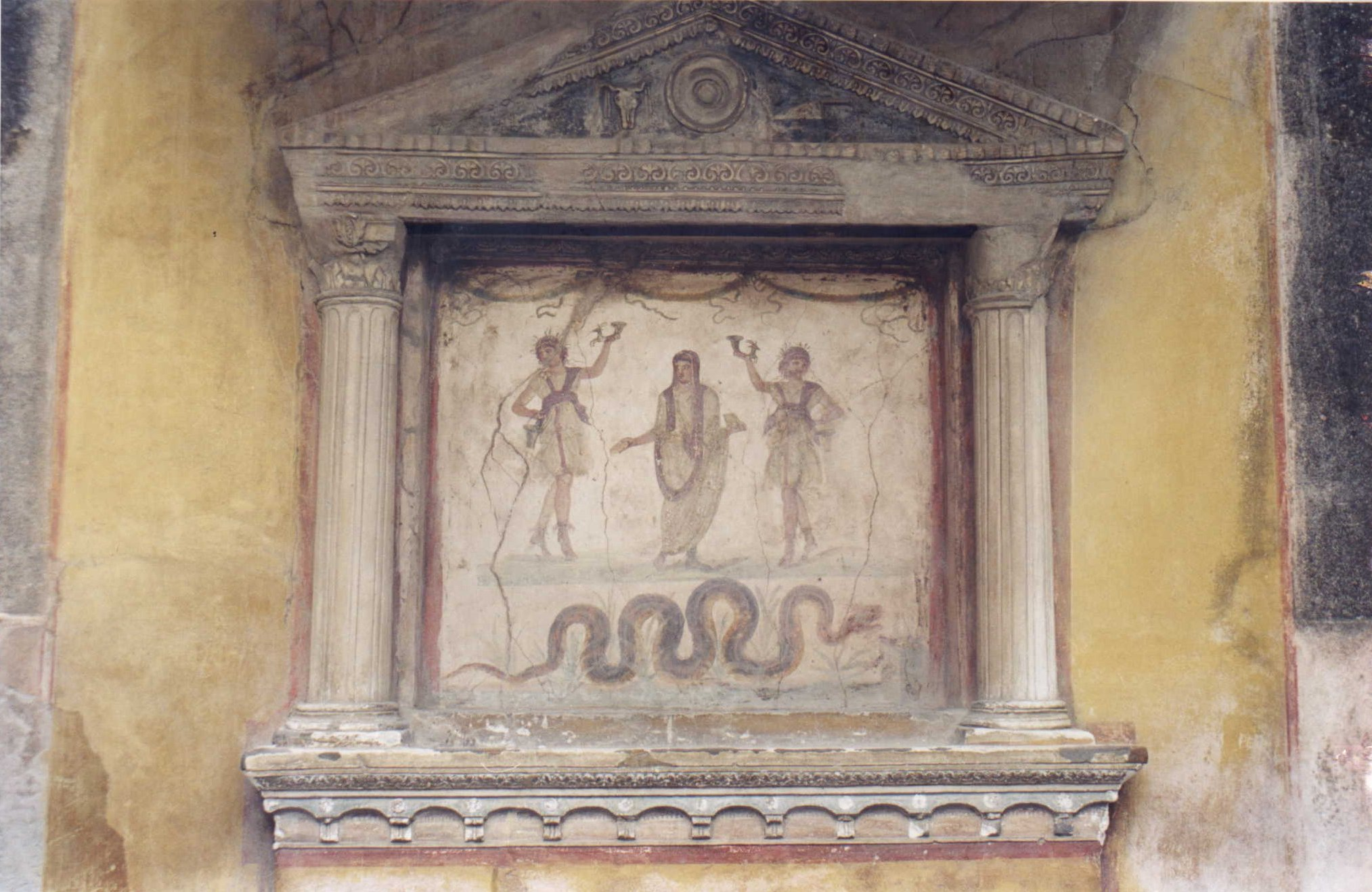
Лараріум будинку Веттіїв, ліплення
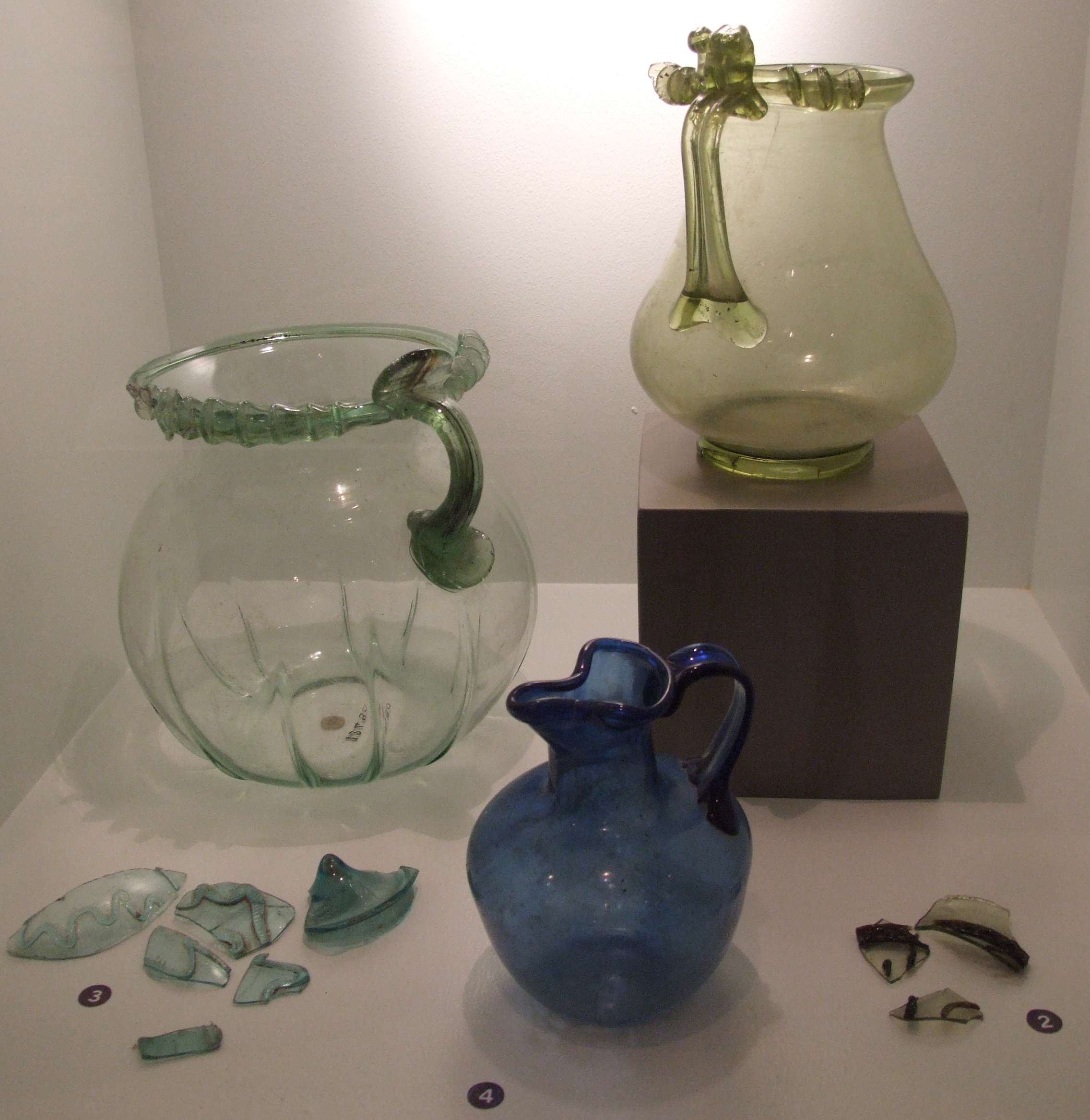
Давньоримське скло

## Театральні споруди
Помпеї — невелике провінційне курортне місто. Але воно мало два театри і цирк для гладіаторських боїв. Обидва театри розташовані в південній частині міста поряд один з одним. Вважають, що театральні вистави влаштовували часто, без них не обходилось жодне свято чи урочистості.

### Великий театр Помпеїв

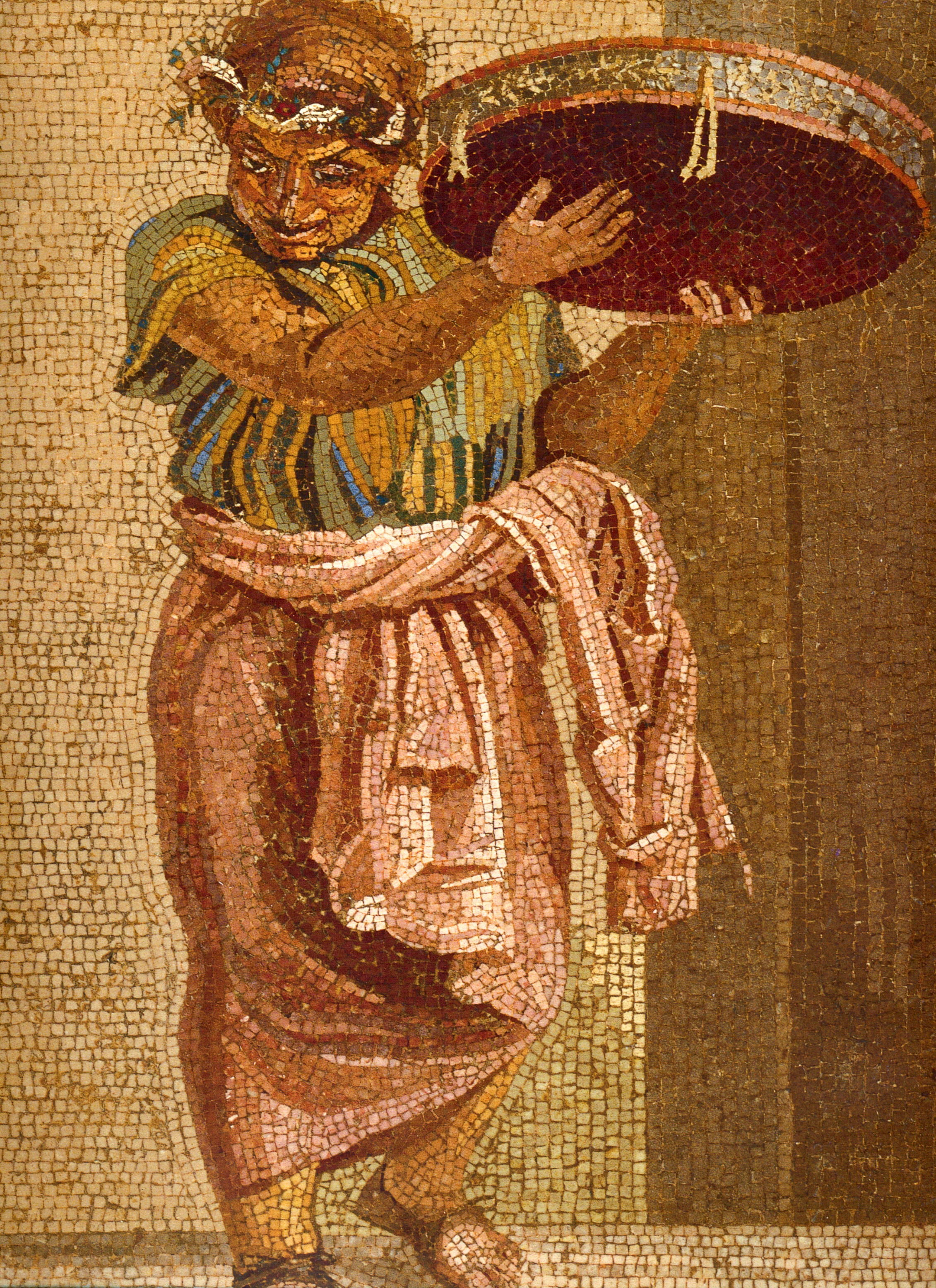

Театр виник у місті в 200–150 роках до н. е. Спочатку це була споруда елліністичного зразка. Глядацьку залу створили на схилах пагорба. У 1980-ті рр. було проведено обережні дослідження на ділянці сцени. Було знайдено залишки округлої скени, бічного муру і залишки приміщень, які називались проскеніями. В період 31 р. до н. е. — 14 р. н. е. архітектор Марк Арторіус перебудував елліністичний театр на римський зразок. Гроші на перебудови театру дали Марк Олконій Руф та Марк Олконій Целер.
Античний хор втратив своє значення, тому орхестра була значно зменшена. Її оточили глядацькі крісла. Скена піднята догори на три сходинки. Римська сцена закінчувалася високим муром з нішами, колонами і портиками, яка слугувала архітектурною, тобто постійною декорацією. За муром-декорацією були службові, театральні приміщення. Збережені залишки трьох дверних отворів та залишки муру-декорації. Кам'яний схил глядацької зали використали для її збільшення. В скелі вирубали ще п'ять глядацьких рядів, які підтримувала низом склепінчата галерея, вибудована на верхівці пагорба. Вибудували і новий фасад, прикрашений лише аркадою. На час вистав над глядацькою залою створювали тимчасовий тент для захисту від спекотного сонця. Після перебудов Великий театр Помпеїв приймав близько 5 000 глядачів.
У роки правління імператора Нерона, який себе вважав великим актором, римське суспільство пережило пожвавлення зацікавленості в театрі. Споруди за сценою театру в Помпеях — перебудували на репетиційний двір школи гладіаторів, добудували гладіаторські казарми з низкою малих комор, де мешкали ці актори-смертники. Смаки римської публіки не відрізнялися культурою. Зберігся гіркий опис римського драматурга Теренція про провал його вистави-комедії «Свекруха». Коли натовп в театрі почув, що неподалік «будуть гладіатори, скочив з лайками і штовханиною, полетів з криками, аби битися за найкращі місця».

### Одеон в Помпеях
Його вибудували в 80–75 роках до н. е. на гроші двох меценатів — Квінтуса Валгуса та Порциуса. Він притулився до східного муру Великого театру Помпей. Споруду створили за єдиним планом, вона не була перебудована і мимоволі стала найстарішим зі збережених давньоримських одеонів. Одеони — невеликі театральні споруди, помпейський був розрахований на 800 глядачів, щонайбільше 1 000. Високі мури поєднують глядацьку залу і сцену в єдиний ансамбль. Два склепінчасті коридори поряд з бічними сторонами сцени слугували входами. Одеон мав місця для почесних гостей і мешканців міста навколо сцени. Чудово збереглася підлога Одеону, створена з панелей білого, рожевого та сірого мармуру. Одеон слугував для концертів і вистав мімів.

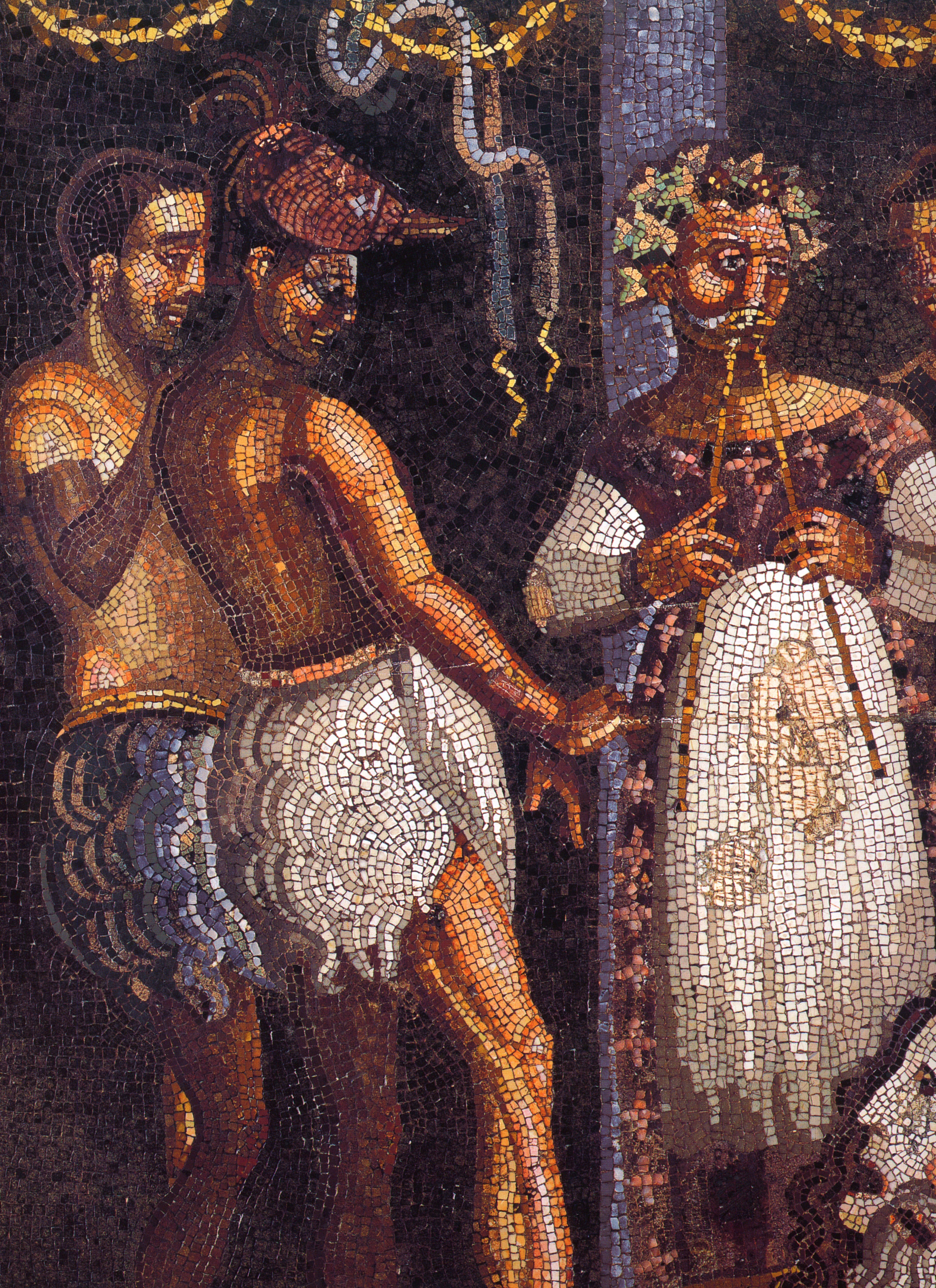
Актори в театральному вбранні, мозаїка Будинку поета трагедій, фрагмент
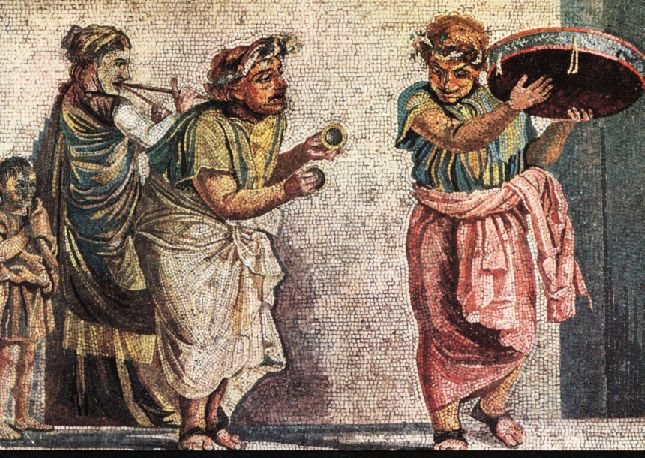
Музиканти, мозаїка з Помпей, Національний археологічний музей (Неаполь)
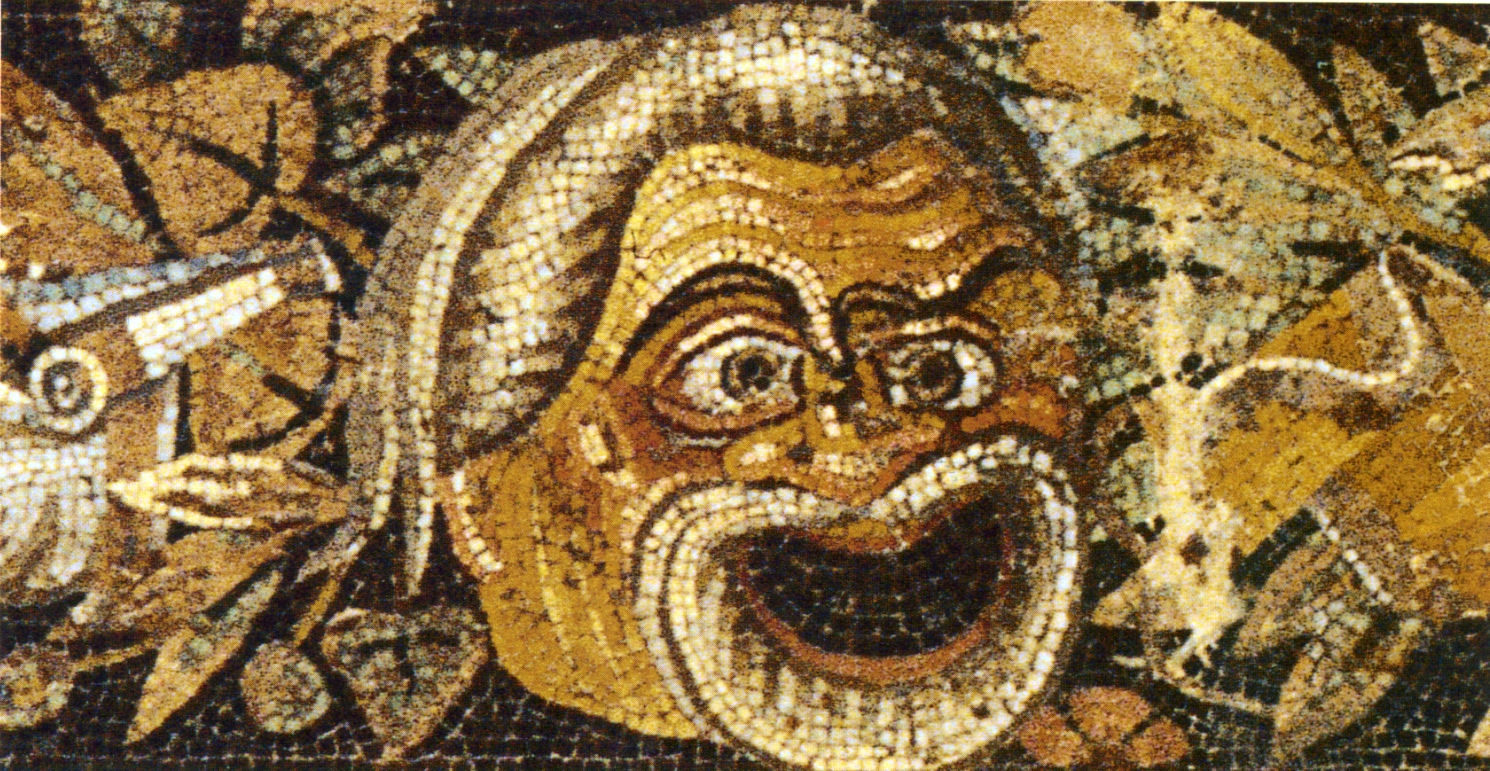
Будинок Фавна, мозаїка з театральною маскою
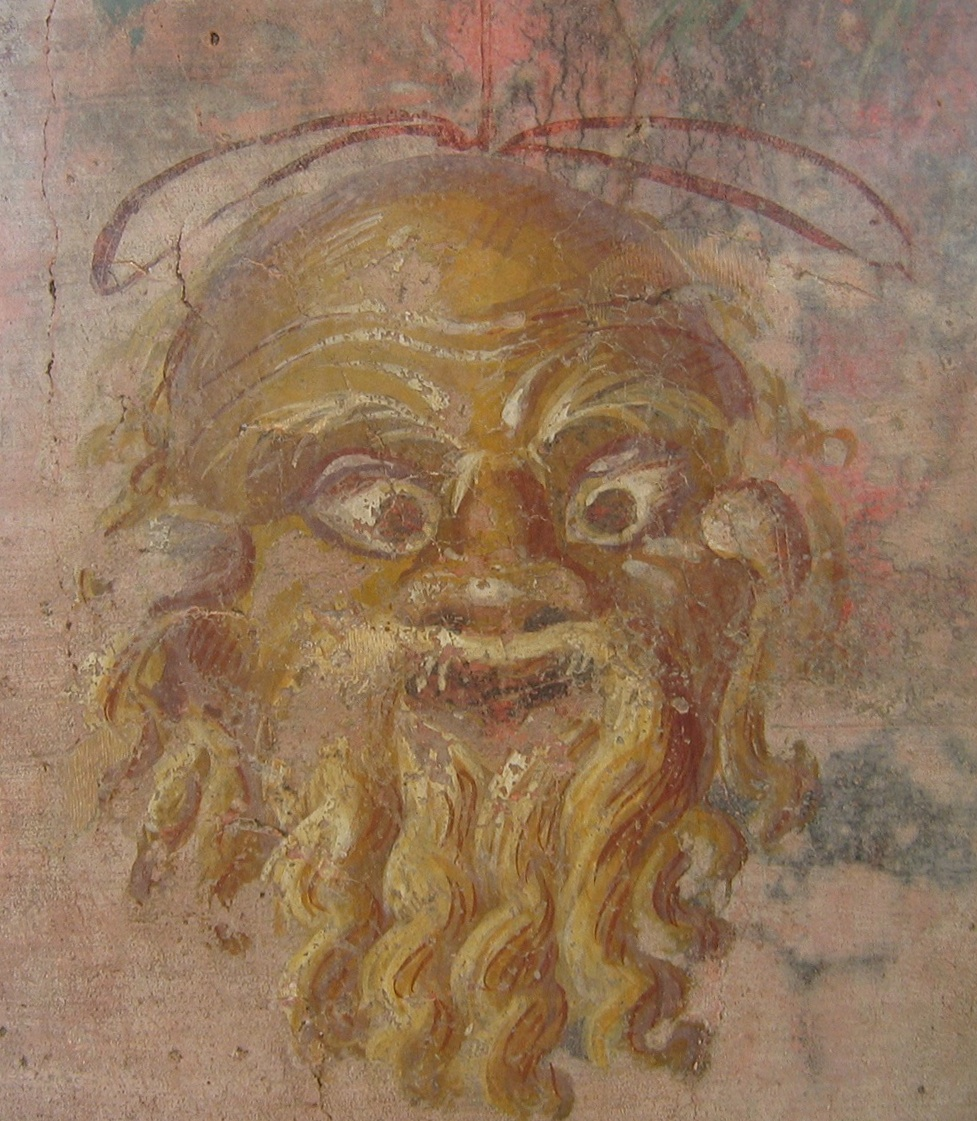
Акторська маска для комедій. Фреска з вілли в Боскопеале.

### Цирк (амфітеатр) в Помпеях

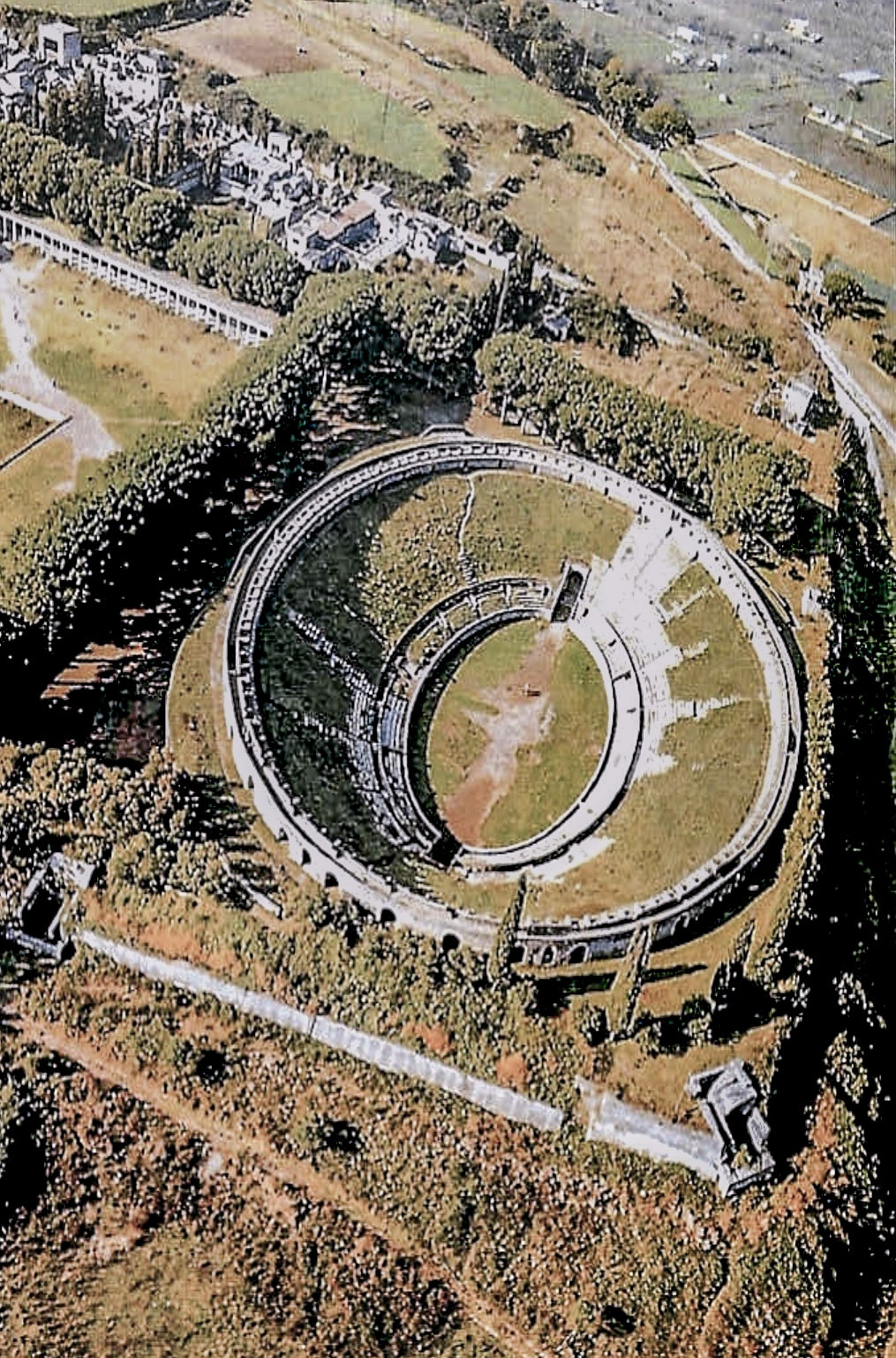

Амфітеатр в Помпеях розташований на східній околиці міста впритул до фортечного муру. Верхні місця для глядачів були розташовані настільки близько до фортечних веж, що останні використовували для жердин, які підтримували полотняний тент над глядацькою залою. Цирк в Помпеях вибудовано на кошти тих же Квінтуса Валгуса та Порциуса, що дали гроші на побудову Одеону. Споруда помпейського амфітеатру відрізнялась від пізніх конструкцій, відомих за зразком римського Колізея. Помпейський амфітеатр видовжений і розлогий. Використали як схил пагорба, так і будівельні технології. Арена створена на штучно викопаній ділянці. Тільки два верхні глядацькі ряди спираються на склепінчату галерею, яку підтримує могутній фасадний мур з аркадою. Перед амфітеатром з боку міста утворили майдан, де торгували напоями та їжею.
Арена — еліпс розмірами 66,7 на 35 метрів. З міркувань безпеки арену (де вбивали диких звірів і людей) обгородили муром у два метри заввишки. Поверхню захисного муру використали для стінописів зі сценами гладіаторських боїв. П'ять перших рядів призначалися для почесних містян і аристократів. Середні двадцять рядів віддавали за платню. Останні вісімнадцять рядів були безоплатними. Помпейських жінок почали пускати в амфітеатр лише за наказом імператора Октавіана Августа лише на найвищий ряд у спеціальні маленькі ложі. Амфітеатр розрахований на 19–20.000 відвідувачів. Приблизно — це всі мешканці тодішніх Помпей.
На безоплатні місця піднімалися сходами з самого майдану. На арену виходили два коридори. Один використовували почесні містяни, що займали перші п'ять рядів. Цим же коридором на арену випускали гладіаторів чи диких звірів. Другим коридором тягли поранених чи трупи убитих звірів і гладіаторів. На арені проходили лише двобої з дикими звірами (бестіарії) чи гладіаторські бої. Паперових афіш не було. Афішами ставали тиньковані мури будинків, написи на яких сповіщали про майбутні бої. Амфітеатр в Помпеях знайшли і розкопали одним з перших, ще в XVI столітті. Його трибуни збереглися погано. Добре зберігся фасад з боку майдану з наріжними сходами на верхні місця. Фасад споруди практично збігається з давньоримською фрескою з його зображенням.
Римське суспільство складалося з жорстоких і часто психічно травмованих осіб. Гладіаторські бої могли перерости в бійки між глядачами, одна з яких відбулася і в Помпеях. Глядачі билися на трибунах, а потім на майдані біля амфітеатру, калічили і вбивали, псували сусідні будинки, крамниці, сади і городи з овочами. Скарги дійшли до Риму, і Сенат покарав Помпеї забороною на проведення гладіаторських боїв на десять (10) років. Про трагічний випадок 59 року н. е. сповіщав сам історик Тацит.

## Храми міста

### Храм Юпітера

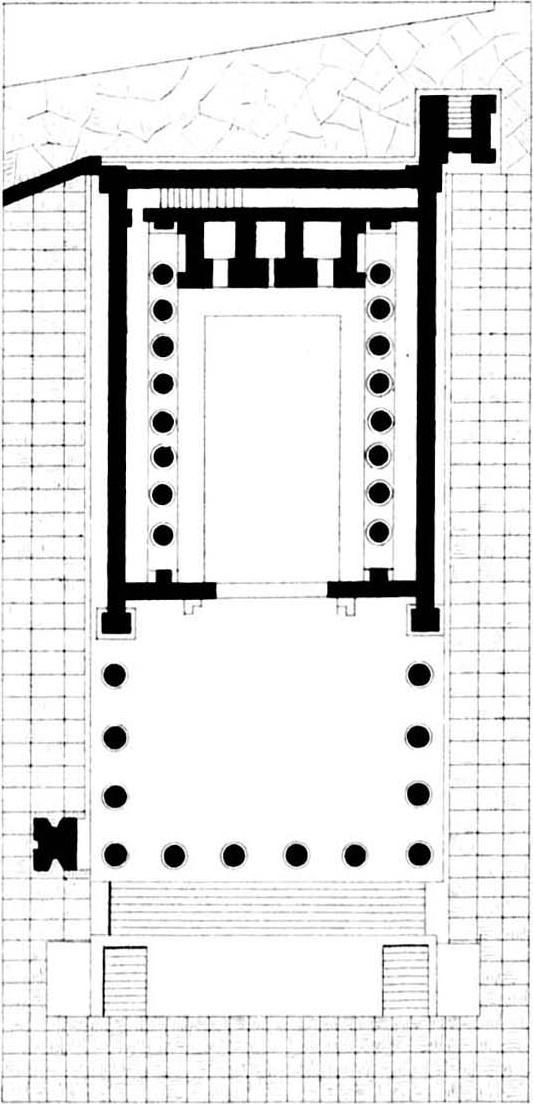
Храм Капітолійської тріади, план.

Храм Юпітера стояв на центральному форумі міста. Споруда була в традиціях італійської архітектури — на подіумі, куди вели широкі сходи. На майдан виходив портик, за яким зала з скульптурою божества. Голову цієї велетенської статуї знайшли археологи і перевезли в Неаполь. На місці храму вибудували новий храм Капітолійської тріади — на честь Юпітера, Юнони і Мінерви. Для цього збільшили залу — целлу, її бічні стіни прикриті низкою колон, а навпроти входу в стіні — три ніші для трьох священних скульптур. Храм зберігся погано.

### Храм Веспасіана
Відносно невеликий помпейський храм на честь Генія імператора Веспасіана. Стояв на подіумі, на який піднімались бічними сходами. Перед вхідним портиком стояв вівтар, прикрашений рельєфом з зображенням жертвоприношення бика. Археологи припускають, що первісно храм був на честь імператора Августа. Потім храм висвячували на честь чергового володаря Риму, останній раз — на честь Веспасіана.

### Храм Ларів
Храм Ларів, за припущеннями, пізня перебудова храму на честь якогось з імператорів. Але він був замалим для пишного культу володаря Риму, його площа — 18 на 21 метр. Після відновлення поруйнованої землетрусом 62 року споруди, храм висвятили на честь ларів. У нішах храму стояли скульптури ларів, перед ними — язичницький вівтар.

### Храм Ізіди

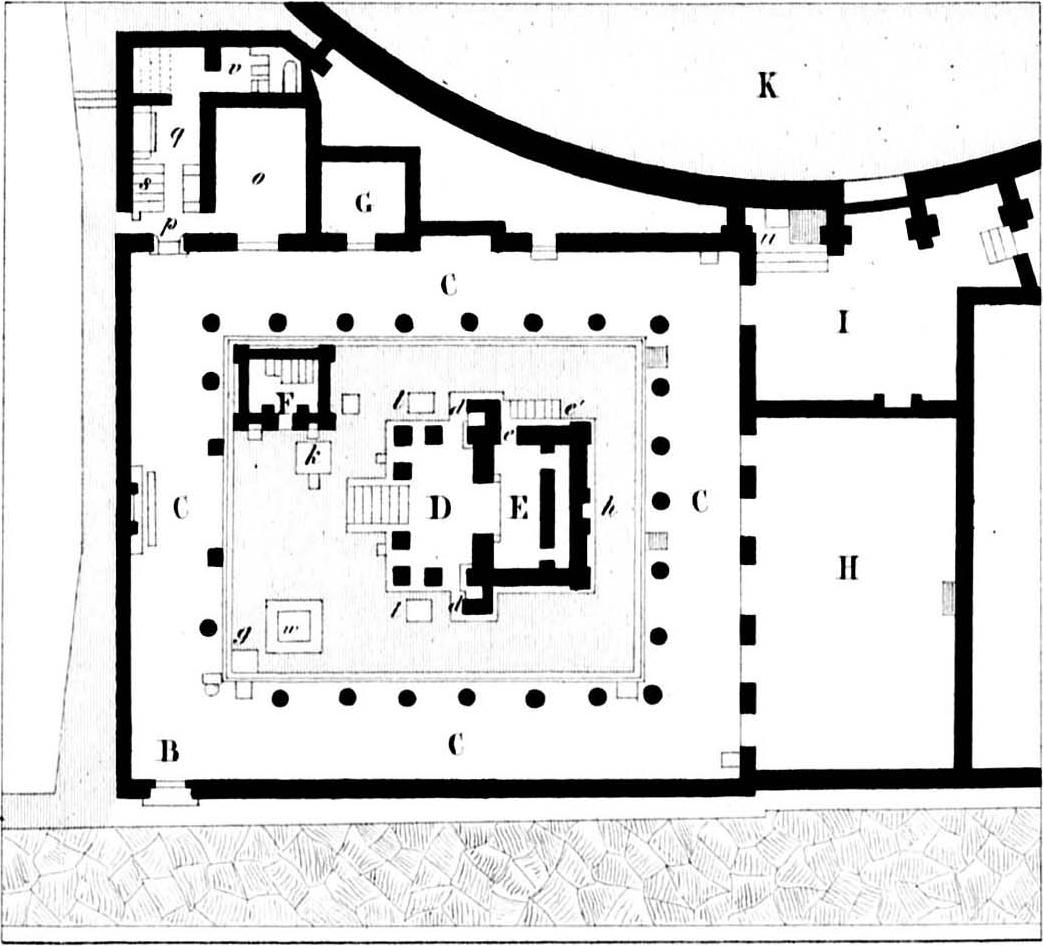
Куточок Помпеїв із храмом Ізіди

Ізіда — неримська богиня. Її культ принесли на Апенніни ще в доримську добу, за припущеннями — в II ст. до н. е. Римська культура успадкувала декілька культів східного походження: культ іранського Мітри, Кібели з Малої Азії, пізніше християнство. Але офіційно лише культ Ізіди визнали офіційно, і для вірян дозволили будувати храми. Археологи знайшли декілька статуеток богині Ізіди в приватних будинках мешканців Стабій, Геркуланума, самих Помпей, що свідчить про популярність культу Ізіди серед небагатих верств населення. Римляни сприймали Ізіду як покровительку материнської любові і навіть безпеки для моряків. Розташування храму Ізіди — дещо несподіване, практично в центрі міста, неподалік від Трикутного форуму. Але куточок потаємний, прихований і відокремлений від оточення — мурами. Як і інші споруди Помпей, храм Ізіди постраждав від землетрусу 62 року н. е. Багатий Попідіум Сельсінус дав гроші, завдяки цьому храм після пошкоджень був відновлений.
Храм Ізіди — це сама храмова споруда і перістиль з двадцяти п'яти колон. Колони зроблені не з каменю, а викладені з цегли і потиньковані. Колони колись були пофарбовані і мали невеличкі рельєфи з єгипетськими мотивами. Храм вибудували на невеличкому подіумі, куди піднімались шістьма сходами. Храм П-подібний за поземним планом, у центі ніша, де колись стояла скульптура Ізіди, обабіч — два кіоски з нішами, де колись теж стояли скульптури. В часи виверження вулкану скульптуру Ізіди намагались врятувати і вийняли з храму. Її знайшли археологи і передали на експонування в Неаполь. Архітектура храму — практично елліністична з домішками римської, розміри комплексу — 22,5 на 19,5 м. Але поряд був басейн, де за припущеннями зберігали воду з річки Ніл, яку тут вважали священною. В Геркуланумі знайдена і фреска з церемонією біля храму Ізіди. Жрець з виголеною головою носить священний посуд, а поряд подані птахи — священні ібіси.

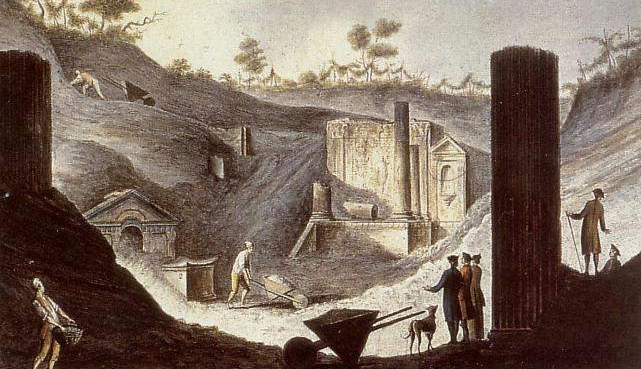
Худ. П'єтро Фабрі. «Розкопки біля храму Ізіди»
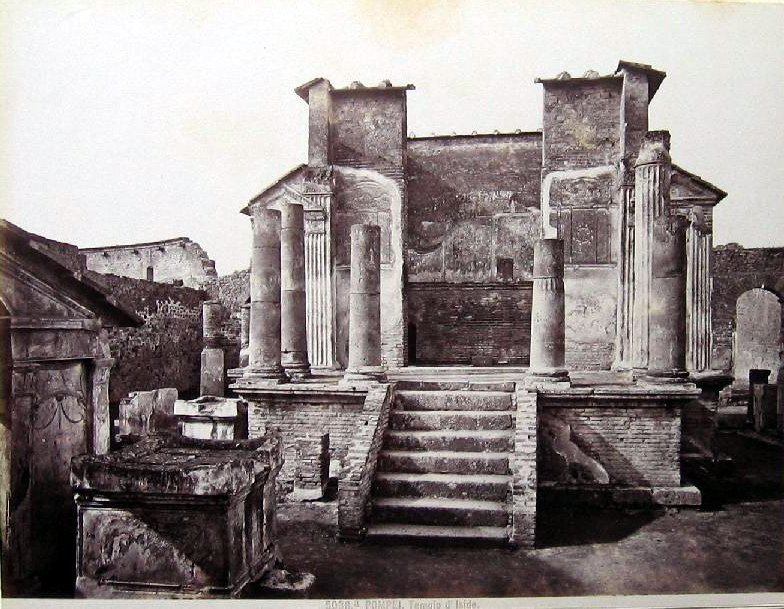
Розкопаний храм на 1881 рік.
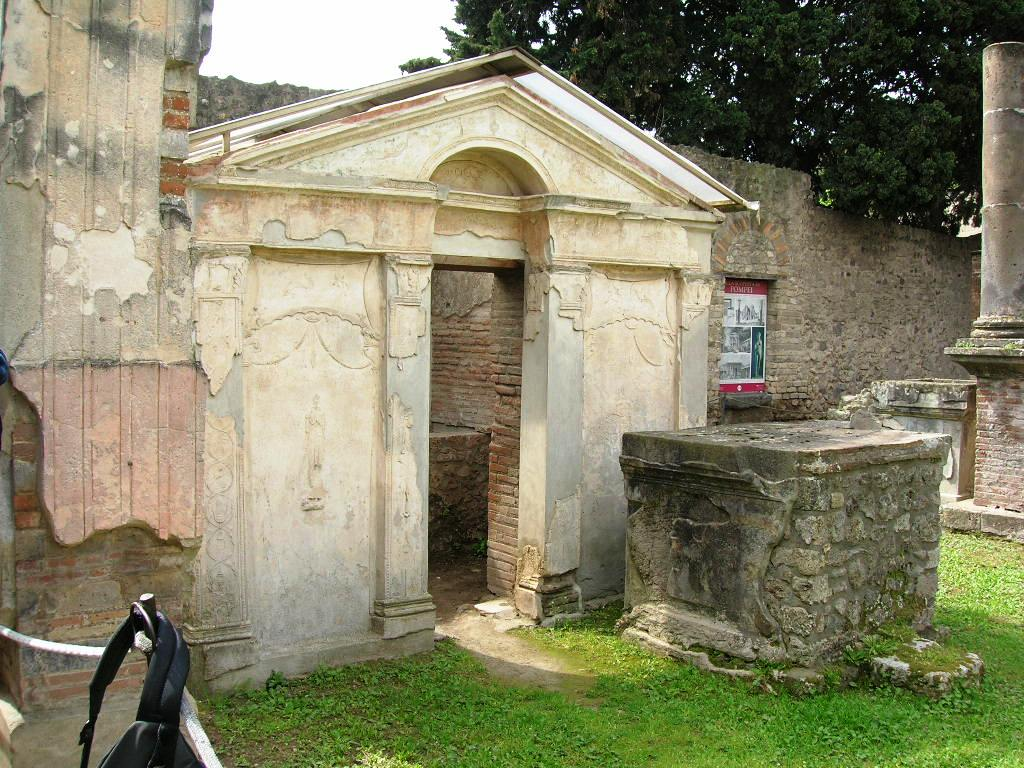
Капличка в дворику
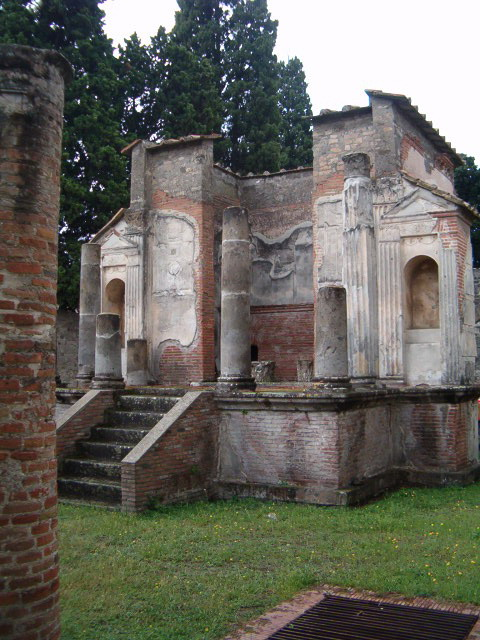
Загальний вигляд храму

## Побут (закусочна Ветуція Плацида)

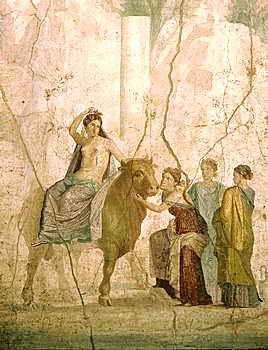
«Викрадення Європи Зевсом у вигляді бика», фреска

Сучасні назви отримують не тільки приватні будинки, а й побутові заклади. 2010 року закінчили ремонт у закусочній (термополії) Ветуція Плацида. Назву дали від напису на фасаді із закликом голосувати за цього Ветуція, хоча він не був володарем закладу. В термополії добре збереглися стіл-прилавок, обідня зала з ліжками, невеличкий сад (де вирощували овочі і запашні трави для кухарів). Мур обідньої зали прикрашала фреска із сюжетом «Викрадення Європи». Первісне розпланування і обладнання відносяться до найзбереженіших в Помпеях, що зумовило бажання відновити роботу закладу після ремонту як їдальні. За попереднім планом, термополій здатен нагодувати триста перших відвідувачів в день відкриття. Побутовий заклад не обіцяв несподіванок для археологів. Несподіванкою став монетний скарб, знайдений у горщику, у яких зазвичай зберігали не гроші, а їжу. Ймовірно, власник сховав гроші в надії повернутися до міста після виверження вулкану. Сучасна знахідка монетного скарбу свідчить, що повернення не відбулося.

## Написи в Помпеях

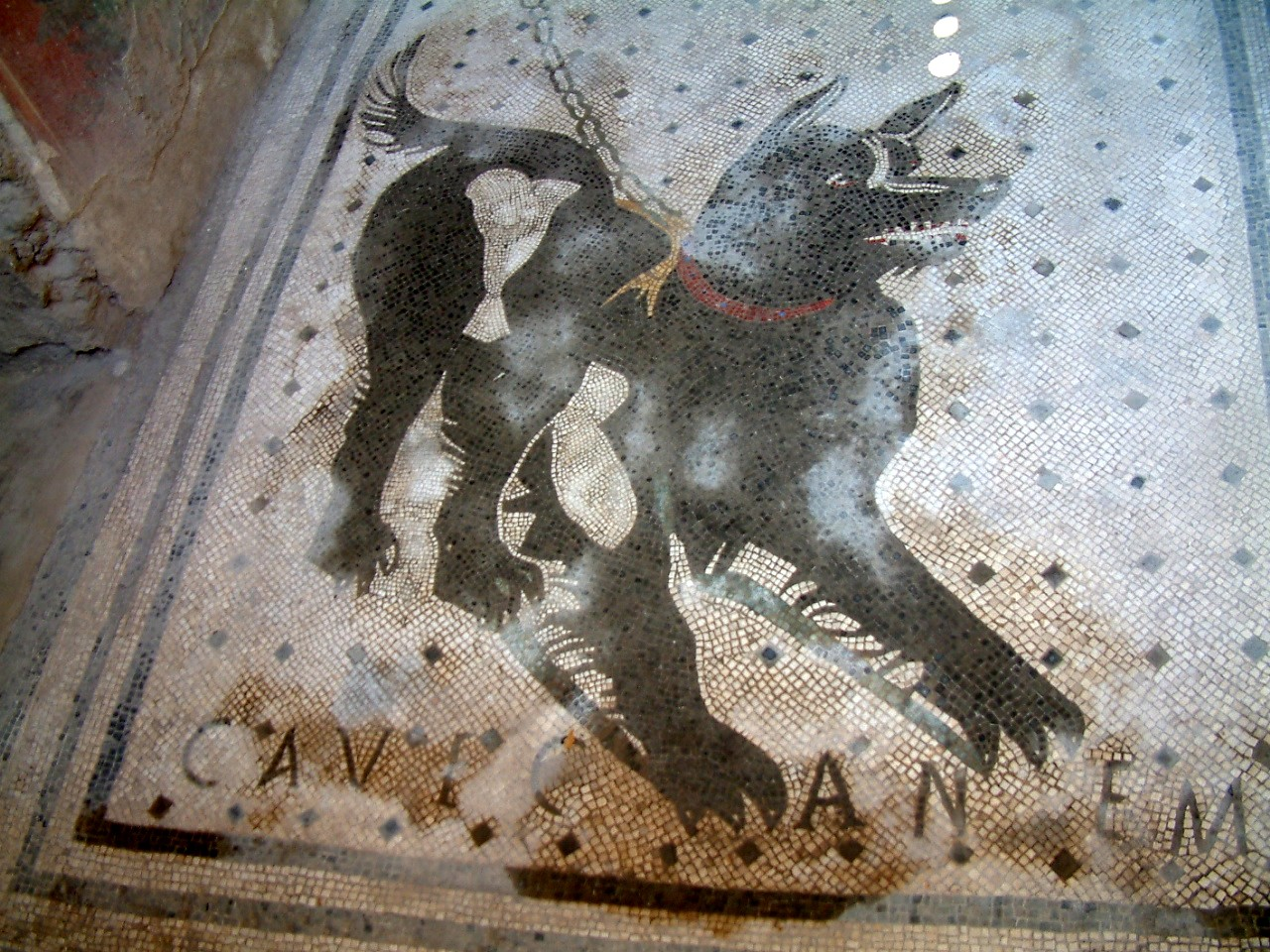
Cave canem — стережись собаки! Напис у Будинку поета трагедій.

«Я дивуюсь тобі, о, стіна, як могла ти не впасти,
А продовжуєш нести написів стільки сороміцьких.»
(Графіті з помпейської базиліки)
Написи в Помпеях — радість для філологів і істориків, фахівців з палеографії, настільки вони різні, бо є відгомоном реальності з її урочистостями, гнобленням, радощами і суперечностями, аморальними вчинками. Це і графіті на тиньку, і заклики для голосувань, і афіші про майбутні бої гладіаторів. Написи — свідки перебудов храмів із вказівками імен доброчинців міста, які давали гроші на відновлення храмів, героїчних сторінок оборони міста. Помпеї двічі блокували вояки Сулли. Адже помпеяни-оски воювали на боці Ганнібала проти римлян. Першого разу Сулла так і не підкорив місто, на фортечних мурах між Геркуланськими і Везувіанськими брамами досі залишились дірки і вибоїни від каменів римських стінобитних машин. А в місті — залишились написи оскійською мовою про військові пости осків і самнітів. Армія Сулли вдруге воювала місто і таки підкорила Помпеї. Римляни колонізували Помпеї, привнесли свої закони і традиції, свою мову. Написи могли бути короткими на кшталт магічних закликів чи прохань до богів («Привіт, прибуток!»), чи довгими, як на афішах (звістка про бої двадцяти гладіаторів рабовласника Лукреція Сатрія і навіть вказівка про тент від спекотного сонця для захисту глядачів).

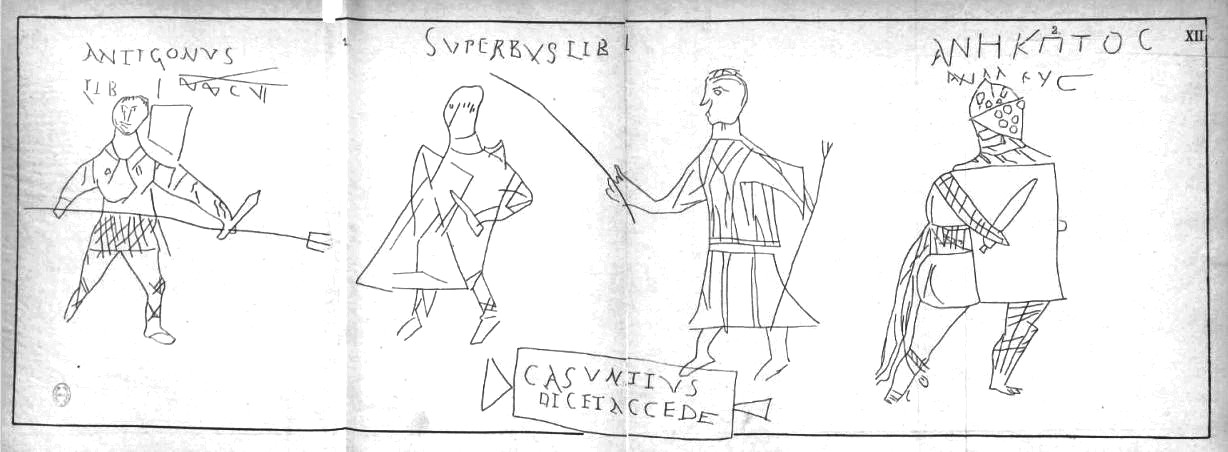
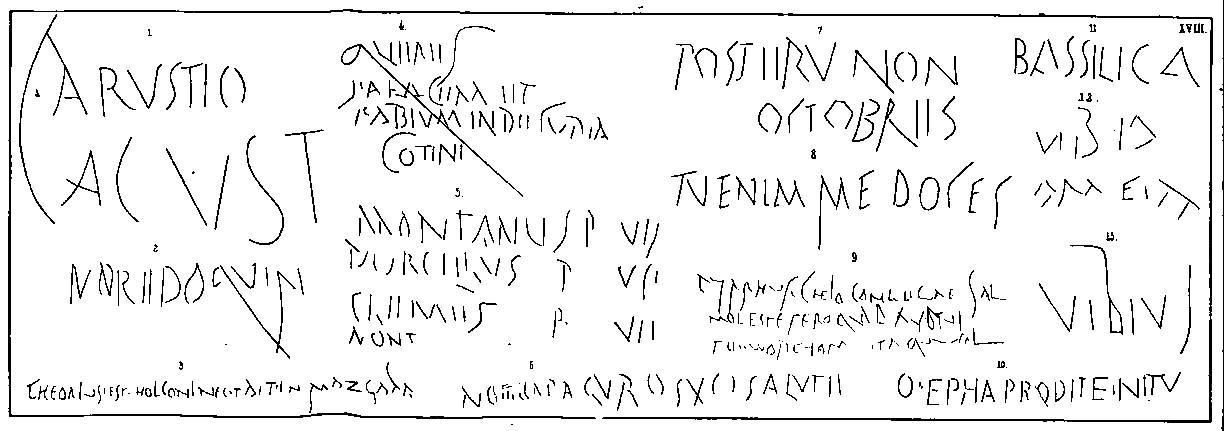
Графіті з зображенням гладіаторів та написи на стінах Помпеїв (З книги Раффаеле Ґарруччі (Raffaele Garrucci) «Графіті з Помпеїв», 1856 р.)

## Дорога гробниць

К.Брюлов. «Останній день Помпеї»

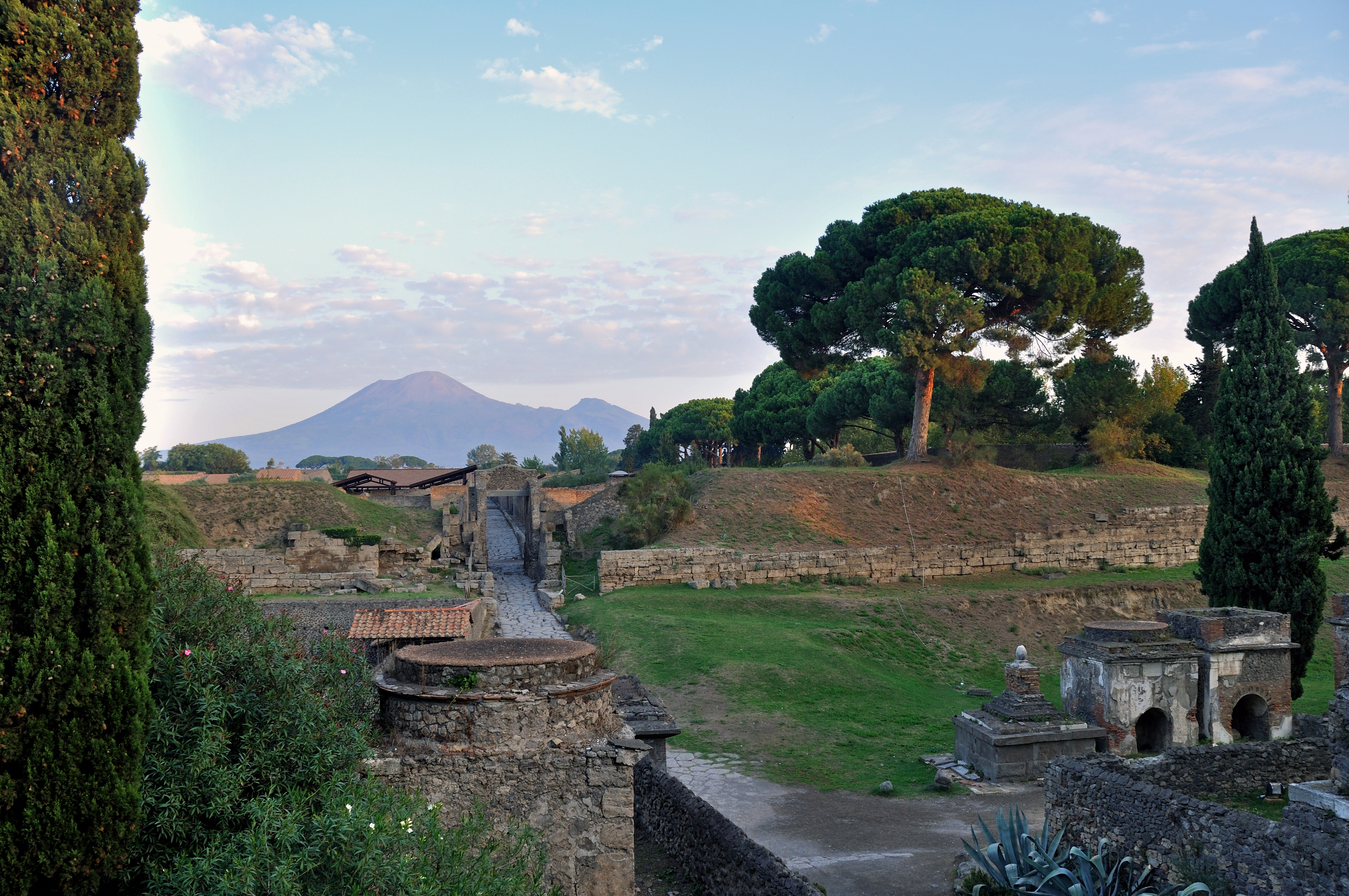
Некрополіс біля Porta Nocera

В Помпеях, як і в інших римських містах, ховали за фортечними мурами та на перехресті шляхів. Найбільший цвинтар міста розташований за Геркулинською брамою на шляху до Вілли Містерій. Цвинтар отримав назву Дорога гробниць. Саме сюди переніс дію своєї картини «Останній день Помпеї» художник Карл Брюллов, що відвідав розкопану частину цвинтаря. Некрополь розкопували одним з перших понад 80 років (1763—1838 рр.) в надії на знахідки в давньоримських похованнях.
Але значну мистецьку і наукову вартість мали і самі надгробки і склепи. Їх створювали на подіумах вздовж вимощеної кам'яними брилами дороги і оточували кипарисами та виноградними лозами, іноді садочками. Єдиного стандарту надгробків не було. Тут і колони з поховальними вазами, і вівтарі, і каплички зі стінописами і рельєфами, і мавзолеї аристократів. В труну з небіжчиком також закладали гірлянди і квіти, у жіночі — її прикраси і навіть перуки.
- Серед почесних поховань — надгробок жриці Мамії у вигляді заокругленої кам'яної лави з бічними волютами. Мамію поховав муніципалітет Помпеїв на власній ділянці цвинтаря. За життя вона дарувала муніципалітету гроші на побудову храму Веспасіана, політично важливого для Помпей.
- За надгробковою лавою Мамії — залишки ротонди гробниці родини Істацідіїв. Це був мавзолей з ротондою і меморіальною скульптурою, оточеною колонадою, від якої збереглися дотепер лише три колони.
- Надгробок Умбрічіо Скавра прикрасили рельєфом з двобоями гладіаторів.
- Вівтар з мавзолеєм Мунацио Фаусто та його дружини Неволеї Тихе прикрасили рельєфами з поховальною ходою і в рамі — вітрильника. Неволея Тихе за життя уславилась тим, що давала гроші на побудову морських човнів.

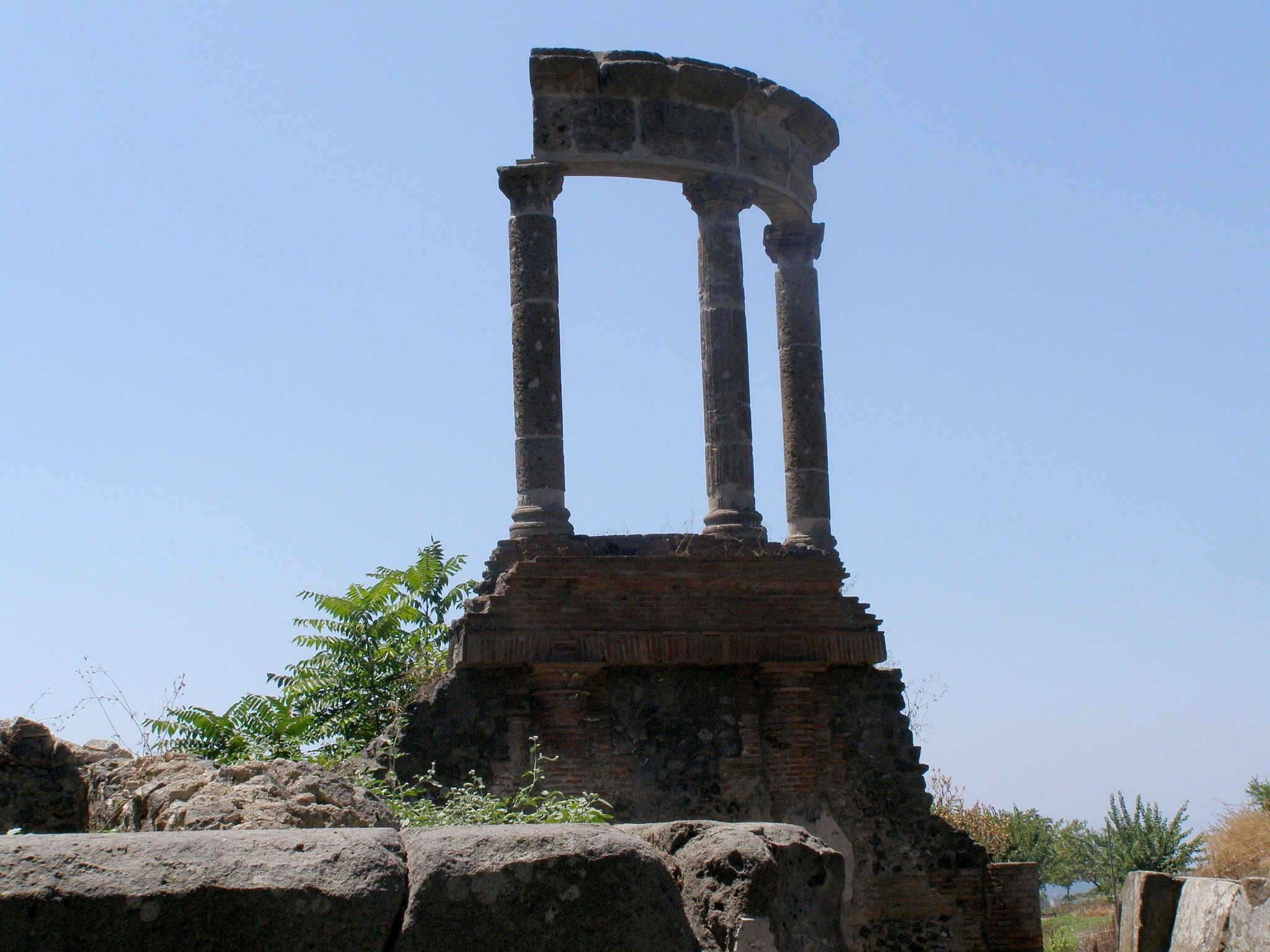
залишки ротонди гробниці родини Істацідіїв.
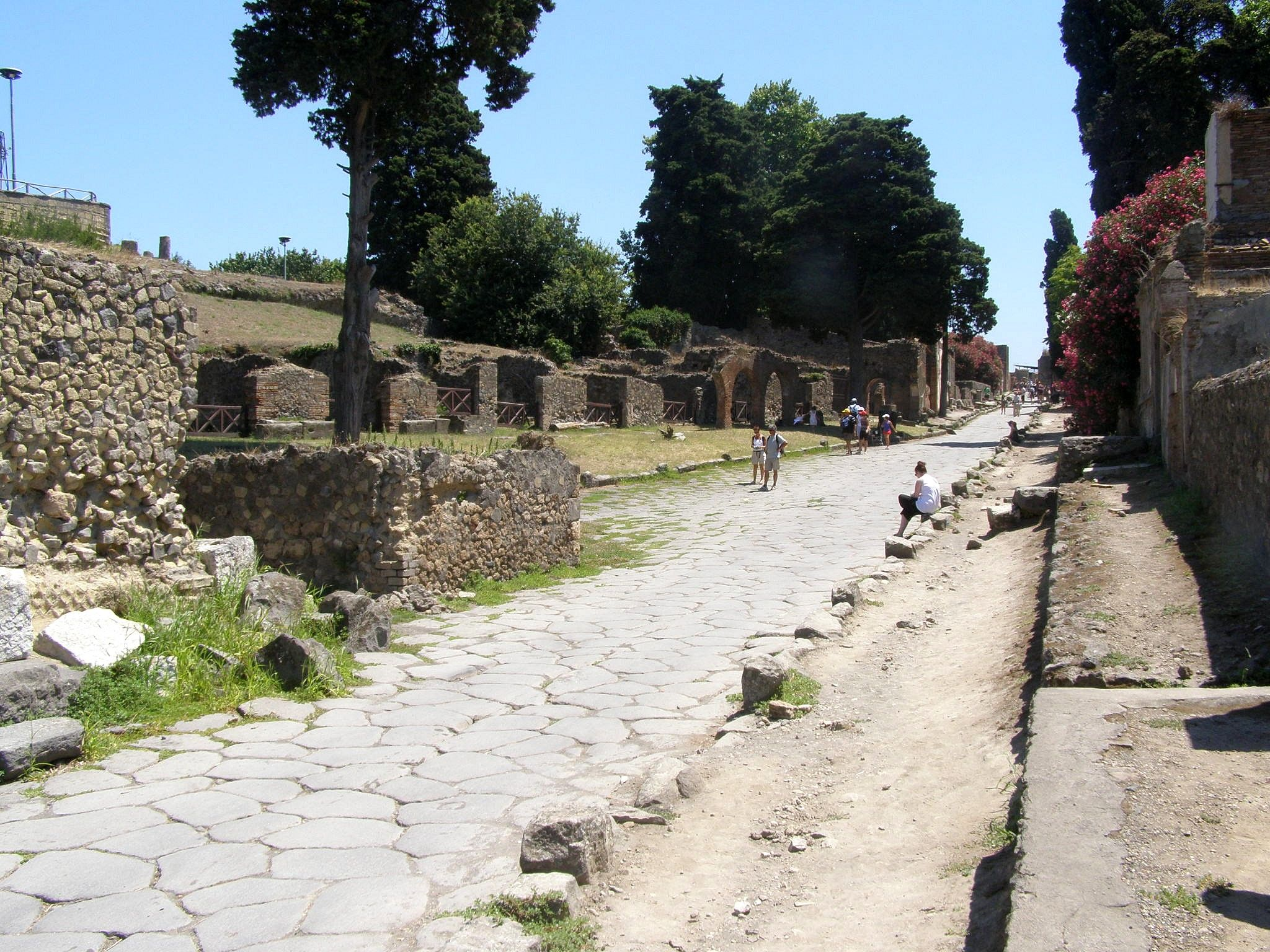
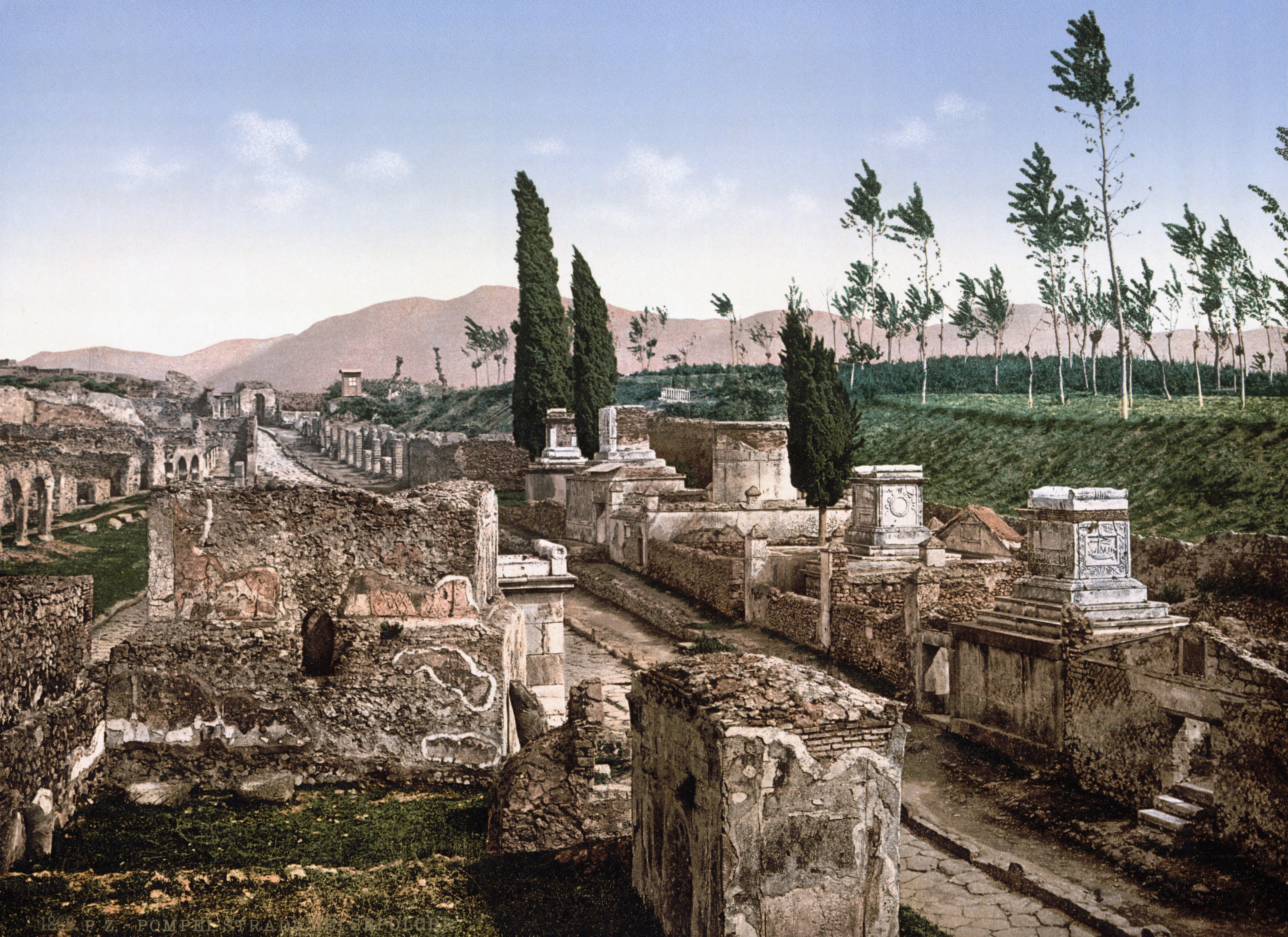
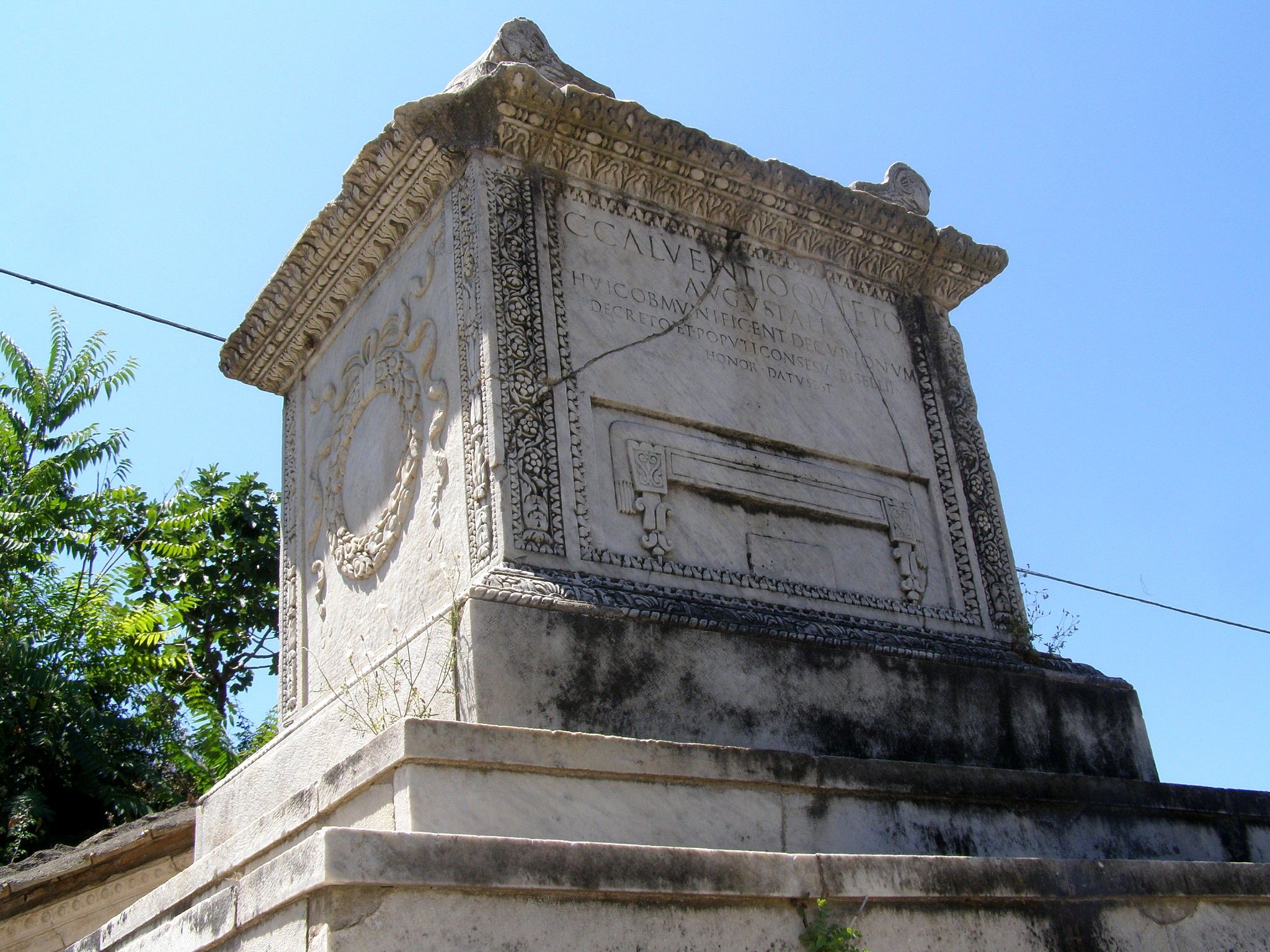

## Проблеми збереження розкопаної частини міста

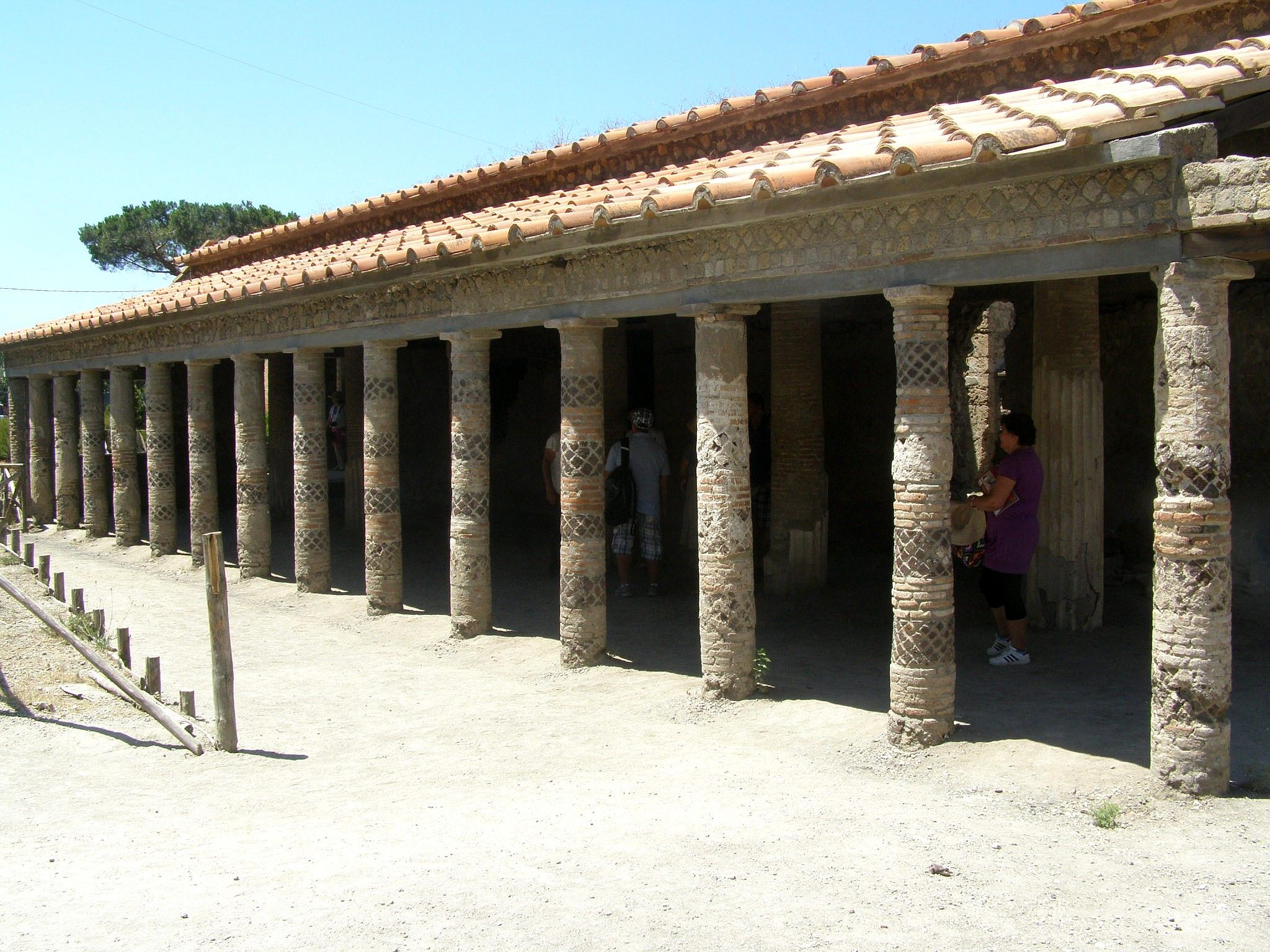
Відновлений дах на віллі Містерій.

Керівництво оголосило про припинення археологічних розкопок у місті. Дозволені лише консерваційні, ремонтні і реставраційні роботи. Бо в Помпеях у всій гостроті постали проблеми збереження вже розкопаної частини міста.
Проблеми ті ж, що й в Геркуланумі. Головною метою перших, хижацьких розкопок в Помпеях був пристрасний, неконтрольований пошук коштовних і мистецьких об'єктів античного мистецтва. Їх вилучали з первісних місць і продавали в приватні колекції багатіїв, місцевих і іноземних. Знахідки з Помпеїв зберігають музеї Німеччини, Франції, Сполучених Штатів, Великої Британії тощо. Водночас об'єкти, які, на думку перших дослідників, не становили грошової чи мистецької вартості, безжально знищувались чи були пошкоджені. Методи проведення археологічних робіт у XVIII–XIX ст. були такі недосконалі, що теж завдало шкоди Помпеям. Зараз серйозну проблему становить вандалізм туристів, які беруть уламки на пам'ять і роблять написи на стінах та поверх стародавніх фресок. В Помпеях мешкають безпритульні собаки. Нова проблема — обвали давніх споруд. Ще 2008 року уряд Італії був вимушений визнати, що стан античних споруд в Помпеях — катастрофічний, а відвідини міста — небезпечні для туристів. З міркувань безпеки низка об'єктів закрита для відвідин, для туристів створили нові стенди і екрани з відновленими зображеннями помпейських споруд. Оголосили і про створення нового Археологічного музею в Помпеях. В Помпеях реалізована програма електричного освітлення. Тим не менше:
- 1980 — Помпеї постраждали від чергового землетрусу
- 6 листопада 2010 — звістка про обвал Школи гладіаторів в Помпеях (Schola Armaturarum)
- 30 листопада 2010 — обвалився мур в саду Будинку Мораліста
- 1 грудня 2010 — звістка про обвал ще двох мурів в місті на вулиці Стабій.

Школа гладіаторів в Помпеях (як і антикваріум) постраждала ще від бомбардувань в роки Другої світової війни. В 1950-ті роки її нашвидкуруч ремонтували, бо на її мурах зберігалися фрески. 6 листопада 2010 року впала не одна стіна, а вся споруда. Зникли історичні фрески і реставрована шафа для зберігання зброї гладіаторів. Винуватцями оголосили дощі. Палкі прихильники Помпеїв відразу створили віртуальну модель знищеної Школи гладіаторів, але це не виправдовує ганебний випадок.
Розкопки в Помпеях і популярний туристичний об'єкт — сфера зацікавленості організованої злочинності. Не припиняються розкрадання коштовних археологічних знахідок. Серед останніх — декілька фресок.